# Histoire des Juifs en Allemagne
Vous lisez un « article de qualité » labellisé en 2008.

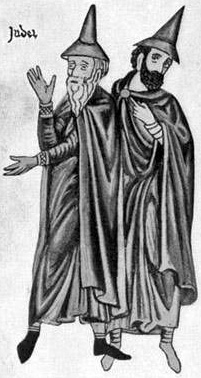
Juifs allemands au XIIe siècle.

L’histoire des Juifs d'Allemagne est emblématique de l'histoire des Juifs en Europe occidentale, entre antijudaïsme, intégration liée à l'universalisme des Lumières et antisémitisme moderne.
Arrivée dans les régions rhénanes au temps de l'Empire romain, la communauté juive a prospéré jusqu'à la fin du XIe siècle. À partir de la première croisade, elle traverse une longue période de tourments ponctuée de massacres, d'accusations de crimes rituels, d'extorsions diverses et d'expulsions. Sa condition juridique se dégrade. La plupart des métiers sont interdits aux Juifs. Au XVIIIe siècle, les philosophes des Lumières, grâce à Moses Mendelssohn, s'émeuvent de leur condition misérable. Mais le chemin qui mène à leur émancipation est long et dure près d'un siècle. Il s'accompagne de l'intégration des Juifs à la société. Leur assimilation permet une réussite économique et intellectuelle qui suscite des jalousies dans certains milieux. L'arrivée au pouvoir de Hitler en 1933 met les Juifs au ban de la société allemande. Aux persécutions succèdent la déportation puis l'anéantissement pendant la Seconde Guerre mondiale. Après la guerre, la communauté juive se reconstruit lentement. Le gouvernement fédéral entoure la communauté juive de tous ses soins.

## Les origines de la communauté juive allemande
| \| Nordenham (Judentumer Weg) · Eberswalde · Lübben · Mittenwalde · Nauen · Schönwalde-Glien · Schwedt-sur-Oder · Spremberg · Berlin · Bad Buchau · Bretten · Bruchsal · Heidelberg (Judenchaussee) · Hochhausen (Tauberbischofsheim) · Karlsruhe · Michelbach an der Lücke · Philippsburg (Juden Allee) · Pliezhausen (Judenallee) · Schutterwald · Tübingen · Ulm (Judenhof) · Abenberg · Agawang · Babenhausen (Bavière) · Bamberg · Cham · Cobourg · Gochsheim (Judenhof) · Grafenau (Judenhof) · Hofheim in Unterfranken · Kutzenhausen · Muhr am See (Judenhof) · Nersingen · Oberhaid (Bavière) · Oberschönegg · Osterberg · Pfersee · Regensburg (Am Judenstein) · Rothenburg ob der Tauber · Salzweg (Judenhof) · Schwebheim (Judenhof) · Tapfheim · Weißenburg in Bayern · Zell am Main (Judenhof) · Alsfeld · Beerfelden · Butzbach · Egelsbach · Friedberg (Hesse) · Fritzlar · Grünberg · Helmarshausen · Hintersteinau · Willingshausen · Stralsund · Bockenem · Duderstadt · Gillersheim · Göttingen · Groß Lobke · Hannoversch Münden · Hattorf am Harz · Hildesheim · Krummhörn · Mackensen · Söhlde · Hannoversch Münden · Aix-la-Chapelle · Bad Münstereifel · Blankenheim · Büren · Cologne · Delbrück (Jüdendamm) · Hannoversch Münden · Hövelhof · Höxter · Hückelhoven · Kempen · Kerpen · Lechenich · Alzey · Gemünden (Westerwald) · Gerbach · Freinsheim · Hachenburg · Herxheim am Berg · Kinheim · Montabaur · Neustadt an der Weinstraße · Rathskirchen · Spire · Waldhilbersheim · Eisleben (Jüdenhof) · Halberstadt · Löbejün · Naumburg · Osterburg · Quedlinburg · Wittenberg · Zeitz · Zerbst · Glückstadt · Schafstedt · Illingen (Sarre) · Görlitz · Altenburg · Bad Langensalza · Ellrich · Gera · Gotha · Heilbad Heiligenstadt (Am Judenhof) · Mühlhausen (Thuringe) · Nordhausen (Thuringe) · Saafeld · Schmalkalden · Wiesenfeld (Eichsfeld) \| indique l'utilisation des termes Judengasse · ou Judenstrasse ou Judenhof ou Judenweg. · indique l'utilisation du terme Judentum. · |
| Nordenham (Judentumer Weg) · Eberswalde · Lübben · Mittenwalde · Nauen · Schönwalde-Glien · Schwedt-sur-Oder · Spremberg · Berlin · Bad Buchau · Bretten · Bruchsal · Heidelberg (Judenchaussee) · Hochhausen (Tauberbischofsheim) · Karlsruhe · Michelbach an der Lücke · Philippsburg (Juden Allee) · Pliezhausen (Judenallee) · Schutterwald · Tübingen · Ulm (Judenhof) · Abenberg · Agawang · Babenhausen (Bavière) · Bamberg · Cham · Cobourg · Gochsheim (Judenhof) · Grafenau (Judenhof) · Hofheim in Unterfranken · Kutzenhausen · Muhr am See (Judenhof) · Nersingen · Oberhaid (Bavière) · Oberschönegg · Osterberg · Pfersee · Regensburg (Am Judenstein) · Rothenburg ob der Tauber · Salzweg (Judenhof) · Schwebheim (Judenhof) · Tapfheim · Weißenburg in Bayern · Zell am Main (Judenhof) · Alsfeld · Beerfelden · Butzbach · Egelsbach · Friedberg (Hesse) · Fritzlar · Grünberg · Helmarshausen · Hintersteinau · Willingshausen · Stralsund · Bockenem · Duderstadt · Gillersheim · Göttingen · Groß Lobke · Hannoversch Münden · Hattorf am Harz · Hildesheim · Krummhörn · Mackensen · Söhlde · Hannoversch Münden · Aix-la-Chapelle · Bad Münstereifel · Blankenheim · Büren · Cologne · Delbrück (Jüdendamm) · Hannoversch Münden · Hövelhof · Höxter · Hückelhoven · Kempen · Kerpen · Lechenich · Alzey · Gemünden (Westerwald) · Gerbach · Freinsheim · Hachenburg · Herxheim am Berg · Kinheim · Montabaur · Neustadt an der Weinstraße · Rathskirchen · Spire · Waldhilbersheim · Eisleben (Jüdenhof) · Halberstadt · Löbejün · Naumburg · Osterburg · Quedlinburg · Wittenberg · Zeitz · Zerbst · Glückstadt · Schafstedt · Illingen (Sarre) · Görlitz · Altenburg · Bad Langensalza · Ellrich · Gera · Gotha · Heilbad Heiligenstadt (Am Judenhof) · Mühlhausen (Thuringe) · Nordhausen (Thuringe) · Saafeld · Schmalkalden · Wiesenfeld (Eichsfeld) |

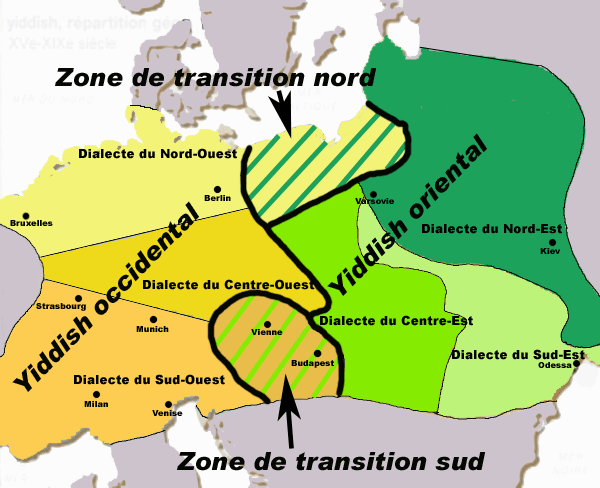
Carte des dialectes yiddish entre les.

Les Juifs sont arrivés au temps de l'Empire romain dans les provinces de Germanie inférieure et supérieure, qu'ils identifient à la terre d'Ashkenaz, d'où leur dénomination d'Ashkenazim. Ils sont originaires de Gaule ou d'Italie. On trouve parmi eux quelques commerçants juifs venus de Palestine. Il y a aussi des convertis venus de tout l'Empire, un prosélytisme juif actif existant à cette époque. Des populations importantes d'Asie Mineure, de Grèce, d'Égypte, d'Afrique du Nord ou même de Germanie ont embrassé la foi de Moïse. La première trace officielle de leur présence date de 321, à Cologne. Il s'agit d'un texte qui indique que le statut légal des Juifs est le même dans tout l'Empire. Ils possèdent la plénitude des droits civiques avec comme seule restriction la possession d'un esclave chrétien et l'accès à une fonction publique. Ils travaillent aussi bien dans l'agriculture, l'artisanat, le négoce que dans les activités de prêt. Heinrich Graetz pense que les Juifs étaient présents en Allemagne bien avant les chrétiens.
Les invasions germaniques ne changent pas leurs conditions de vie. Au début du Moyen Âge, les communautés juives se trouvent surtout dans le bassin rhénan, principalement à Worms, Spire et Mayence, mais aussi à Cologne, Ratisbonne, Francfort, Passau… À cette époque, ils vivent principalement du commerce. Les négociants juifs commercent avec l'Orient et avec les pays slaves voisins. Ils possèdent une grande autonomie. Les communautés se développent jusqu'à la fin du XIe siècle grâce à la tolérance des souverains mérovingiens et carolingiens. Aux XIIIe et XIVe siècles, de nombreux Juifs français trouvent refuge en Allemagne.
Les Juifs allemands parlent un dialecte germanique proche de l'alsacien, le yiddish, qui deviendra celui de tous les Juifs d'Europe centrale.

## Des Carolingiens à la première croisade
Dans l'empire carolingien, les Juifs doivent comme tout un chacun payer la dîme sur les marchandises. Des marchands juifs assurent les relations indispensables entre la chrétienté occidentale et l'islam. Isaac le Juif devient même ambassadeur de Charlemagne auprès du calife Haroun al-Rachid en 797. Les Carolingiens protègent les communautés juives. Ils sont exemptés de service militaire contrairement aux hommes libres de l'Empire. Comme l'Église interdit le prêt à intérêt, les Juifs sont tout trouvés pour le pratiquer et finissent par monopoliser cette activité. Sous les Carolingiens et jusqu'à la fin du XIe siècle, les marchands juifs exportent vers l'Italie, l'Espagne des esclaves, des fourrures, des armes et importent dans l'Empire des épices, des baumes, des dattes, des métaux précieux. Ils contribuent à faire des vallées du Rhin et du haut Danube des axes de circulation des marchandises importants. Les contacts entre les communautés de l'Empire franc et celle d'Espagne ou d'Afrique du nord sont nombreux, que ce soit sur le plan commercial ou sur le plan de la correspondance religieuse.

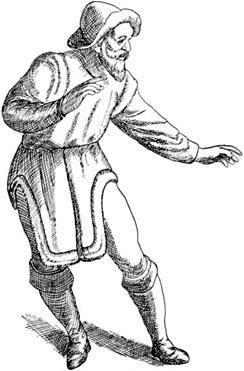
Un Juif souabe.

Sous Louis le Pieux, trois chartes sont accordées, mais elles le sont à des individus et certainement à leur demande. Elles garantissent aux Juifs la protection de leurs vie et biens, la liberté de commercer et la liberté religieuse (liceat eis secundum illorum legem vivere: « il leur a été accordé de vivre selon leur loi »). Les Juifs sont sous la protection directe de l’empereur et sont donc ses hommes. Si un Juif est tué, le meurtrier doit verser l’énorme amende de dix livres d’or soit, deux fois ce qu’il devrait payer s’il tuait un chevalier chrétien. L’argent va directement dans le trésor de l’empereur.
Un officier, le Judenmeister, est désigné pour défendre leurs privilèges. Henri III menace au milieu du XIe siècle de la perte des yeux et de la main droite celui qui tue un juif. Les Carolingiens favorisent même leur implantation. Certains seigneurs laïcs et ecclésiastiques font de même. En 1084, Rüdiger, évêque de Spire, invite les Juifs à s'installer dans sa cité « pour augmenter mille fois l'honneur de notre ville », précise-t-il. Il leur accorde toute une série de droits connus sous le nom de privilège de Rüdiger. Il leur laisse un quartier séparé dont ils peuvent monter la garde sur leurs murs « pour qu'ils ne soient pas importunés par la foule ». Le quartier juif, situé près du Rhin est entouré d'un mur et comprend un cimetière et une synagogue. Les Juifs ont aussi leur propre police de quartier, le droit d'engager des serviteurs chrétiens et de vendre de la viande cascher aux non-Juifs. Ils peuvent faire venir des Juifs étrangers. Leur bourgmestre est l'égal de celui de Spire.
Ces privilèges sont confirmés par l'empereur du Saint-Empire romain germanique en 1090 qui l'étend à Worms. La charte de Worms est renouvelée en 1157 par Frédéric Ier Barberousse, qui accorde également une charte à la cité de Ratisbonne en 1182.

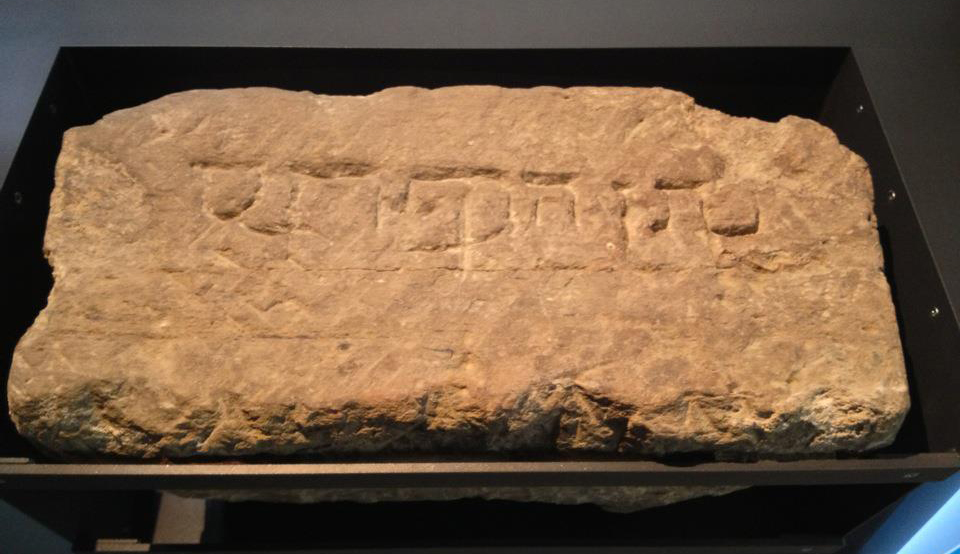
Pierre tombale de Nathan (נתן הפרנס), chef de la communauté juive de Heilbronn, XIe s.

Au XIe siècle, l'institution rabbinique apparaît dans les communautés rhénanes. Elle est basée sur la prééminence du rabbin, chef spirituel de la communauté, voire d'une région entière. Certains centres rhénans, Spire, Worms qui possède une synagogue de style byzantin construite en 1034, Mayence, donnent au judaïsme occidental une réputation de savoir et de piété à l'instar des centres français. Ces trois lieux sont appelés les villes Shum, d'après la première lettre de leur nom hébreu : Shin pour Spire (Shpira), Wav pour Worms (Varmaisa) et Mem pour Mainz (Magentza). Le Takkanot Shum (hébreu : תקנות שו"ם « lois adoptées en Shum ») est un ensemble de décrets formulés au cours d' une période de plusieurs décennies par les dirigeants de la communauté juive de Shum. Grâce à eux, le Talmud devient une œuvre surtout occidentale.
On peut se demander pourquoi les Juifs bénéficient d'une tolérance religieuse rare à cette époque. Les Juifs sont considérés comme les témoins de la passion du Christ, des conservateurs de l'Ancienne Loi selon les chrétiens, et comme le peuple appelé à la conversion à l'approche de la fin des temps,. Mais au Xe siècle, la semaine sainte, qui commence à être l'objet de célébrations religieuses, devient une période de tracasseries voire de persécutions pour les Juifs.
Rabbenou Guershom ben Yehuda, surnommé Meor HaGolah (Luminaire de l'exil), né en 960 à Metz et mort à Mayence en 1028, réunit autour de lui de nombreux élèves. Il approfondit l'étude du Talmud et de la Torah en s'inspirant de méthodes des académies talmudiques de Babylone. Il introduit l'interdiction de la polygamie, l'interdiction pour un homme de divorcer sans le consentement de sa femme, et l'interdiction des railleries envers les Juifs convertis de force qui retournent ensuite à leur foi. Sa renommée s'étend à tout le monde juif médiéval et pendant plusieurs siècles, son école attire des Juifs de toute l'Europe, comme le célèbre bibliste Rachi,.

## Des croisades à la Réforme

### Le temps des massacres

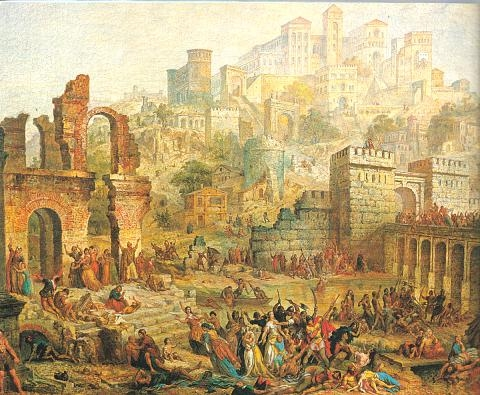
Massacre des Juifs à Metz (Saint-Empire romain germanique) par les premiers Croisés (1095)

Au cours des premières croisades, à la suite des rumeurs que les Sarrasins s'en seraient pris aux lieux saints chrétiens avec le concours des Juifs, les massacres de populations juives d'Allemagne sont nombreux, principalement dans la vallée du Rhin. Présents depuis des siècles, les Juifs deviennent soudain des étrangers et des assassins du Christ qu'il convient de punir avant de délivrer les lieux saints. Des communautés sont massacrées tout au long du chemin des Croisés en Rhénanie, à Spire, Mayence, Worms, Ratisbonne, d'autant plus exposées à l'épée qu'elles ont jugé improbables les avertissements en provenance des communautés juives de France. À Mayence, onze cents Juifs sont tués en une journée, la synagogue et les autres bâtiments de la communauté sont détruits. Si la communauté de Ratisbonne offre le spectacle insolite d'une baignade collective dans le Danube pour échapper à la mort, la réaction la plus courante sera à l'inverse de la choisir pour sanctifier le Nom divin. Ces spectacles de suicides collectifs, les mères tuant leurs enfants et les maris leurs femmes, marqueront profondément l'imaginaire chrétien, menant à l'accusation de meurtre rituel contre les Juifs. Peut-être douze mille Juifs ont-ils péri en 1096. Parfois des évêques protègent la communauté de la ville. Le pape condamne ces violences, souvent l'œuvre de la lie de la société, mais les auteurs des massacres sont rarement inquiétés, à l'exception d'un agitateur tué par l'évêque de la ville en personne. En 1097, les Juifs convertis de force sont autorisés par l’empereur Henri IV à revenir à leur foi, et certains de leurs biens leur sont restitués, moyennant une forte rançon.

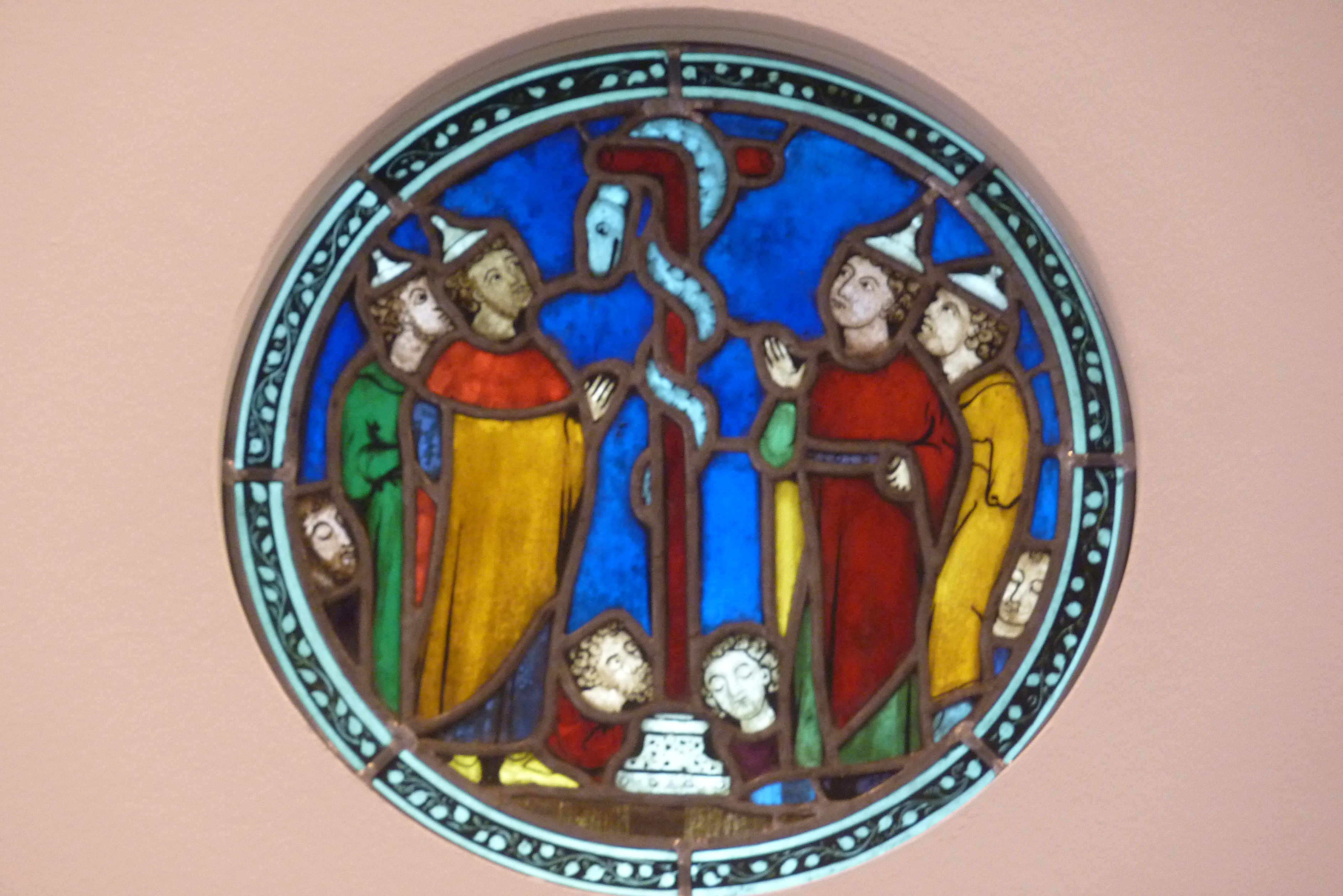
(al) Moïse et le serpent d'airain, montrant des Juifs allemands au Moyen Âge avec le judenhut, vitrail ayant appartenu à la baronne von Liebig de Giessen (musée Schnütgen, Cologne),1225-1250

« »Les massacres recommencent en 1146, lors de la deuxième croisade à l'instigation d'un ancien moine cistercien. Mais grâce à l'intervention énergique de Bernard de Clairvaux, les persécutions cessent et n'atteignent pas l'ampleur de celles de la première croisade. La reconnaissance de la communauté juive envers Bernard de Clairvaux est immense. Vient ensuite le temps des accusations de meurtre rituel. En Allemagne comme dans toute l'Europe occidentale, les Juifs sont accusés de tuer des enfants lors de Pessa'h (fête de Pâque) pour recueillir leur sang. À Pforzheim, Wissembourg et Oberwesel, les mêmes accusations se reproduisent. En 1270, les Judenbreter dévastent les communautés d'Alsace. En 1285, la communauté juive de Munich est accusée de « crime rituel » : cent quatre-vingt Juifs, hommes, femmes, enfants sont enfermés dans la synagogue et brûlés vifs dans celle-ci. On compte 941 victimes du massacre de Wurtzbourg en 1298. La même année, le chevalier Rindfleisch ravage les communautés de Franconie. Dans la seule cité de Rothenburg, on dénombre 470 victimes. De 1336 à 1339, des bandes de paysans pauvres, les Judenschläger (tueurs de Juifs), font régner la terreur de l'Alsace à la Souabe.
La peste noire qui ravage l'Europe à partir de 1349 est l'occasion de nouvelles accusations, celles d'avoir empoisonné les puits pour propager la maladie, et de nouveaux massacres. Le maire de Strasbourg refuse de croire aux rumeurs et déclare son intention de protéger les Juifs de la ville. Il est aussitôt démis de son poste et le 16 février 1349, plus de neuf cents Juifs périssent sur un bûcher. Les biens des Juifs sont alors pillés et répartis entre les bourgeois de la ville, l'évêché et la municipalité. Cette dernière garantit l'impunité à ses citoyens ayant participé aux massacres. Les Juifs de Worms sont les victimes suivantes et pas moins de quatre cents d'entre eux sont brûlés vifs le 1er mars 1349. Le 24 juillet, des Juifs de Francfort préfèrent s'immoler en holocauste, détruisant ainsi par le feu une partie de la ville. Le plus grand nombre de victimes est enregistré à Magenza (Mayence), où plus de six cents Juifs périssent le 22 août 1349. Dans cette ville, pour la première fois, les Juifs se défendent et tuent plus de deux cents émeutiers, mais devant le nombre de leurs agresseurs et la lutte inégale, ils se barricadent chez eux et, face au choix de mourir de faim ou d'être baptisés, mettent le feu à leurs maisons et périssent dans les flammes. Deux jours plus tard, c'est le tour des Juifs de Cologne et le même mois, les trois mille habitants juifs d'Erfurt sont victimes de la superstition populaire et de la haine.

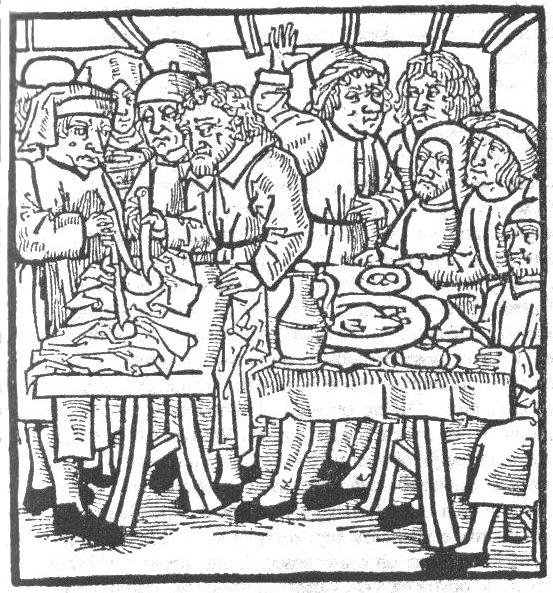
Juifs supposés profanant des hosties, Sternberg, 1492.

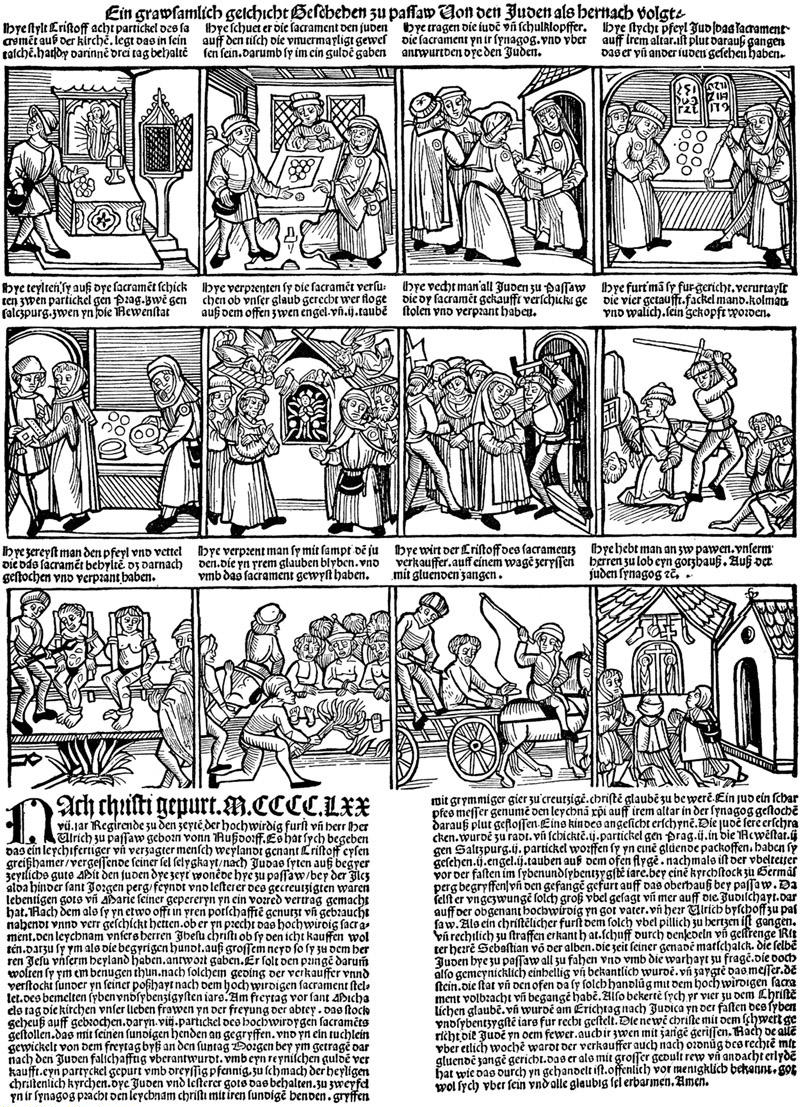
Allégation de profanation d'hostie à Passau où les Juifs sont torturés à la tenaille rougie puis décapités (s'ils acceptent de se convertir au christianisme) ou brûlés vifs (s'ils restent fidèles à leur foi), tel que représenté, 1477

Le dernier mois de 1349 voit l'attaque des Juifs de Nuremberg, et de Hanovre. Après le retour au calme, les dirigeants des principautés et villes germaniques doivent déterminer la punition à infliger aux assassins des Juifs. L'empereur cependant impose une énorme amende de vingt mille marks en argent aux habitants de Francfort pour la perte qu'il a subie en raison du massacre des Juifs. D'autres amendes sont infligées par les officiers du trésor impérial.
La sanction principale provient d'une loi impériale qui donne en héritage à l'empereur la totalité des dettes dues aux Juifs, si bien que les débiteurs, souvent à l'origine des troubles, ont très peu gagné de ces meurtres.
En 1510, quarante Juifs sont brûlés vifs dans la Marche de Brandebourg.
Pour entretenir la mémoire des martyrs de différentes villes et régions, certaines communautés rédigent des Memorbücher. Ils permettent de rappeler le nom des martyrs le jour de Kippour et très souvent le jour anniversaire des massacres de la première croisade. Le traumatisme causé par les massacres des XIe et XIIe siècles est une des raisons qui provoquent chez les Juifs la prise de conscience d'être une nation en exil aspirant à son pays d'origine. Petahia de Ratisbonne écrit même un Itinéraire en hébreu qui permet à la diaspora de connaître la Terre sainte.
Sur le plan religieux, le changement d'attitude vis-à-vis des Juifs, peut s'expliquer par les attentes eschatologiques. Il faut hâter le retour du Christ en convertissant le plus grand nombre de Juifs au christianisme. La papauté qui pense que les Juifs sont les « serfs de l'Église » ne s'oppose pas à l'altération du statut des Juifs de l'Empire.

### Les communautés

#### Activités intellectuelles et artistiques

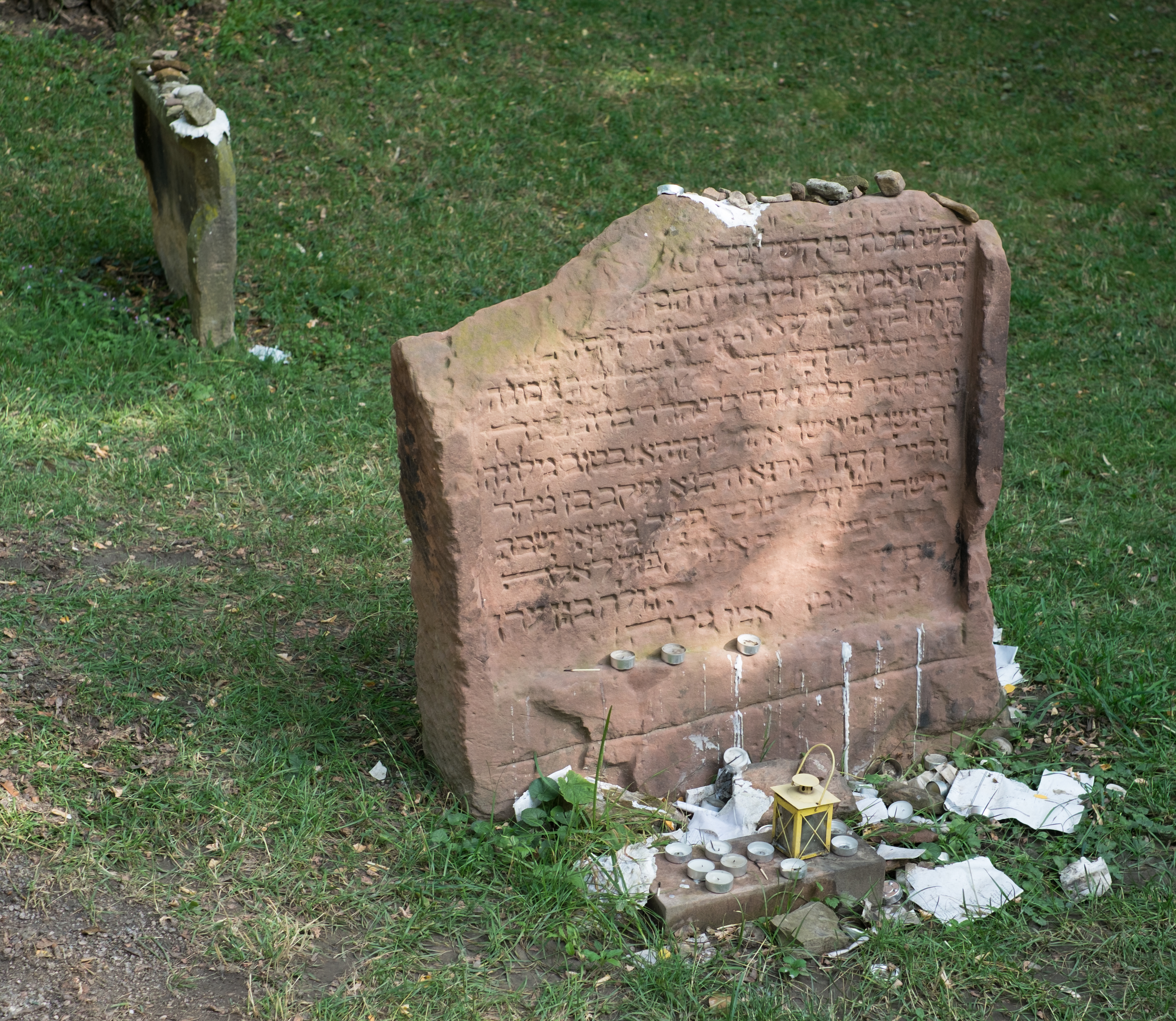
Tombe du rabbin Jacob Mölin, cimetière Heiliger Sand à Worms

Malgré les persécutions, les érudits juifs continuent à commenter la Bible et le Talmud. Un nouveau mouvement, les Hassidei Ashkenaz (les « hommes pieux d'Allemagne »), experts tant en Tossafot qu'en Kabbale, délivre un enseignement qui influencera les Juifs par-delà les Pyrénées. Les rabbins écrivent des hymnes et des lamentations liturgiques qui figurent en partie dans les livres de prières ashkénazes. Au XIIe siècle, Rabbi Samuel ben Kalonymos propose une doctrine occulte caractérisée par des exigences morales rigoureuses et l'importance qu'elle donne à la préparation du sacrifice pour la foi. Au XIIIe siècle, son fils Rabbi Juda se distingue par des compositions liturgiques et le Sefer ha-Hassidim, le Livre des dévots. Même la période de la grande peste ne met pas fin à leurs activités intellectuelles. C'est même au milieu du XIVe siècle que le poste de rabbin est réservé à ceux qui ont fait des études et peuvent produire une autorisation écrite de leur école. Jacob Möllin et Isaac Tyrnau fixent définitivement le rituel des synagogues allemandes.

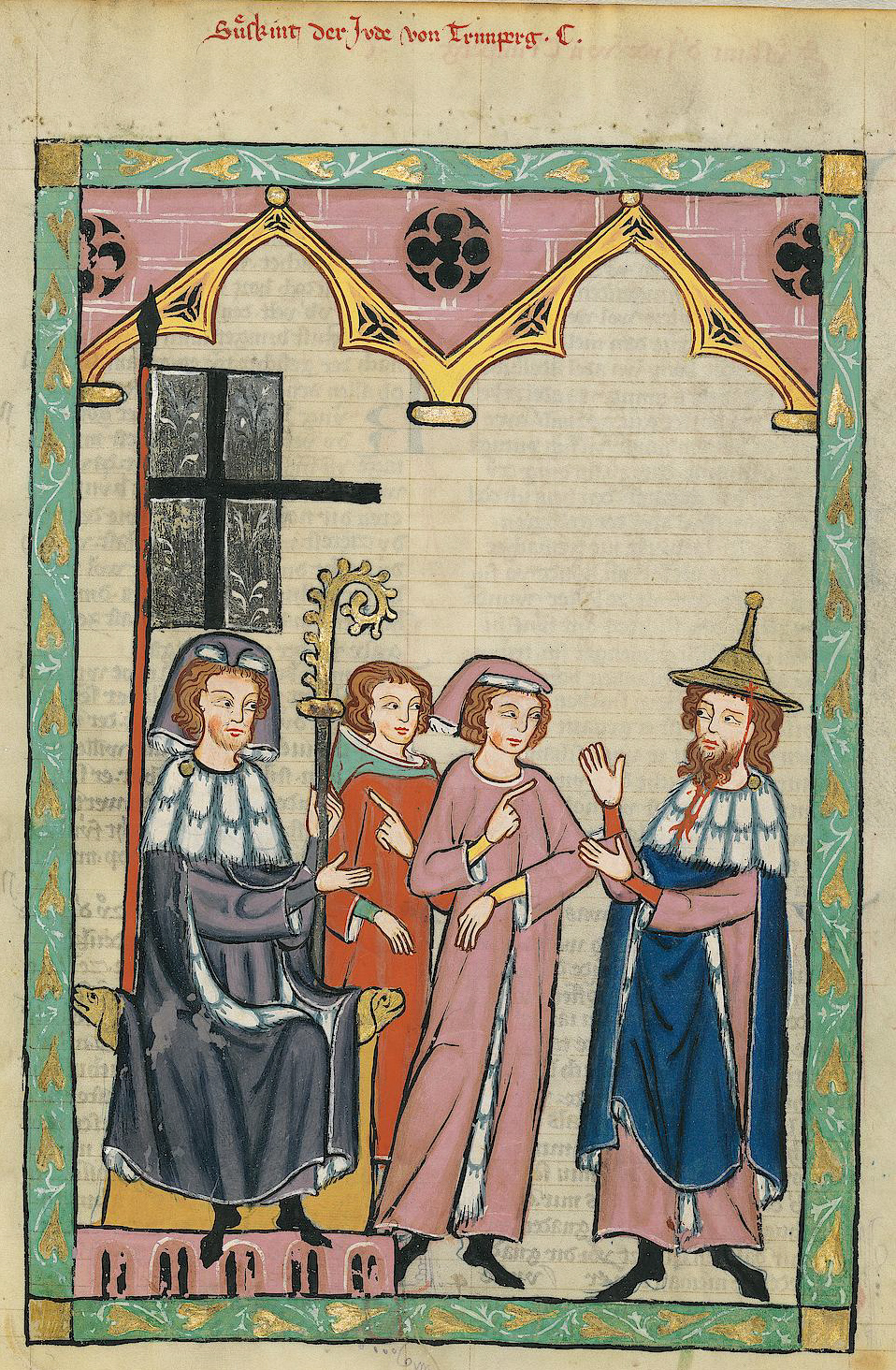
Le poète juif Süßkind von Trimberg portant un chapeau juif (Codex Manesse, XIVe siècle)

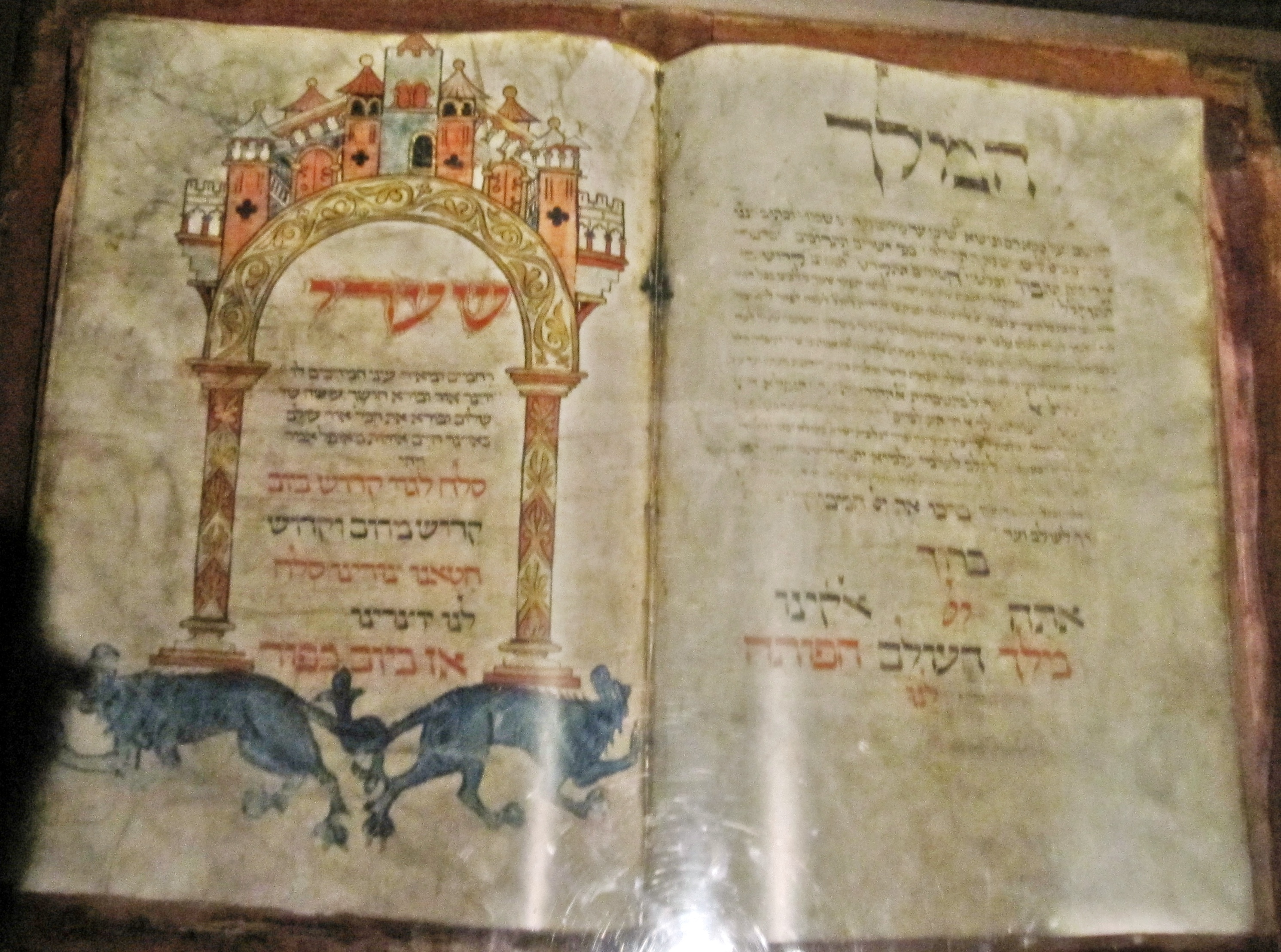
Livre de prières, Allemagne, XIIIe s.

C'est en Allemagne qu'apparaissent les Mahzorim, les livres liturgiques contenant les prières et les pièces liturgiques des fêtes fixes et mobiles de l'année. Entre la fin du XIIIe siècle et le début du XIVe siècle, ils sont décorés d'enluminures représentant des êtres humains avec des têtes d'oiseaux ou d'animaux, pour éviter des représentations naturelles de l'homme. Le Mahzor de Worms est particulièrement célèbre. Les Mahzorim contiennent aussi des Kinot (élégies) qui relatent les persécutions subies.
Les ateliers juifs produisent aussi de beaux manuscrits enluminés. L'enluminure des villes allemandes est caractérisée par des thèmes très variés et une iconographie d'une grande originalité : nombreux êtres hybrides, monstres, figures légendaires, tracés en traits sûrs, rehaussés de couleurs franches. Au début du XIVe siècle, deux techniques d'ornementation non figurative sont répandues : la micrographie, une écriture minuscule dont les lignes forment les contours des motifs, et le filigrane, ornement tracé à la plume, à l'encre de couleur. L'art de l'enluminure s'arrête brusquement en 1348, au moment de la Peste noire et des persécutions qui en découlent. Au XVe siècle, on produit encore des Haggadot de petit format, dont les marges sont animées de scènes bibliques enrichies d'éléments légendaires.

#### L'organisation des communautés

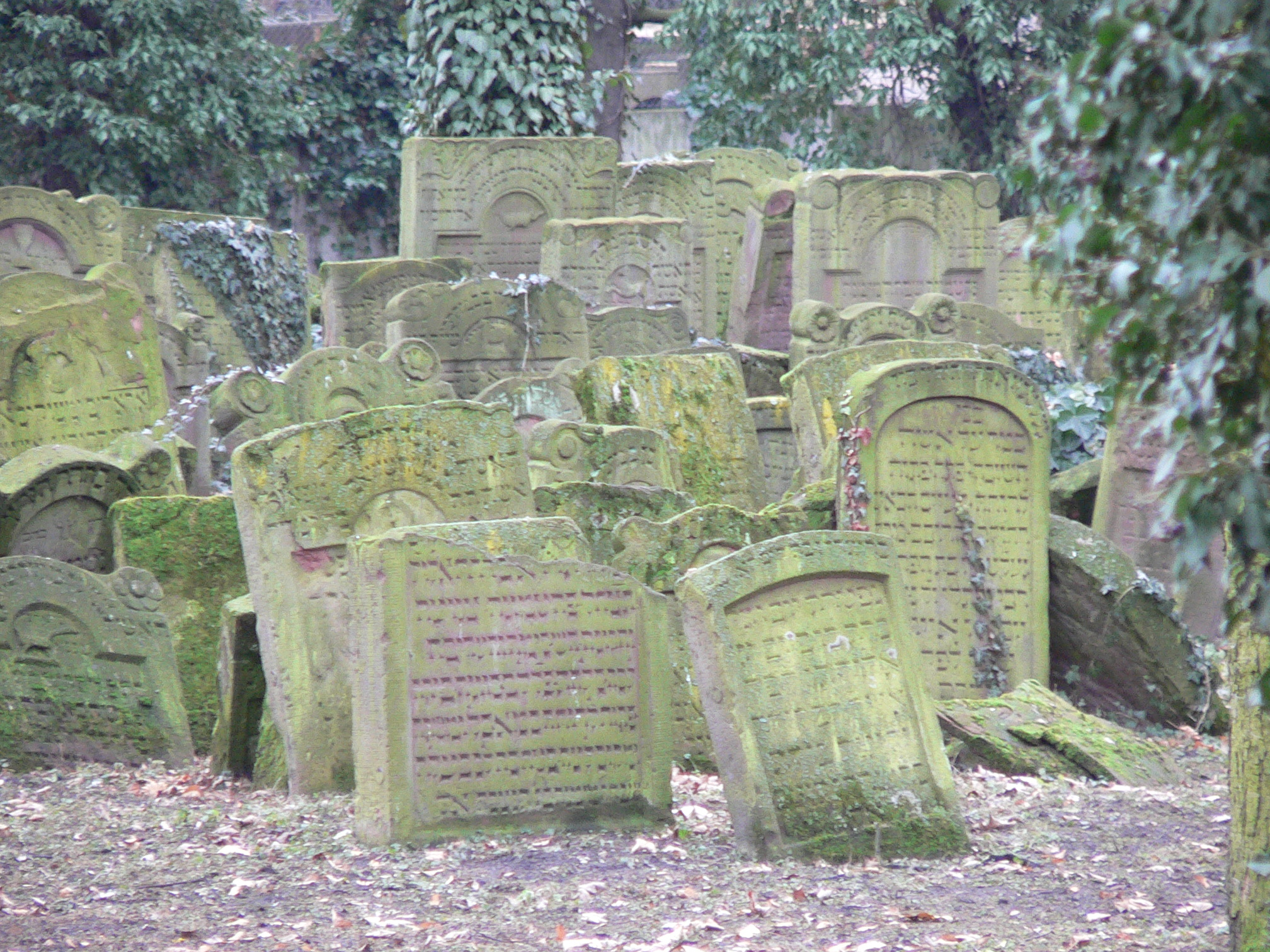
Restes du cimetière juif médiéval de Battonnstraße à Francfort, qui n'a pas été détruit en 1942. Y figure la tombe de Mayer Amschel Rothschild.

La communauté ou kahal répond à trois besoins :
- Les besoins religieux. La communauté établit donc une synagogue, un cimetière, des bains rituels et un tribunal qui tranche aussi bien de problèmes de statut personnel que des procédures civiles et pénales. Le président du tribunal est généralement le rabbin. Il reçoit un salaire ainsi que le chantre ou le bedeau.
- L'aide aux nécessiteux grâce aux fonds de charité et à la soupe populaire. Dans les communautés importantes, les Juifs disposent d'un hospice et d'un hôpital. Toutes ces institutions sont financées par l'impôt communautaire et par les donations testamentaires.
- La défense et la sécurité de la vie et des biens. Les chefs de la communauté négocient avec l'autorité dont ils dépendent, empereur, prince ou évêque, une somme qu'ils prélèvent sur l'ensemble de la communauté. Dans beaucoup de villes, les Juifs doivent s'engager à défendre la cité contre ses ennemis[31].

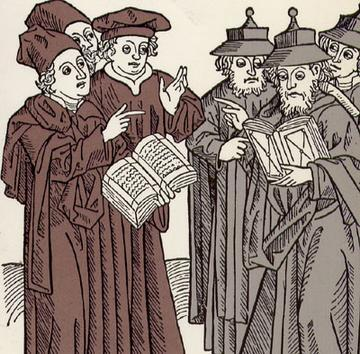
Une disputation judéo-chrétienne.
Les protagonistes juifs sont reconnaissables à leurs couvre-chefs imposés (judenhut), gravure sur bois de Johannes von Armssheim - 1483

Les associations bénévoles, connues sous le nom d'havarot, jouent un grand rôle dans la vie de la communauté. Elles se consacrent à l'éducation juive, à l'instruction des enfants pauvres, aux nécessiteux. La plus active est la Hevra kaddisha qui s'occupe des enterrements. La dispersion des communautés dans le Saint Empire rend difficile l'organisation d'une autorité centrale.
La synagogue est en général construite au cœur du quartier juif. L'Église et le gouvernement local imposent en général des restrictions qui limitent sa taille. Dans le monde ashkénaze, elles obéissent aux règles romanes ou gothiques. Mais comme les salles de prières sont en général étroites et minuscules, comme à Worms, avec son plan à deux nefs avec deux piliers centraux, et à Ratisbonne, il est difficile de les confondre avec les majestueuses églises chrétiennes. La synagogue de style gothique comporte une longue salle divisée en trois piliers supportant la voûte. Le pupitre y occupe la place centrale. Elle a été détruite après l'expulsion des Juifs de la ville.

### La détérioration du statut des Juifs

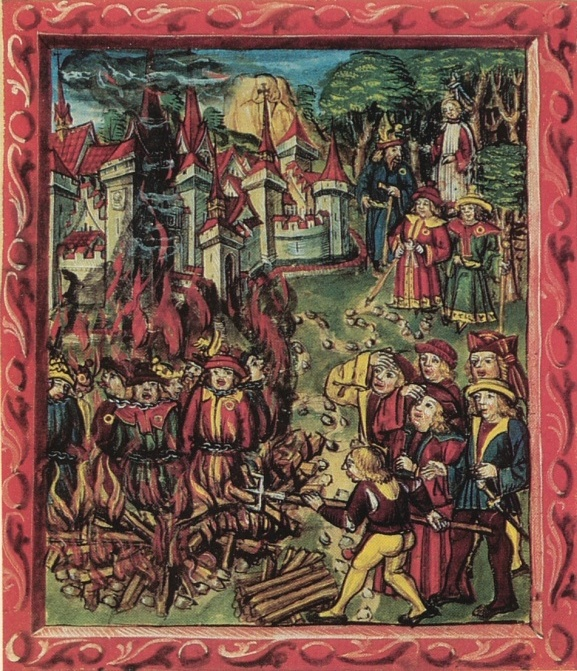
Juifs portant la rouelle condamnés au bûcher. Manuscrit médiéval.

En 1095, l'interdiction faite aux Juifs de porter une arme, attribut traditionnel de l'homme libre, est l'annonce de la fin de la cohabitation pacifique entre Juifs et Chrétiens. À partir du XIIe siècle, la condition des Juifs allemands se dégrade aussi sur le plan juridique. Ils sont considérés comme les descendants des prisonniers dont Titus avait fait don au trésor impérial ; ils deviennent les serfs de la Chambre impériale. L'empereur exige d'eux un droit de protection spécial, puis une capitation d'un denier d'or par tête, en souvenir de l'ancien fiscus judaicus. En 1215, le IVe concile du Latran leur ordonne de porter sur eux la marque de leur différence : un chapeau particulier à bout pointu : le Judenhut.
Les accusations de crime rituel, de profanation d'hosties se multiplient. En juillet 1236, l’empereur Frédéric II, qui accueille à sa cour de Palerme des Juifs et des musulmans, convoque une assemblée de Juifs convertis au christianisme au sujet des crimes rituels. Ceux-ci affirment qu’il n’existe rien de tel dans le judaïsme. Frédéric II rejette alors publiquement les accusations de meurtre rituel. Mais un tel comportement reste exceptionnel.
La condition légale des Juifs allemands ne cesse de se détériorer. En 1267, le synode de Breslau oblige tous les Juifs à vivre dans des quartiers réservés pour les séparer des chrétiens. L'isolement des Juifs s'accentue. À partir de 1349, après la Peste noire, les portes de ghettos sont closes chaque soir.
En 1463, l'empereur affirme qu'il peut disposer des Juifs, corps et biens, en toute liberté.
Les conditions économiques des Juifs se modifient elles aussi. Les Juifs délaissent l'agriculture, autant sous la contrainte que pour se regrouper et former des communautés organisées, notamment pour le culte et les écoles. Les Juifs qui avaient des places privilégiées dans le commerce méditerranéen perdent leur situation quand le grand commerce italien ou allemand se développe. Leur condition de non-chrétien finit aussi par les chasser du commerce intérieur. Ils finissent aussi par perdre leur fonction de financiers auprès des empereurs et des grands seigneurs. Ils doivent aussi quitter l'artisanat qui avait fait leur réputation dans les villes allemandes. Ne leur restent plus que le prêt sur gage et le prêt à risque auprès des populations pauvres, activité très impopulaire qui leur donne la réputation d'usurier et d'exploiteur.

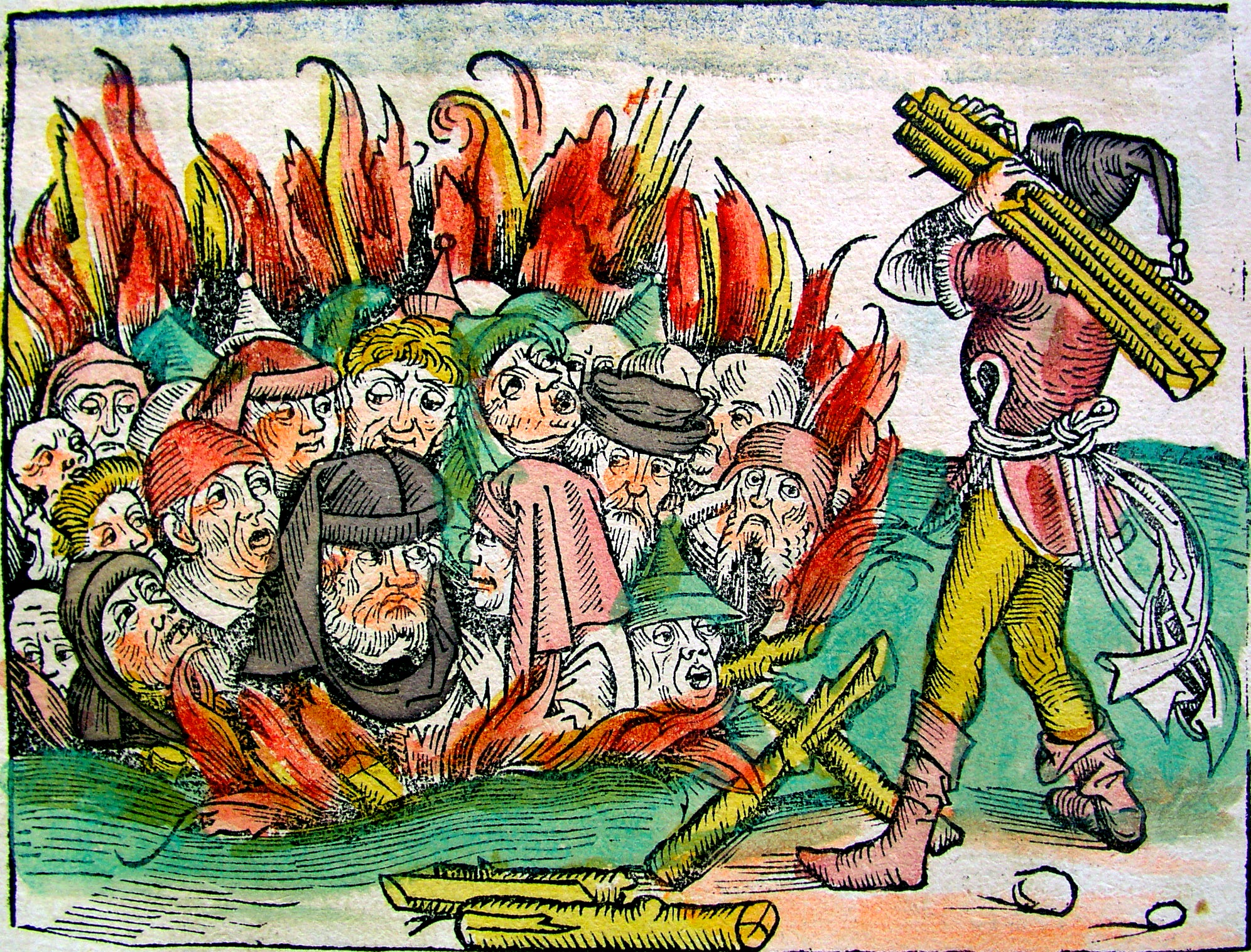
Juifs brûlés vifs à Deggendorf après les allégations de profanation d'hostie en 1338 et à Sternberg en 1492, Nuremberg Chronicle, 1493

Les Juifs vivent donc de plus en plus repliés sur eux-mêmes. Ils craignent de quitter le ghetto par peur d'être molestés. Leur isolement favorise la naissance du yiddish. L'évolution linguistique des Juifs allemands est désormais différente de celle du reste du pays. Le yiddish intègre des mots d'hébreu et devient peu à peu difficile à comprendre pour les non-Juifs.
À chaque avènement impérial, les Juifs sont régulièrement dépouillés de leurs biens. Sous Rodolphe de Habsbourg, les Juifs commencent à quitter le Saint-Empire romain germanique. De peur de perdre une source importante de revenus, les autorités arrêtent le grand rabbin, Meïr de Rothenburg. À partir de 1355, les princes s'emparent d'une partie des prérogatives impériales et peuvent peu à peu posséder des Juifs en pleine propriété. Cette permission est étendue à plusieurs villes libres. Beaucoup de Juifs d'Allemagne émigrent dans une Pologne en plein essor. Boleslas le Chaste en 1264 et Casimir le Grand en 1344 leur octroient des terres et un statut favorable. Ils gardent le yiddish comme langue d'usage.

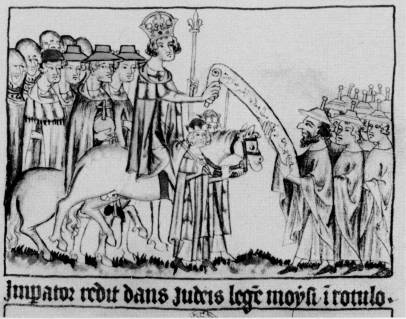
Confirmation d'une loi aux Juifs par l'empereur Henri VII à Rome, 1312
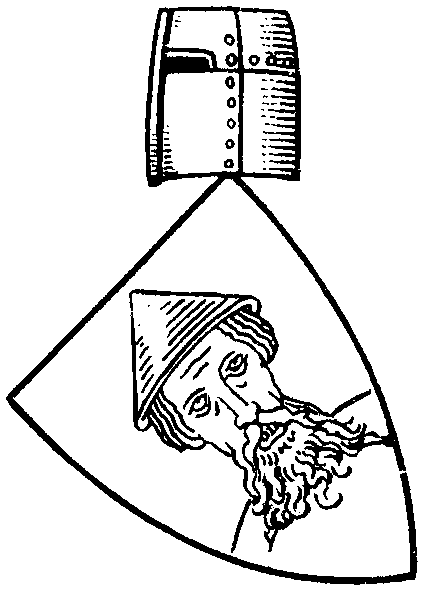
Armes de Westphalie figurant un Juif portant le judenhut, 1345
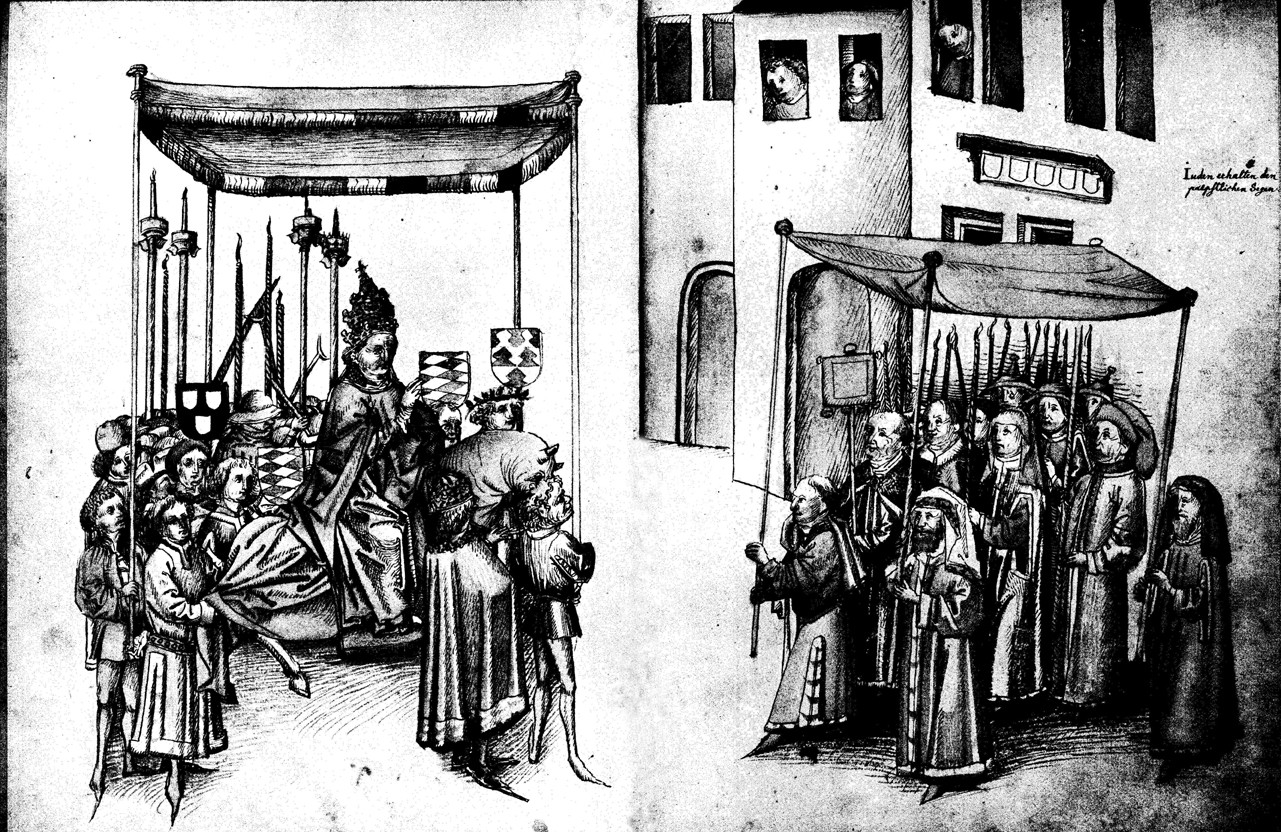
Délégation juive présentant un cadeau au pape Martin V, Fribourg, 1417
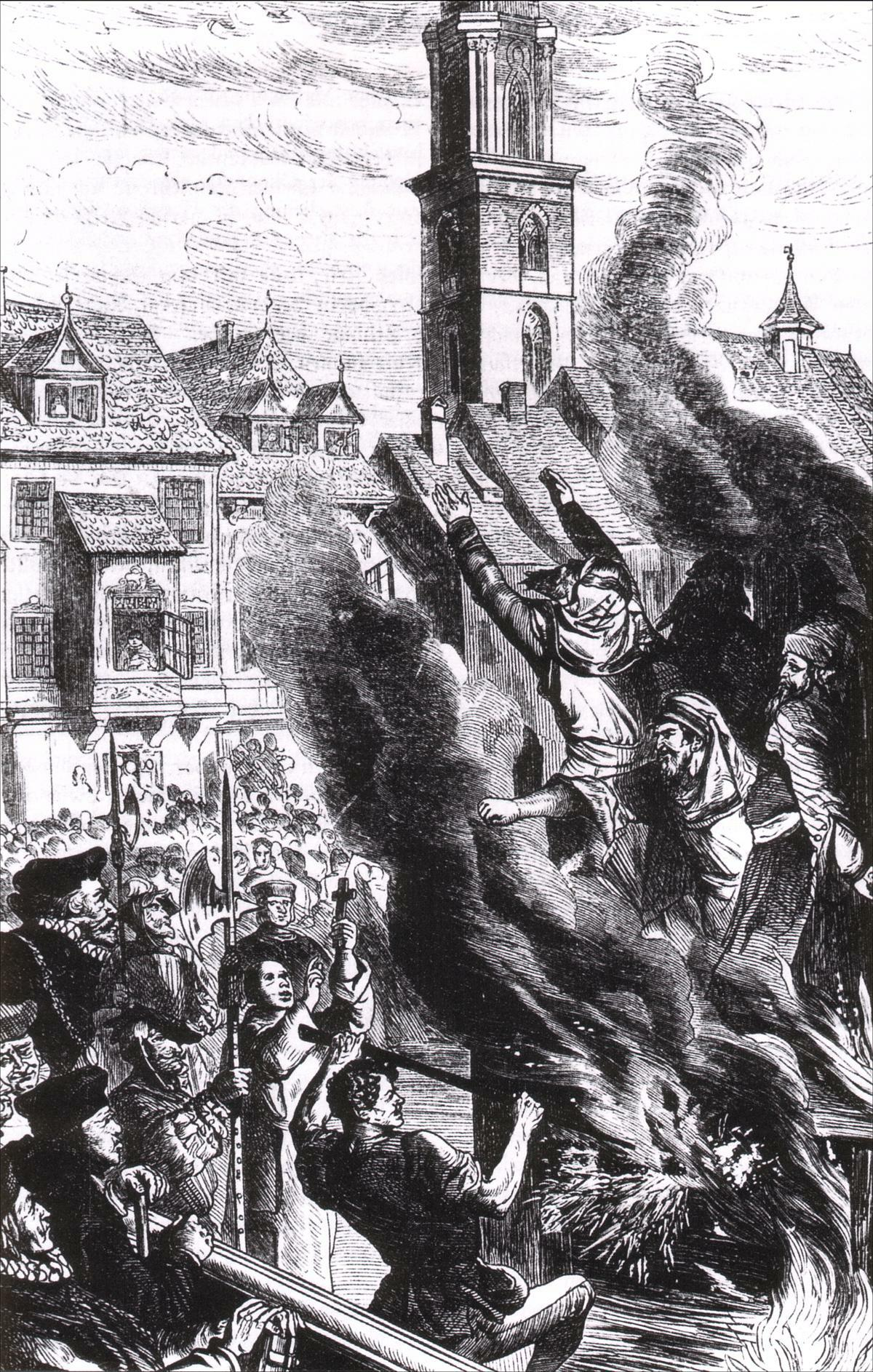
Juifs brûlés pour profanation présumée d'hostie à Berlin en 1510
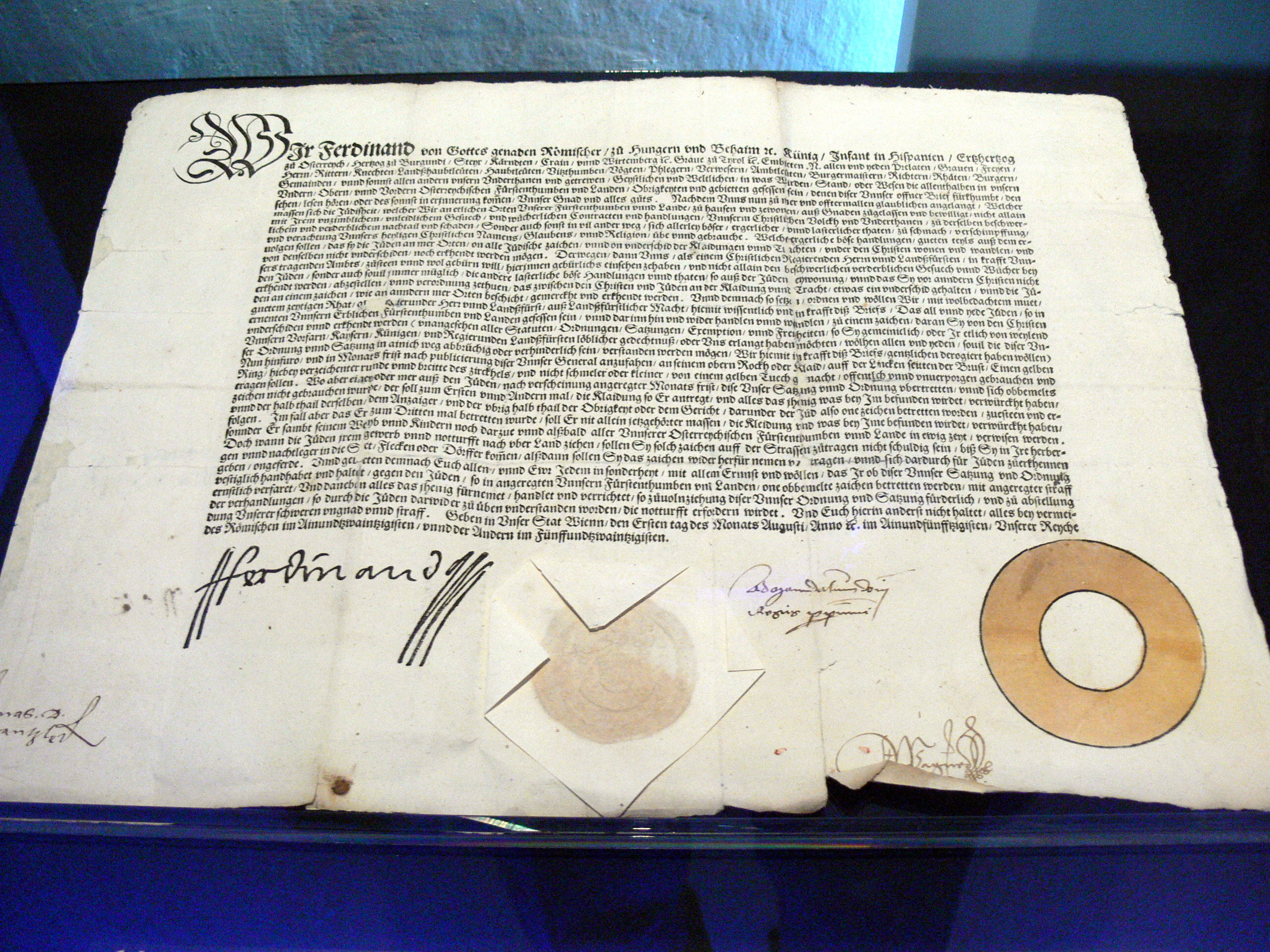
Document où l'empereur Ferdinand Ier ordonne aux Juifs de porter une rouelle sur leurs vêtements, août 1551

### Le temps des expulsions

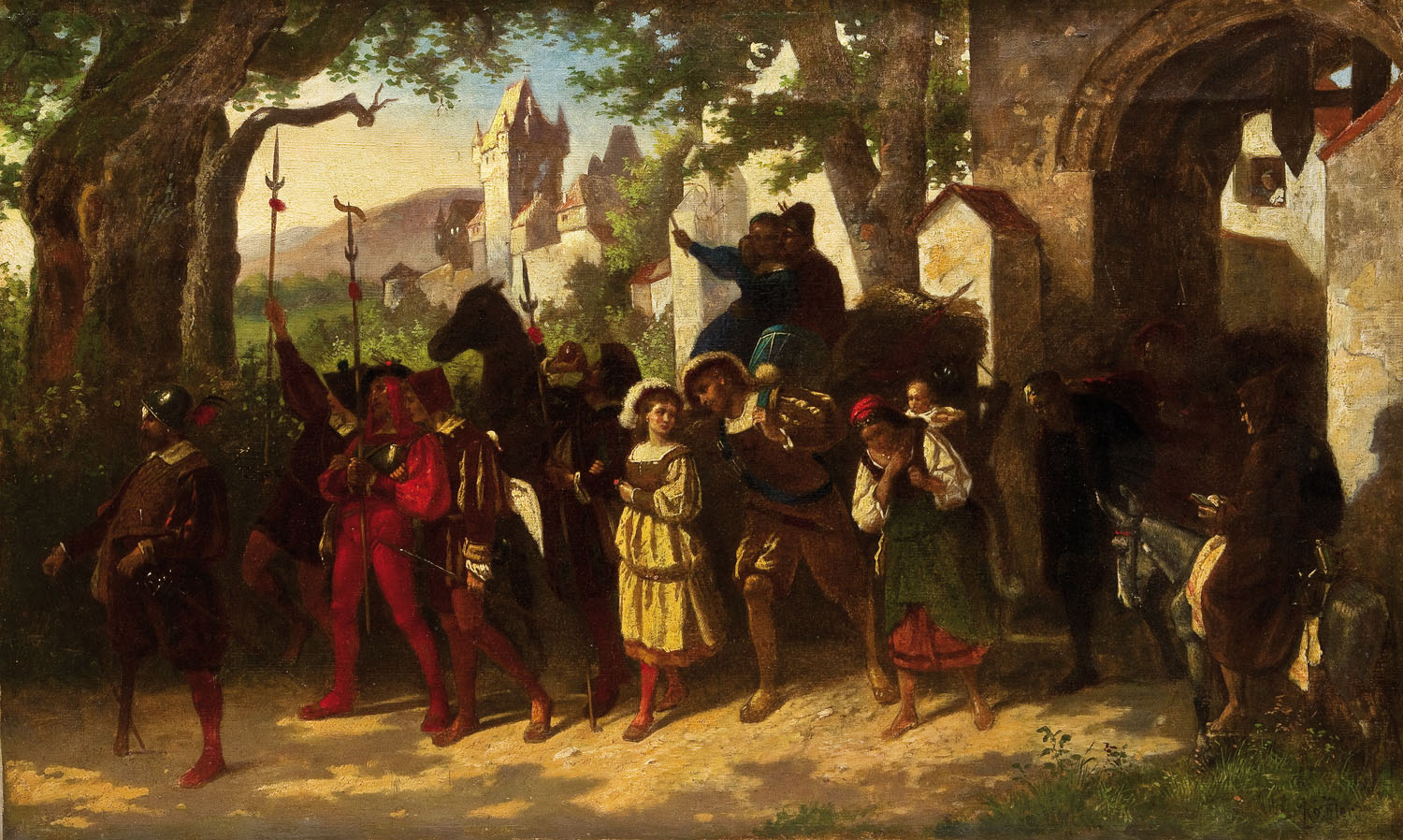
Expulsion des Juifs, Roessler, Autriche, XIXe s.

À la fin du XIVe siècle, la jalousie économique, le besoin d'argent chez les princes et les villes sont les principaux moteurs des persécutions.

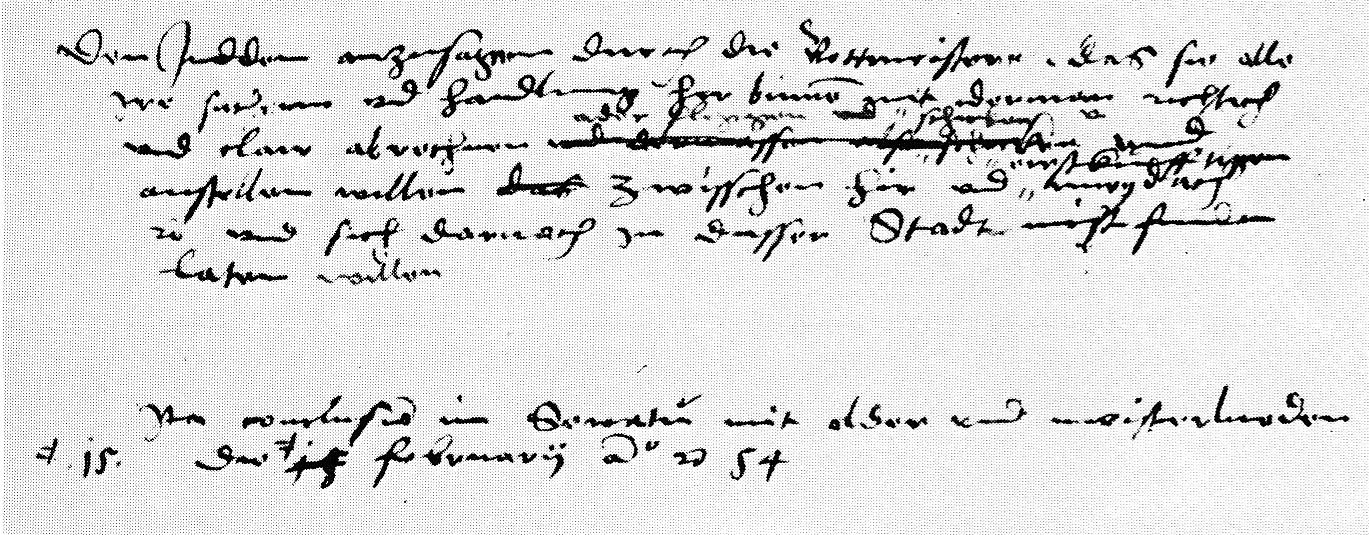
Décision du Conseil sur l'expulsion des Juifs de Münster. Texte : « Le secrétaire municipal Franz von Werne reçoit l'ordre " de dire aux Juifs par l'intermédiaire du maître messager qu'ils doivent rendre compte correctement et clairement de toutes leurs choses et actions dans la ville avec tout le monde ou envoyer et émettre des impôts d'ici lundi prochain (19 février 1554) où eux-mêmes ne peuvent alors plus se trouver dans cette ville. " »

Dans un premier temps, les villes et les princes, qui ont besoin des revenus des Juifs, les invitent à revenir en échange d'une pleine et entière protection, mais dès qu'ils ont retrouvé une partie de leur prospérité, les expulsions et spoliations des Juifs se multiplient : Ulm en 1380, Magdebourg en 1384, Strasbourg en 1388, Spire en 1434, Augsbourg en 1410, dans l'archevêché de Mayence en 1420, en Saxe en 1432, en Bavière entre 1450 et 1555, à Wurzbourg en 1453, à Nuremberg en 1499, Ratisbonne en 1519, Münster en 1554.
À la fin du XIVe siècle, l'empereur Venceslas annule même les dettes que lui-même et les princes allemands avaient contractées à l'égard des Juifs.
Les Juifs, chassés des villes se replient dans les campagnes. Beaucoup de Juifs vivent donc dans des villages. Dans le Wurtemberg, 90 % des Juifs vivent ainsi.

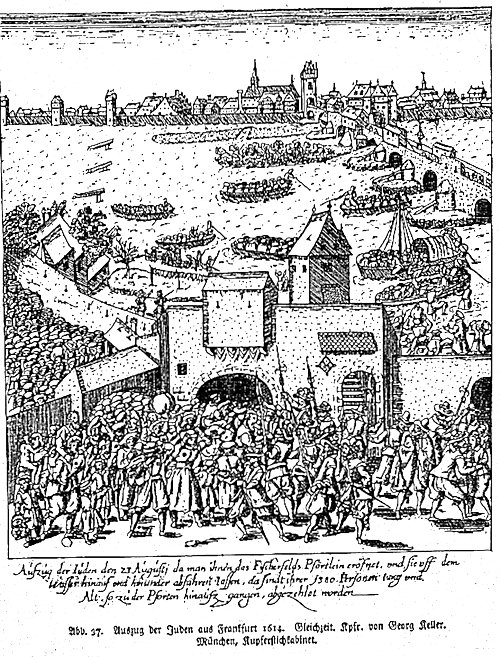
Expulsion des Juifs de Francfort en 1614, après pillage de la Judengasse : « 1380 personnes quittèrent la ville ».

Dans les territoires de l'Est comme la Poznanie, les Juifs se réfugient dans les petites villes. Les expulsions ne mettent pas fin aux persécutions pour autant. Les guerres hussites du XVe siècle sont autant d'occasions de massacres, de conversions forcées ou d'auto-immolation des Juifs pour éviter le baptême forcé. Après la guerre, quarante-et-un Juifs sont brûlés vifs à Breslau à l'instigation du moine Capistrano.
L'humanisme naissant ne s'intéresse pas non plus à leur sort. Seul Johannes Reuchlin lutte contre l'opinion commune de ses contemporains. Il soutient que l'hébreu, langue de la Bible, a une valeur spirituelle, notamment par le biais de la kabbale. C'est le premier hébraïste allemand non-juif. À son époque, Johannes Pfefferkorn, un boucher juif de Cologne converti au catholicisme, publie en 1505 sous le nom de « frère Strohmann, dominicain de Cologne » plusieurs pamphlets antisémites et exige de l'empereur Maximilien Ier un mandat pour la saisie et l'autodafé de tous les écrits des Juifs, en particulier du Talmud. Il demande aussi l'interdiction de tous les livres en hébreu. Uriel von Gemmingen, archevêque de Mayence, charge en 1510 Reuchlin d'examiner quelle influence la littérature juive avait eu sur le christianisme. Cela amène Reuchlin à entrer en conflit, par écrits interposés, avec Pfefferkorn. Reuchlin défend sa prise de position contre la destruction des livres juifs dans un livre intitulé Augenspiegel (1511). Les clercs du Saint-Empire, dans leur majorité, sont d'accord avec Reuchlin. Ce dernier doit pourtant se présenter à Rome devant l'Inquisition comme suspect d'hérésie. Le Ve concile du Latran (1512-1517) prend position en faveur de la thèse de Reuchlin, ne pouvant rien trouver dans le Talmud qui soit contraire au christianisme.

### Les conséquences de la Réforme sur les Juifs allemands

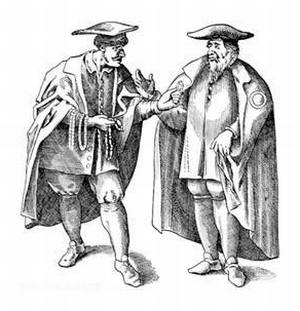
Juifs rhénans au XVIe siècle.

Le développement de l'imprimerie en Europe contribue à la propagande des stéréotypes antijuifs. La Réforme luthérienne, dans un premier temps, ne change pas grand-chose à la condition des Juifs. Au début, Luther reproche à l'Église catholique romaine de persécuter les Juifs. Il espère en fait les convertir. Mais devant son échec, il conseille aux princes de les expulser. Luther publie en 1543 un pamphlet Von den Juden und ihren Lügen, qui reprend non seulement les calomnies médiévales, mais appelle ouvertement à la violence contre les Juifs et à brûler leurs synagogues. 

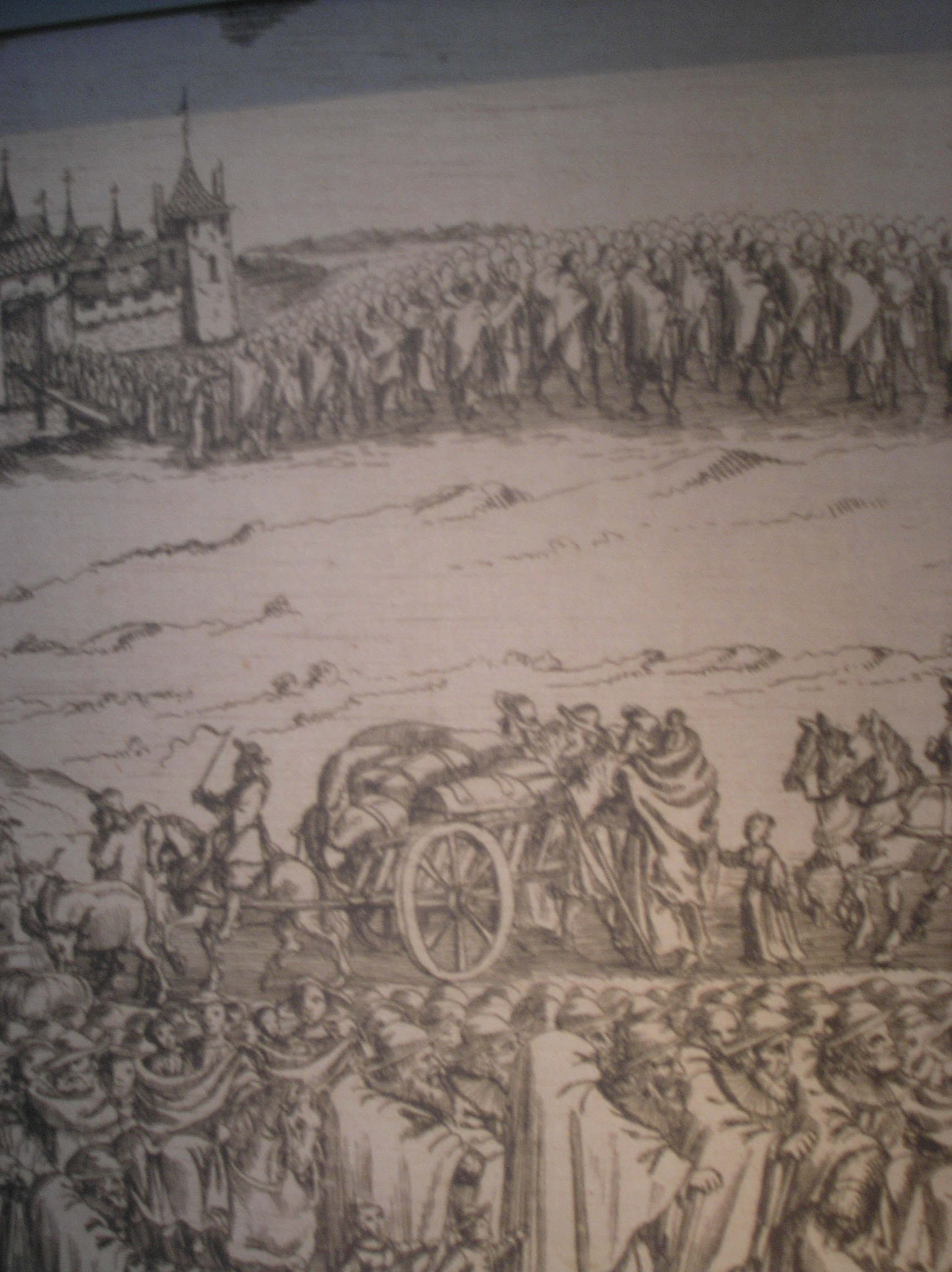
Juifs exilés de Vienne, 1670

Le Wurtemberg en 1551, le Brandebourg en 1573, et le Brunswick en 1590 chassent les Juifs de leur territoire. À la fin du XVIe siècle, il n'y a, en Allemagne, que trois communautés importantes : Fürth, Worms, où vivent quatorze mille Juifs, et Francfort-sur-le-Main. Charles Quint, qui a accordé sa protection aux Juifs dès son avènement, a beau confirmer leurs droits en 1544 et interdire leur expulsion du Saint-Empire, rien n'y fait car la situation des Juifs dépend depuis trop longtemps des villes et des princes allemands.
En fait, la position théologique des chrétiens réformés est la même que celle des catholiques : ils pensent que les Juifs sont rejetés par Dieu parce qu'ils ont refusé de croire en Jésus comme Messie. Cependant, comme la transsubstantiation, qui affirme la présence réelle du Christ dans l'eucharistie, est rejetée par les Protestants, les accusations de meurtre rituel et de profanation d'hostie disparaissent peu à peu dans le monde protestant européen. La Réforme entraîne aussi la coexistence de plusieurs religions en Allemagne. La différence religieuse des Juifs en paraît moins scandaleuse. Ainsi les autorités civiles de Hambourg, qui veulent expulser les Juifs de la ville, se voient opposer dès 1621 des avis négatifs des facultés de théologie protestantes d'Iéna et de Francfort-sur-l'Oder. Les traités de Westphalie, qui consacrent la diversité religieuse à la fin de la guerre de Trente Ans, commencent à réintégrer les Juifs en Europe.

## Vers l'émancipation des Juifs

### Des conditions misérables

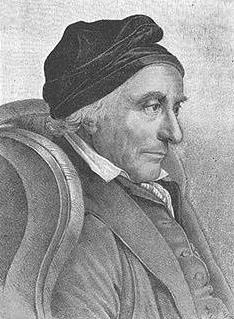
David Friedländer.

À partir du XVIIe siècle, le luthéranisme concède aux Juifs le droit de vivre parmi les chrétiens, à certaines conditions : pas de culte public, et l'acceptation d'un déclassement social. Les Juifs sont réadmis dans le Brandebourg vers 1670. En 1714, le roi de Prusse assiste même à l'inauguration de la synagogue, rue Heudereuter. Elle ressemble à un temple et sert de modèle à d'autres constructions.

La tolérance envers les Juifs est fondée sur la croyance en leur conversion future promise par saint Paul dans l'Épître aux Romains. Un effort missionnaire est donc entrepris pour obtenir leur conversion. Les Juifs restent écrasés par des règlements tyranniques et des taxes variées. À Francfort, le nombre de mariages juifs est limité à quinze par an afin d'éviter que la population juive de la ville ne s'accroisse trop vite. Tout est bon pour faire payer les Juifs : un péage corporel, le Leibzoll ; le paiement de l'escorte d'un agent de police ou un sauf-conduit, le Geleitzoll, pour voyager ou séjourner dans certains endroits.

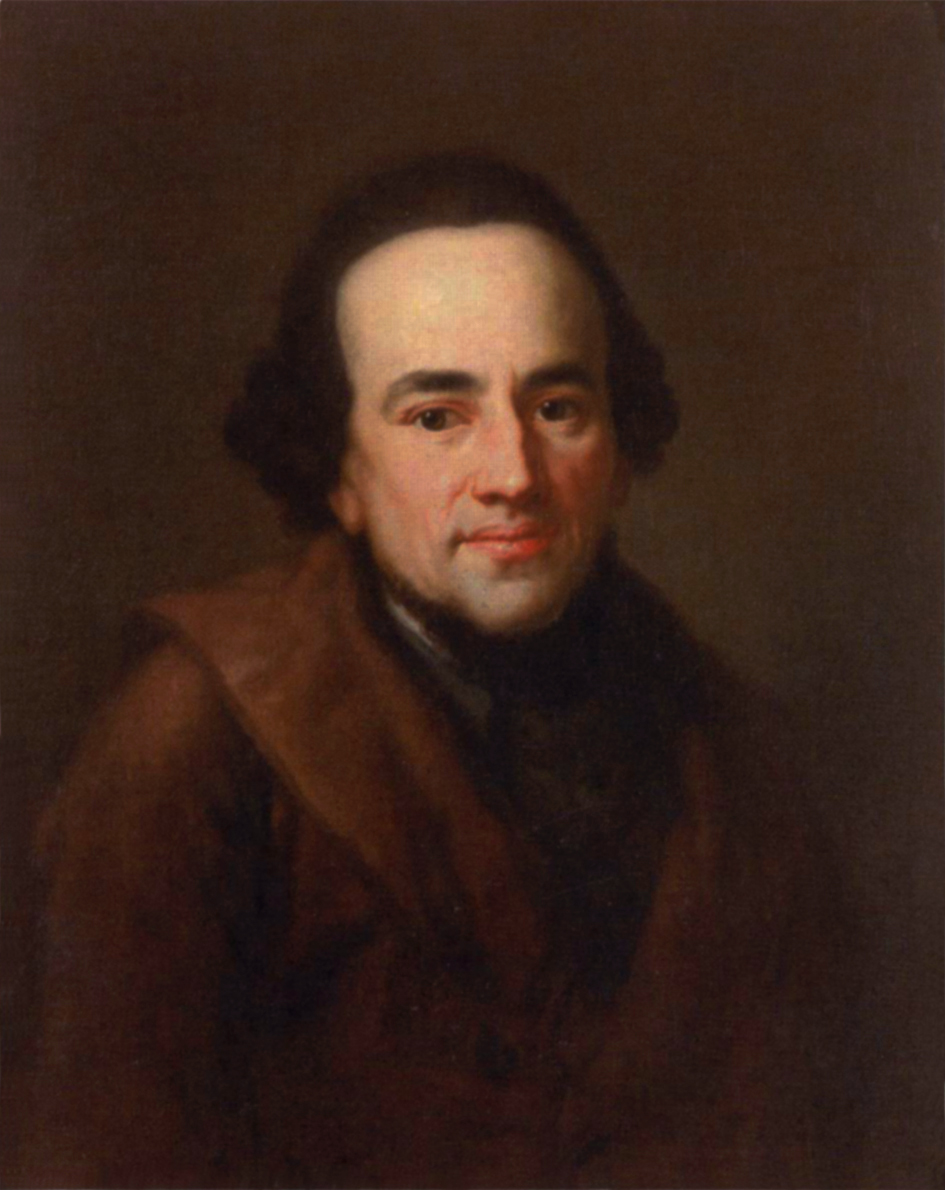
Moses Mendelssohn.

Cependant, quand la Prusse conquiert la Silésie, la Pomérélie et la Posnanie, outre la population majoritairement polonaise, elle intègre à son territoire une population juive nombreuse parlant yiddish. De ce fait, elle comprend et parle vite l'allemand. Elle peut ainsi être utilisée comme intermédiaire dans les villages entre l'administration prussienne et la population polonaise. Cela facilite la tolérance du gouvernement prussien. Frédéric II proclame d'ailleurs dans ses États la tolérance religieuse, mais dans la charte de 1750 sur les Juifs, il ne leur accorde pas de droits civils. Il restreint leur droit au mariage car il veut limiter leur nombre. Il divise les Juifs en six classes. Seule la première classe a les mêmes droits que les autres sujets prussiens. Elle comprend quelques riches familles de Juifs de cour, banquiers ou bijoutiers.

En 1763, Frédéric II oblige les Juifs de la quatrième à la sixième classe à acheter une quantité de porcelaine des manufactures royales. Cette taxe est connue sous le nom de « Porcelaine des Juifs ». Elle est effective lors des mariages, des déménagements, des octrois de titres de résidence, de voyages, ou encore d'ouvertures de boutiques. En douze années, les Juifs dépensent 900 000 thalers pour acheter de la porcelaine prussienne. Moses Mendelssohn fait partie de la sixième catégorie. Grâce à sa célébrité, il accède à la troisième classe des Juifs prussiens en 1763 et il obtient le droit de se marier.

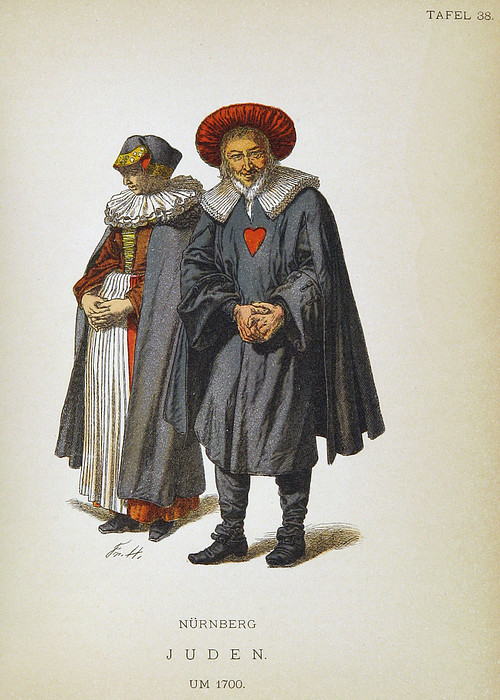
Juifs de Nuremberg, v. 1700
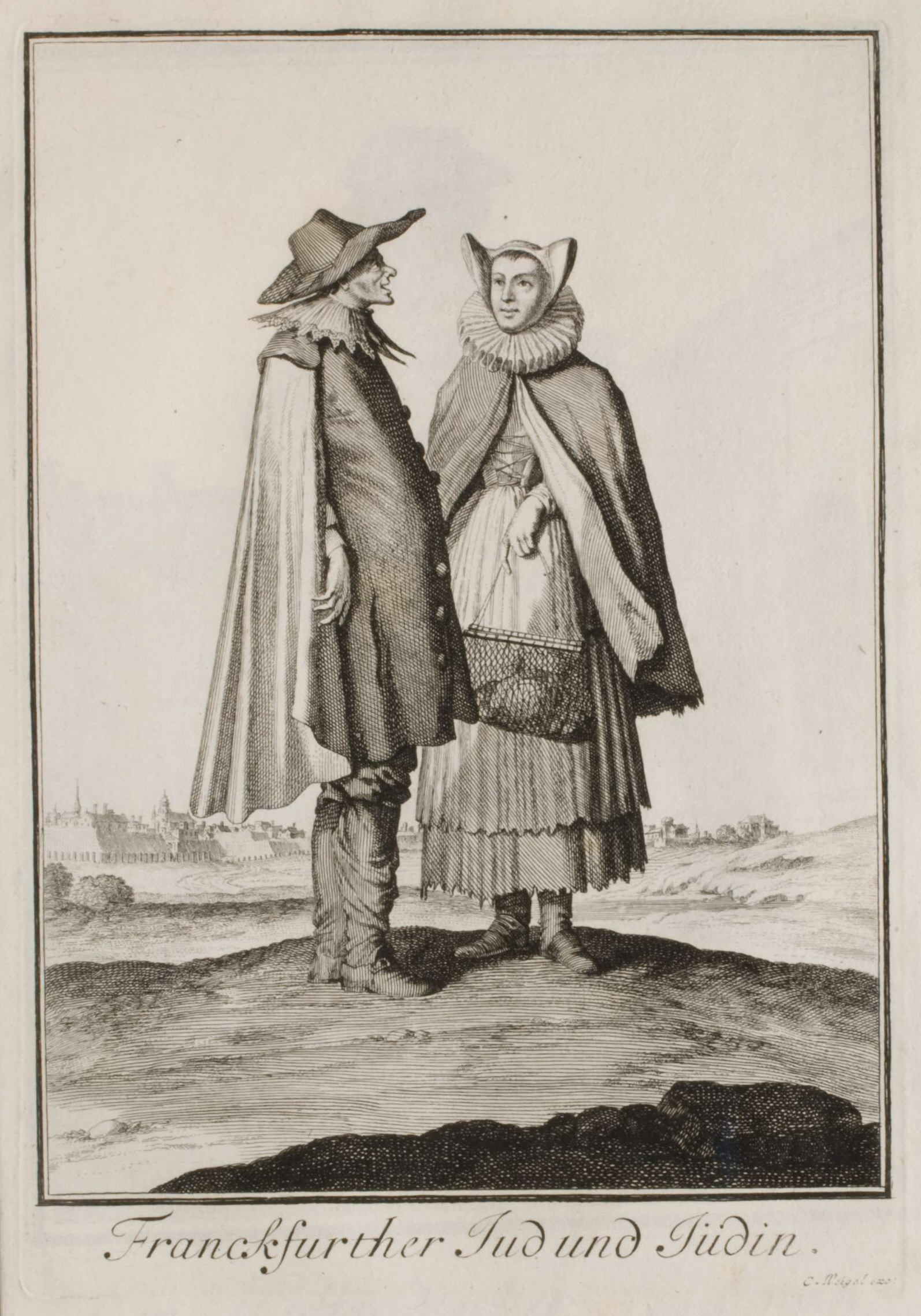
Juif et Juive de Franckfort, 1703
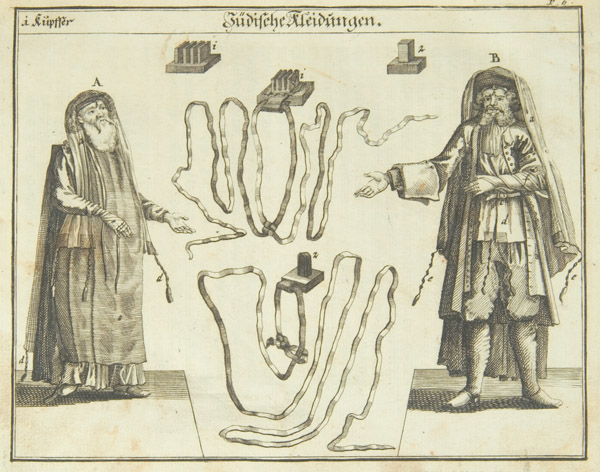
Vêtements de cérémonie juive , Nuremberg, 1716 (ici dans sa deuxième édition de 1724)

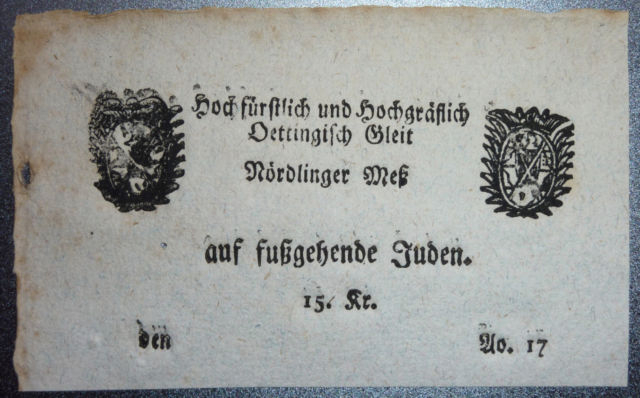
Ticket d'entrée pour un Juif à la foire de Nördlingen (Bavière), v. 1700

L'éviction des Juifs de la plupart des emplois entraîne une paupérisation de ceux-ci. Au XVIIIe siècle, une forte proportion d'entre eux vit dans la misère. Ils vivent plutôt mal que bien du colportage et de la brocante, du petit commerce du bétail, du blé et du vin. Ils continuent à parler le ma’arav yiddish (yiddish occidental), langue de plus en plus éloignée de l'allemand de l'époque. La misère et l'ignorance des Juifs, qui forment une communauté très repliée sur elle-même, est à l'origine de nombreux pamphlets antisémites. La prédominance des métiers non-sédentaires donne naissance au mythe du Juif errant qui se développe à partir de 1600.

Cependant aux XVIIe et XVIIIe siècles, le mercantilisme et l'absolutisme permettent l'ascension d'une petite élite qui représente 2 % environ des Juifs du pays. Les Juifs de cour occupent des places importantes dans l'administration et la finance, comme les Rothschild à Francfort. Joseph Süss Oppenheimer, plus connu sous le nom du juif Süss, devient le symbole des Juifs qui par leur pouvoir financier exercent une influence politique. En même temps, cette minorité de Juifs riches est, pour les défenseurs de l'émancipation juive, la preuve que ces derniers peuvent travailler et s'adapter à la société allemande.

Scènes de vie juive au début du XVIIIe siècle
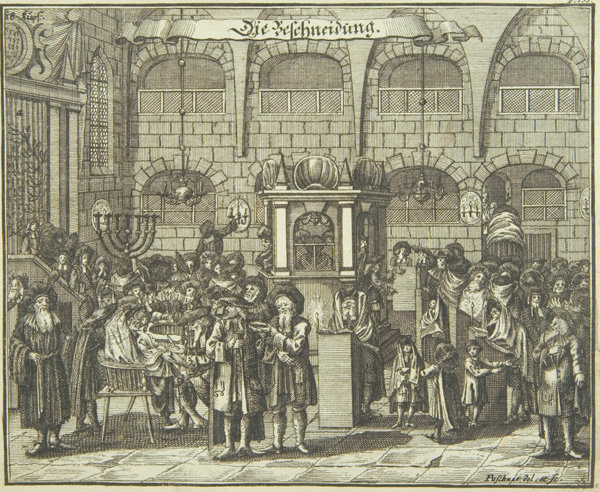
Circoncision
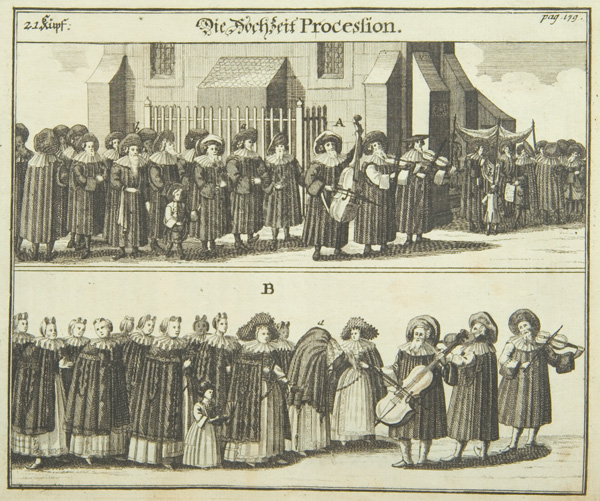
Procession nuptiale
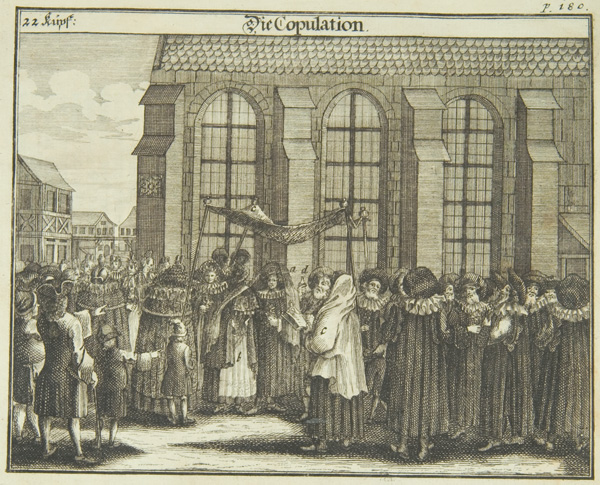
Bénédiction de mariage
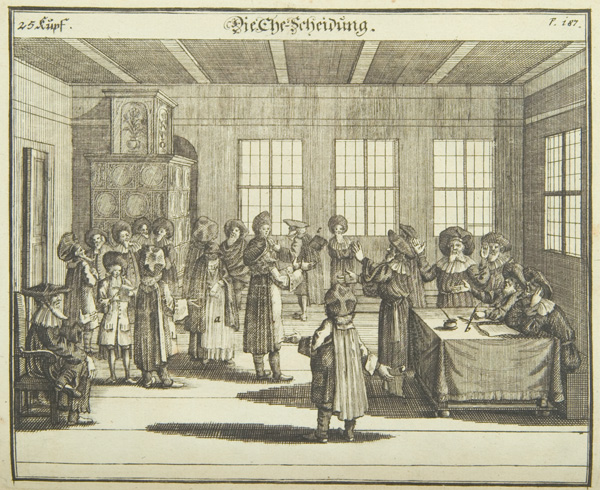
Divorce
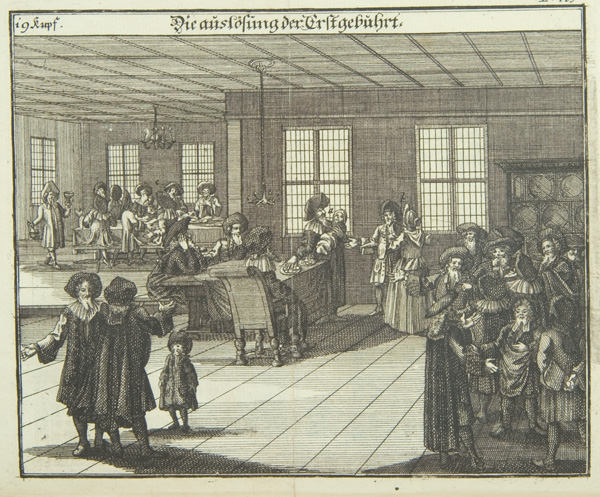
Rachat du premier-né
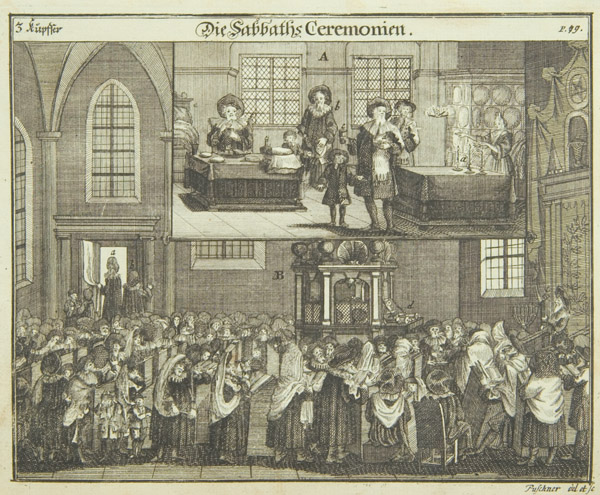
Cérémonies de Shabbat
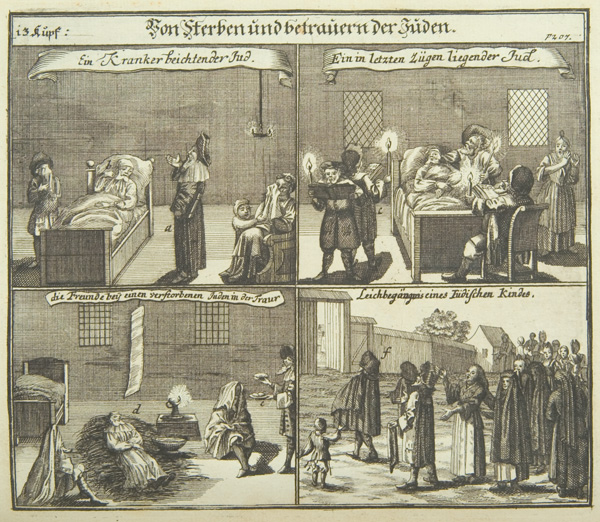
Mort et deuil

### L'Aufklärunget la naissance de la question juive
À la fin du XVIIe siècle commence l'ère moderne de l'histoire juive avec le développement du capitalisme et du rationalisme.
Au XVIIIe siècle, les Lumières allemandes posent le problème de la question juive, c'est-à-dire de l'émancipation des Juifs d'Occident. Les Juifs du Saint Empire manifestent tout au long du siècle une tendance à la modernisation, c'est-à-dire à l'ouverture timide à la langue et à la culture allemande, aux sciences « profanes ». La Haskala, les Lumières juives, débute vers 1780. La figure principale en est Moses Mendelssohn. Sa culture et son intelligence lui permettent de contrer victorieusement une tentative de conversion publique dans un débat qui l'oppose au théologien suisse Johann Kaspar Lavater. Le bureaucrate protestant Christian Wilhelm von Dohm, représentant type de l'Aufklärung, écrit Ueber die buergerliche Verbesserung der Juden, à sa demande. Dohm explique dans son ouvrage que la « dépravation » des Juifs est due aux lois oppressives qu'ils subissent et non à la nature des Juifs eux-mêmes. En abolissant ces lois et en les encourageant à adopter la culture occidentale, les Juifs deviendront des citoyens reconnaissants et fidèles. Son essai influencera de nombreux philosophes des Lumières.

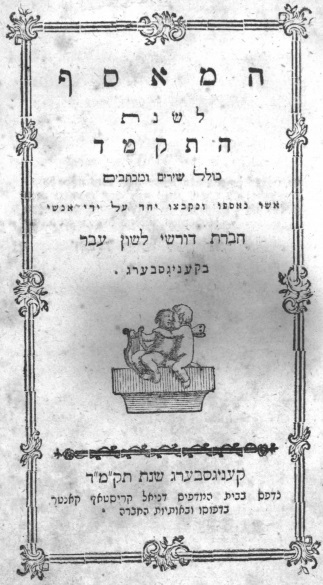
Première édition du périodique De « ha-Meassef », imprimé à Königsberg, 2 octobre 1783

En 1783, Mendelssohn écrit Jérusalem, ou Pouvoir religieux et judaïsme. Il affirme que le judaïsme est tout à fait compatible avec la vie en Allemagne car il n'impose pas de credo théologico-philosophique comme le christianisme, n'a pas l'exclusivité du salut. Il explique que pour le Juif, les commandements de nature divine restent absolument intangibles même s'il faut pour cela choisir entre leur respect et l'émancipation. Mendelssohn pense que la religion ethno-centrée des Juifs et l'utilisation d'une langue spécifique sont des obstacles à leur intégration. Il encourage les Juifs à abandonner le yiddish et apprendre la langue allemande et l'hébreu biblique, langue aussi bien appréciée par les Juifs que par les chrétiens. Il s'efforce de développer le goût des sciences modernes. Il cherche à concilier les traditions religieuses du judaïsme avec la société européenne des Lumières. En 1779, il traduit en allemand la Torah, pour l'usage des Juifs. L'Aufklärung conduit certains Juifs comme David Friedländer à « examiner de plus près la loi mosaïque, dans son esprit et dans ses buts, et à l'adapter au temps et coutumes, au climat et aux formes contemporaines du gouvernement » de l'Allemagne. C'est le début de la réforme du judaïsme.
La revue « Meassef », rédigée par les (en) Me'assefim (en) et pour les Maskilim, les Juifs adeptes de la Haskala, est l'organe d'expression d'une école de savants et d'écrivains juifs. Des journaux en hébreu et en yiddish sont aussi créés. On y trouve des feuilletons romanesques destinés à véhiculer les idéologies nouvelles. L'Allemagne devient le centre de la presse juive pendant un siècle et demi.
Dans le Saint-Empire, l'édit de tolérance de 1781 accorde aux Juifs comme aux autres religions la liberté de culte. Le Leibzoll est aboli en Prusse en 1787.

### La Révolution française et les Juifs allemands

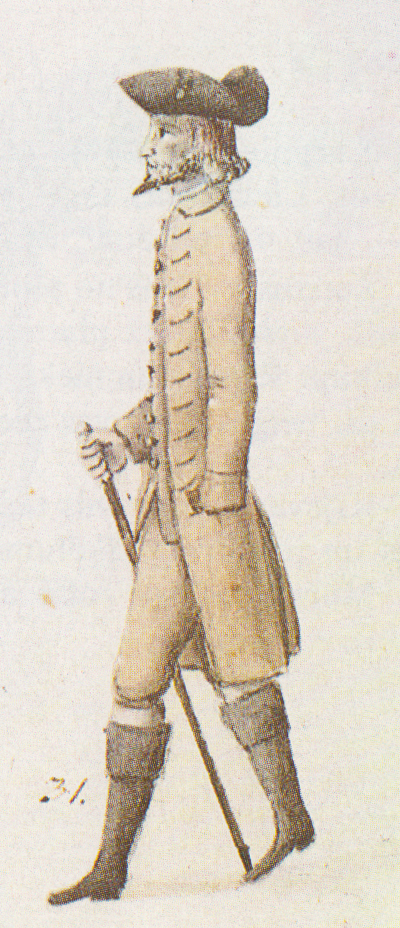
Un juif allemand, XVIIIe s., J. Ch. Brotze

En 1791, la Révolution française émancipe les Juifs. Les guerres révolutionnaires puis napoléoniennes placent les territoires allemands sous influence française. En 1798, le Directoire accorde aux Juifs de la rive gauche du Rhin l'émancipation complète. Diverses mesures, calquées sur l'exemple français permettent une nette amélioration de la condition juive, par l'abolition des ghettos entre autres. Cependant en 1808, par le « décret infâme », Napoléon Ier restreint la liberté commerciale et professionnelle des Juifs ainsi que la liberté de résidence pour les départements situés à l'Est de l'Empire français. Si ce décret est aboli en France sous la Restauration, les États de la rive gauche du Rhin le laissent en vigueur.

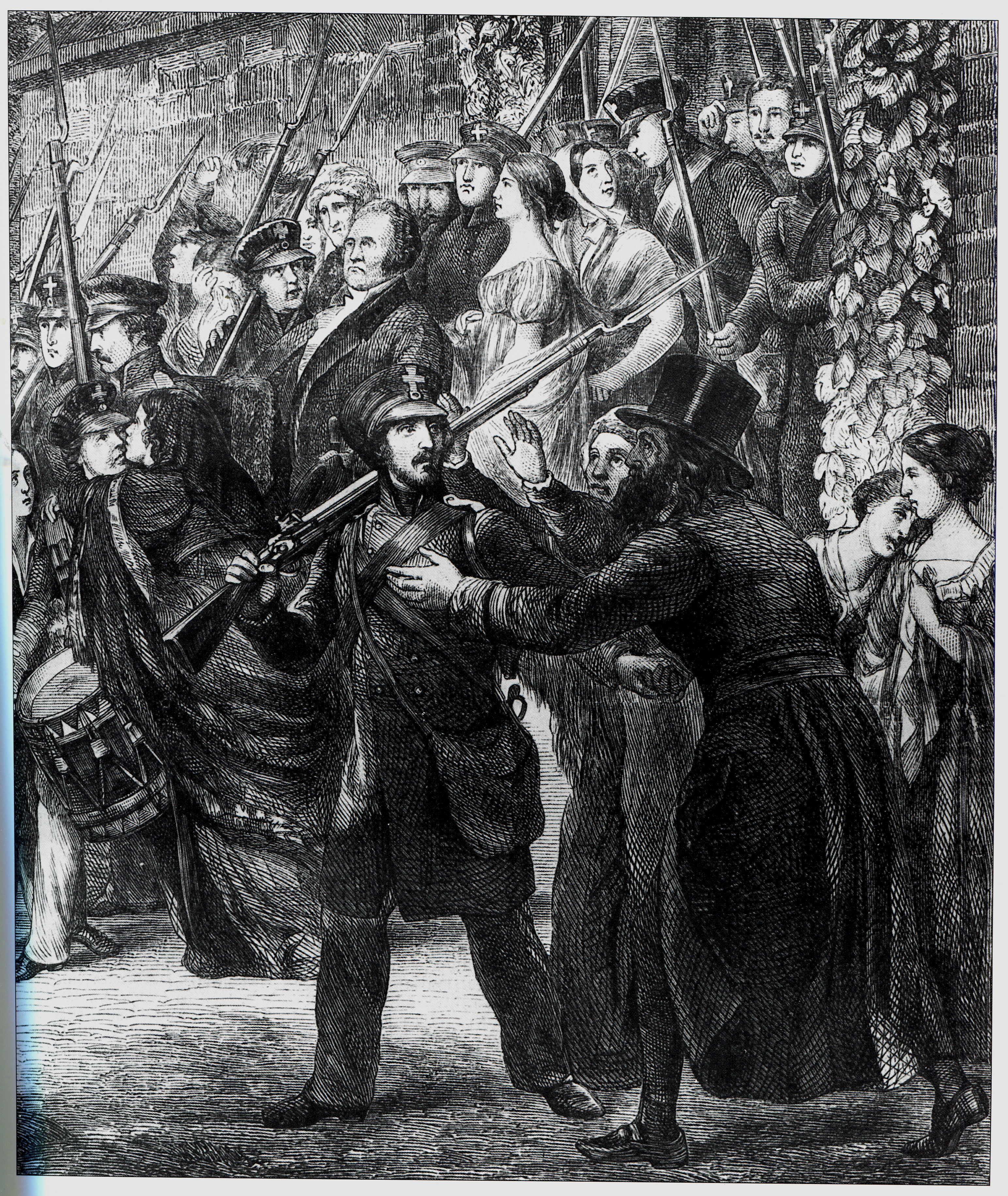
Un Juif essaie de retenir son fils volontaire, allant à la guerre avec Napoléon

L'introduction du Code Napoléon en Allemagne entraîne l'égalité juridique des Juifs. Des voix s'élèvent en faveur de la résolution de la question juive par l'intégration : Johannes von Müller, un historien suisse nommé par Napoléon ministre-secrétaire d'État à Cassel et Christian Wilhelm von Dohm. Sous leur impulsion, est promulgué en janvier 1808 un décret qui proclame la totale égalité civile et civique des Juifs de Westphalie. Toutes les limitations au mariage, à l'éducation, à l'héritage sont abolies. Cette réforme par le haut suscite de vifs débats en Allemagne et sert de modèle à l'amélioration de la condition juive en grand-duché de Bade et surtout en royaume de Prusse avec « l'Édit relatif aux conditions civiles des Juifs dans le royaume de Prusse » du 11 mars 1812. Mais les Juifs ne peuvent prétendre à des emplois civils dans l'administration et la loi se limite aux quatre provinces qui composaient la Prusse en 1812 : le Brandebourg, la Silésie, la Poméranie et la Prusse orientale. Les Juifs des acquisitions prussiennes de 1815 ne bénéficient pas de l'Édit de 1812. Là où l'égalité civile est instaurée, des Juifs s'engagent dans les forces armées. Ils participent à la guerre de libération contre Napoléon Ier. 731 Juifs, dont plus de 500 volontaires, combattent dans l'armée prussienne. Vingt-trois sont promus officiers, parmi eux le plus jeune fils de Moses Mendelssohn, Nathan Mendelssohn.
L'effondrement du Premier Empire entraîne le reflux des réformistes dans les États allemands. En 1815, le Congrès de Vienne envisage de donner éventuellement des « droits de citoyens aux adeptes de la foi juive qui, en contrepartie, devront assumer tous les devoirs de citoyens ». Seuls les États de Saxe-Weimar, Hesse-Cassel et Wurtemberg émancipent leurs Juifs. Dans les États du Sud, le processus d'émancipation est stoppé. De plus, l'amélioration du statut des Juifs provoque des réactions hostiles et violentes parmi la population comme en 1819. Cette réaction antisémite commence à Wurtzbourg et Francfort et se propage dans toute l’Allemagne. Dans toute l’Allemagne, des Juifs sont interpellés aux cris de « Hep Hep, Jud verreck! » (« Hop, hop, Juif crève ») et battus, leurs quartiers pillés. En 1822, une partie du statut de 1812 est abolie en Prusse, les Juifs ne peuvent plus prétendre à un emploi public, sauf à se convertir.

## L'intégration des Juifs à la société allemande

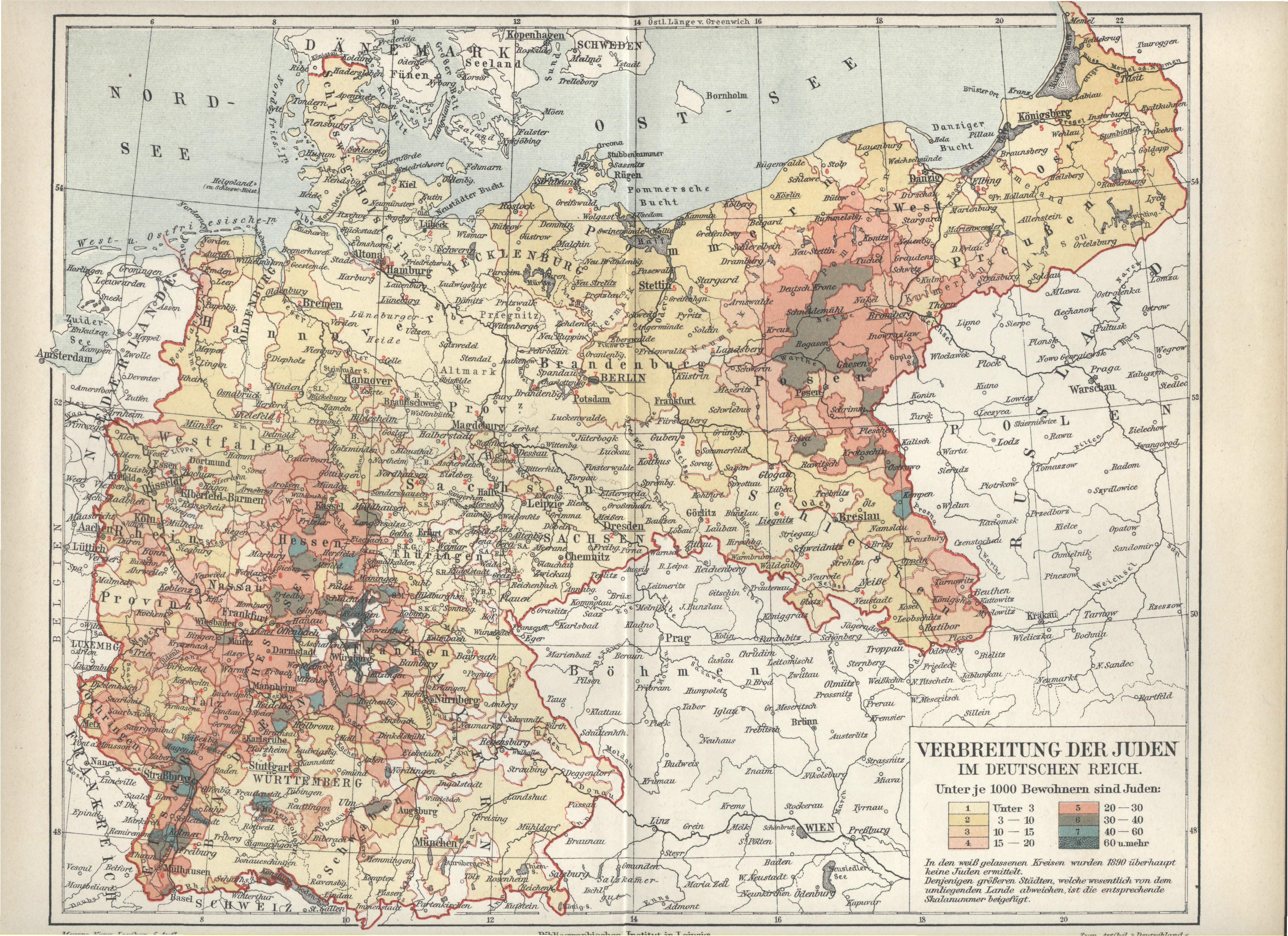
Carte montrant la répartition des Juifs dans l'Empire allemand à la fin des années 1890.

### L'émancipation
Entre 1810 et 1820, un groupe de jeunes intellectuels juifs berlinois veut promouvoir l’insertion des Juifs dans la société allemande mais aussi inscrire le fait juif dans la modernité. De leurs réunions naîtra la Wissenschaft des Judentums, c'est-à-dire la Science du Judaïsme. Ils publient un manifeste en 1822 où ils affirment que les campagnes antisémites relèvent d'un autre temps. Ils estiment avoir déjà parcouru un cheminement qui a radicalement modifié leur approche du monde en les détachant de l’autorité traditionnelle communautaire. Ils pensent résoudre, par le biais d’une recherche scientifique, la question de leur identité au sein de la société allemande. L'étude de la Torah ou du Talmud sort du cadre religieux. Ces livres sont étudiés pour eux-mêmes et non dans l'exercice d'une foi religieuse. C'est une rupture importante par rapport aux pratiques antérieures.

À partir des années 1840, les idées libérales se répandent en Allemagne. De plus en plus de voix s'élèvent pour réclamer l'égalité en droits pour les Juifs. C'est dans ce contexte que le livre La Question juive de Karl Marx est publié en 1843. Marx définit les Juifs par leur religion qu'il identifie au culte de l'argent : « Le monothéisme du juif est donc en réalité le polythéisme des besoins multiples. » Il ajoute : « L'argent est le dieu jaloux d'Israël devant qui nul autre Dieu ne doit subsister. » Pour lui, judaïsme et bourgeoisie sont donc équivalents, d'où découle le devoir de supprimer le judaïsme. Marx produit ainsi un pamphlet antisémite qui devait peser lourdement sur les théories des mouvements révolutionnaires face aux Juifs. Les Juifs sont ainsi assimilés à l'égoïsme et l'injustice capitalistes.

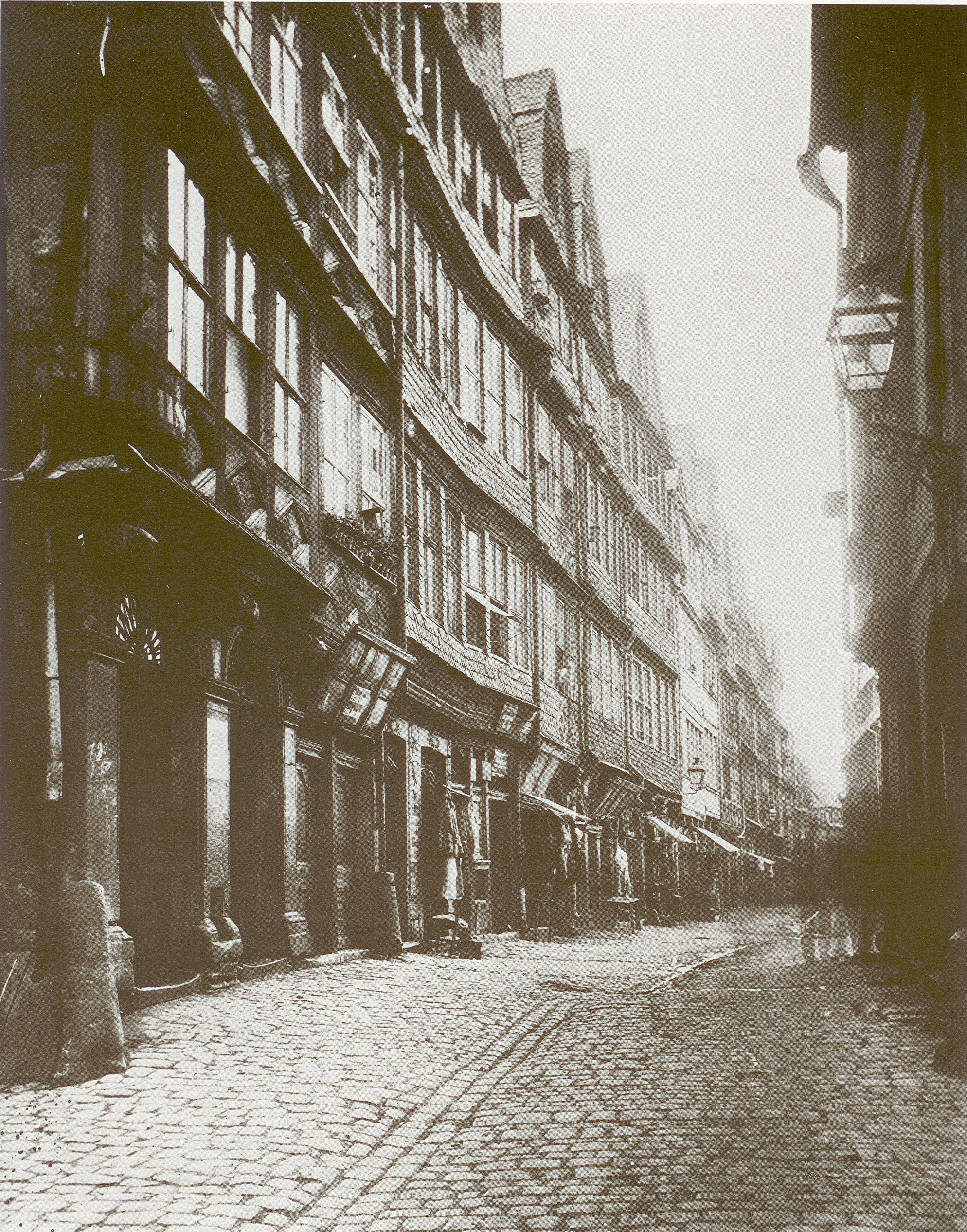
Juiverie (Judengasse) à Franckfort, 1868

En 1843, l'égalité est instaurée dans tout le royaume de Prusse en ce qui concerne la conscription militaire. Mais les conscrits sont souvent victimes de préjugés antisémites. En 1847, toujours en Prusse, les Juifs ont le droit d'accéder aux emplois publics sauf quand ils permettent de donner des ordres aux sujets chrétiens.
Les révolutions de 1848 proclament l'égalité des Juifs. Le Parlement de Francfort compte même sept élus juifs. Mais l'échec du Printemps des peuples (nom donné aux mouvements révolutionnaires de 1848 qui ont enflammé l'Europe) marque un retour en arrière pour un grand nombre d'États. Cependant, cette année révolutionnaire permet aux Juifs de s'impliquer de plus en plus dans la politique aux côtés de partis libéraux. À la fin des années 1860, le mouvement libéral retrouve son influence et aboutit à une généralisation progressive de la levée de toutes les restrictions juridiques. La Prusse, très réticente, finit par accorder l'émancipation dans le cadre de la Confédération d'Allemagne du Nord. La loi du 3 juillet 1869 n'admet plus de différences de traitements entre les Juifs et les Chrétiens. Mais tant que Bismarck reste chancelier, aucun Juif n'acquiert de position importante dans les affaires étrangères, l'armée et l'administration d'État de Prusse. Cette pratique continue sous le règne de Guillaume II.
Comparée aux autres pays d'Europe, l'Allemagne est considérée à la fin du XIXe siècle et au début du XXe siècle, comme l'État où les Juifs sont le mieux intégrés. Des pogroms se déroulent en Russie. L'Affaire Dreyfus divise la France. La presse antisémite s'y déchaîne. Jusqu'en 1900, le Royaume-Uni limite strictement l'entrée des Juifs sur son territoire.

### L'intégration sociale et économique

#### L'évolution démographique et socio-économique

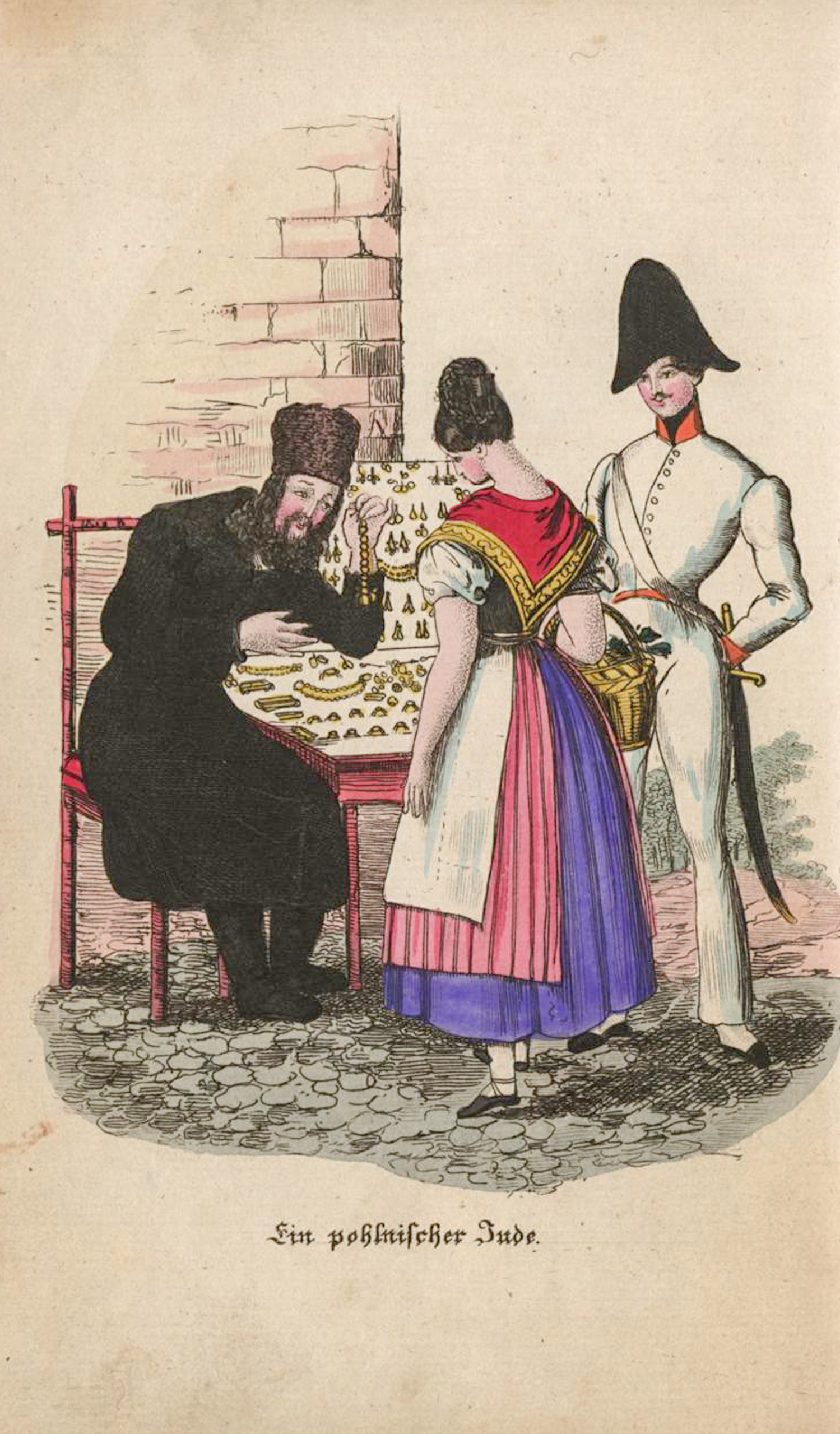
Illustration avec un Juif vendeur de colifichets dans un manuel d'apprentissage de la langue pour enfants, 1835

Jusqu'au XIXe siècle, la croissance démographique de la population juive est moins vigoureuse que celle du reste de l'Allemagne en raison des nombreux décrets qui visent à contenir son augmentation. En 1852, on estime à 62 000 le nombre des Juifs en Prusse, le noyau du futur Reich. Les Juifs sont absents de certaines parties de l'Allemagne en raison des interdits qui les ont longtemps frappés dans quelques régions ou villes.

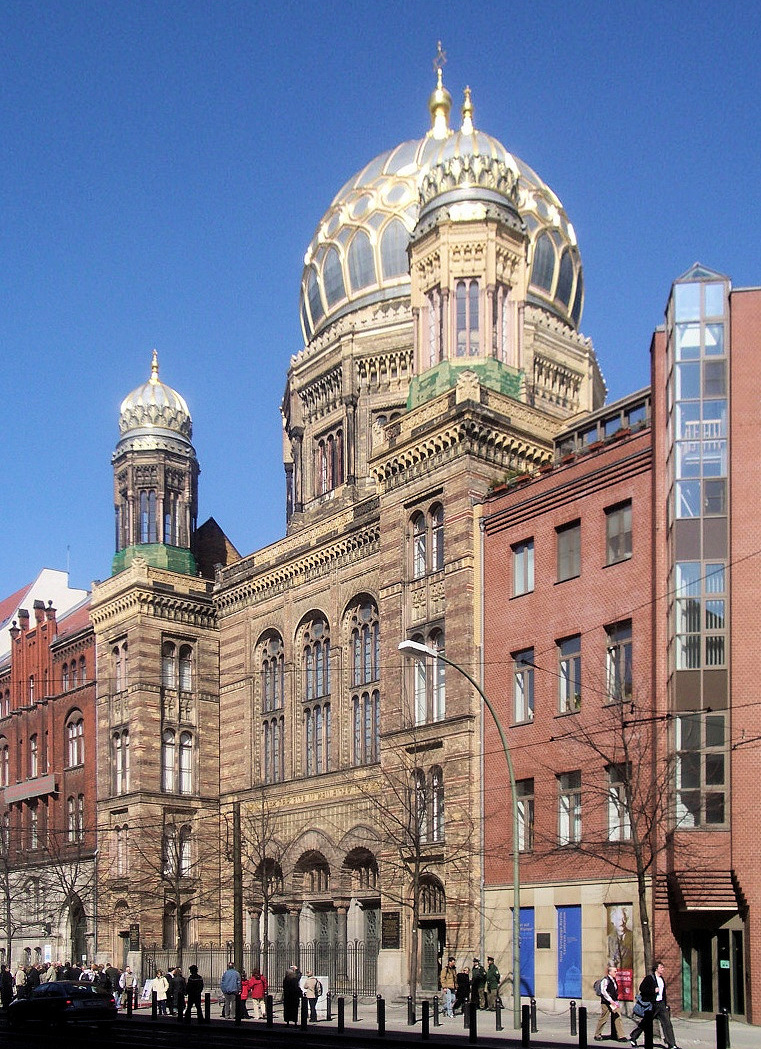
La nouvelle synagogue de Berlin achevée en 1866.

Avec l'émancipation, la croissance démographique des Juifs est plus importante que celle des non-juifs. Les Juifs migrent en masse vers les grandes villes commerciales : Hambourg, Cologne ou Leipzig. Dans les régions ayant maintenu longtemps des mesures contraignantes à l'égard des Juifs, la population juive diminue. En 1910, la communauté juive compte environ 610 000 membres. L'urbanisation et l'émancipation s'accompagnent de la sécularisation des populations juives et de l'abandon du yiddish en faveur de l'allemand.
L'intégration sociale et économique des Juifs va de pair avec leur émancipation. Les prolétaires juifs allemands disparaissent presque totalement. Le niveau de vie des Juifs devient largement supérieur à celui de la population allemande globale. En 1815, à peine 25 % des Juifs se situent dans la moyenne bourgeoisie. Ils sont 50 % en 1848 et 80 % en 1868.

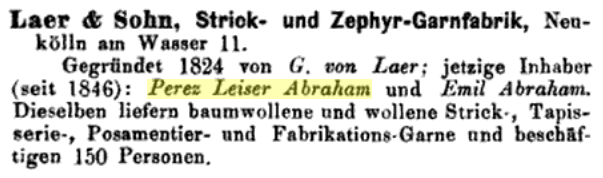
Annonce pour l'achat de l'entreprise de tapisserie, laine, garniture et coton Laer & Sohn à G. von Laer en 1846 à Neu-Kölln (quartier actuel de Berlin) par (et son fils) qui venait de vendre son entreprise de Driesen à un parent.

À la fin du XIXe siècle, la moitié de la population juive travaille dans le commerce. On trouve de nombreux marchands de bétails, de vin, de blé ainsi que nombreux boutiquiers. La part des professions intellectuelles ou libérales (enseignants, médecins, avocats) est aussi relativement importante. On peut l'expliquer, d'une part par la tradition juive de discuter et d'analyser la loi qui prépare aux études juridiques ou intellectuelles, d'autre part par le désir de travailler de façon indépendante sans avoir à dépendre de la bienveillance d'un employeur. Par contre il n'y a pas de paysans riches et très peu d'ouvriers. Dans le secteur industriel, les Juifs sont nombreux à posséder des PME dans la construction électrique, la chimie, les métaux non ferreux et les textiles.

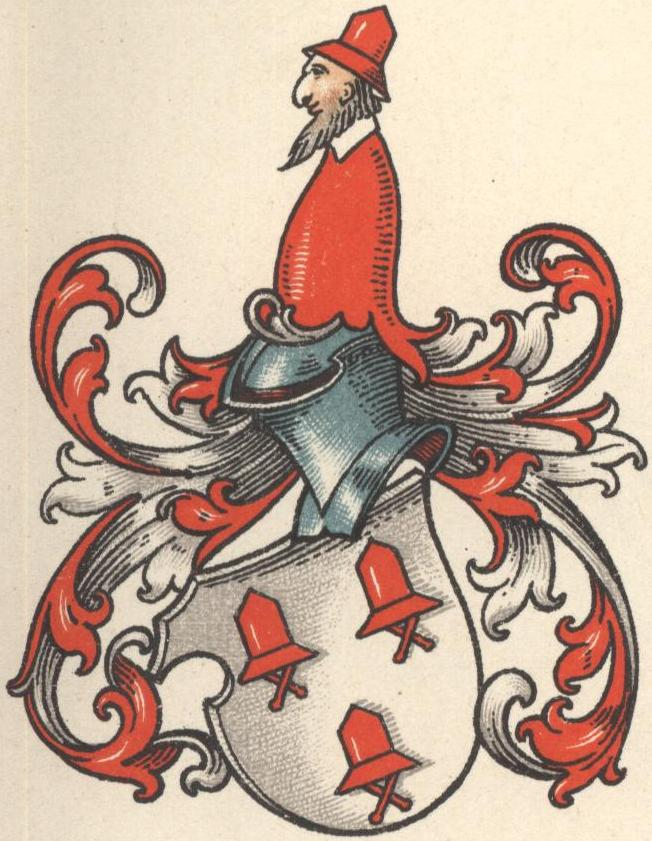
Armoiries d'une famille juive de Westphalie (1901-03)

La plus grande réussite industrielle juive est celle d'A.E.G., la troisième entreprise électrotechnique du monde en 1913. Au début du XXe siècle, les Juifs possèdent 6 à 7 % de la fortune du Reich, représentent 25 % des membres des conseils d'administration et 14 % des directeurs de grandes entreprises. L'élite juive entre alors de plain-pied dans la bourgeoisie allemande. Elle intègre parfaitement les valeurs intellectuelles de la culture allemande. Friedrich Nietzsche écrit même : « Partout où les Juifs ont acquis de l'influence, ils ont enseigné à distinguer avec plus de subtilité, à conclure avec plus de rigueur, à écrire avec plus de clarté et de netteté : leur tâche fut toujours d'amener un peuple à la raison »[réf. nécessaire]. Autour du Kaiser, on trouve des Juifs : grands savants, des industriels comme l'armateur Ballin ou Walther Rathenau. L'émancipation a comme corollaire la fin des quartiers réservés. Les bourgeois apprécient les tableaux à thèmes juifs qu'ils accrochent dans leurs intérieurs.

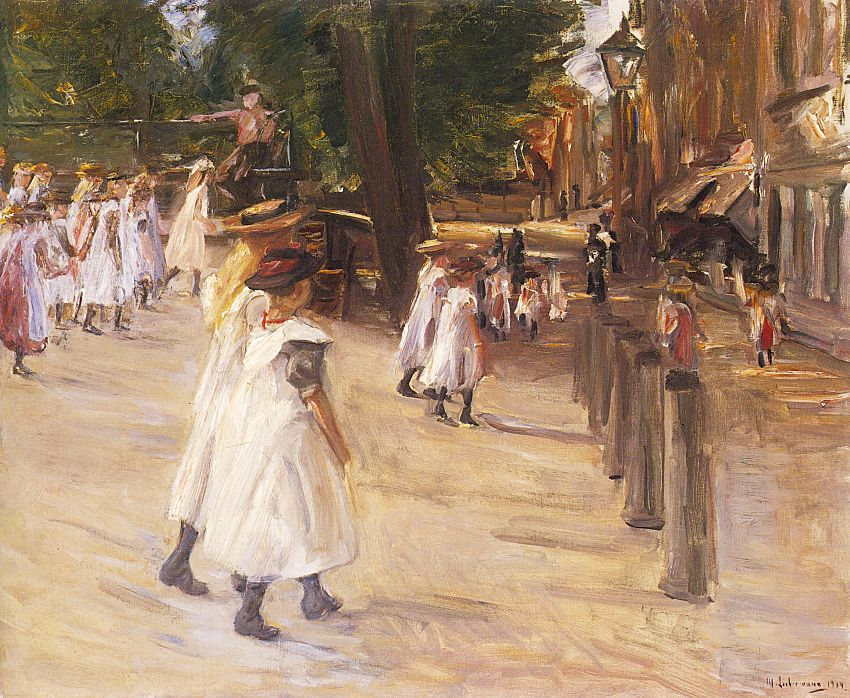
Sur le chemin de l'école à Edam de Max Liebermann.

#### Religion, arts et idées
Au XIXe siècle, des artistes et des intellectuels juifs s'illustrent dans différents domaines. Leur apport est si considérable qu'en 1912, le jeune journaliste Moritz Goldstein écrit dans un article : « Nous administrons la richesse intellectuelle d'un pays qui nous avait refusé tout droit et tout capacité de le faire. » Il faut cependant dire que cette remarque, qui ne fait que conforter les théories antisémites de l'époque, ne correspond pas à la réalité de la science et de la culture allemandes, la plupart des intellectuels étant des non-juifs.
- Dans le domaine musical, Giacomo Meyerbeer, compositeur d'opéra installé à Paris à partir de 1825 est célèbre dans toute l'Europe comme Felix Mendelssohn, petit-fils de Moses Mendelssohn mais élevé par des parents convertis au christianisme.

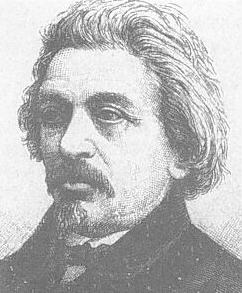
Moses Hess.

- Moses Hess.En peinture, il convient de citer Moritz-Daniel Oppenheim, un membre éminent du Mouvement nazaréen, l'orientaliste Gustav Bauernfeind, le graveur Ben Nathan, Wilhelm Tielman, peintre et lithographe de la fin du XIXe siècle, Yaacov Adami, Ferdinand Heilbuth, Salomon Hirschfelder, Max Liebermann, un peintre s'inspirant du mouvement impressionniste français, Sophie Blum-Lazarus qui étudie la peinture à Francfort avant de se spécialiser dans la tapisserie. La plupart de ces peintres sont aujourd'hui inconnus du grand public mais continuent à être vendus dans les galeries et les ventes aux enchères[70].

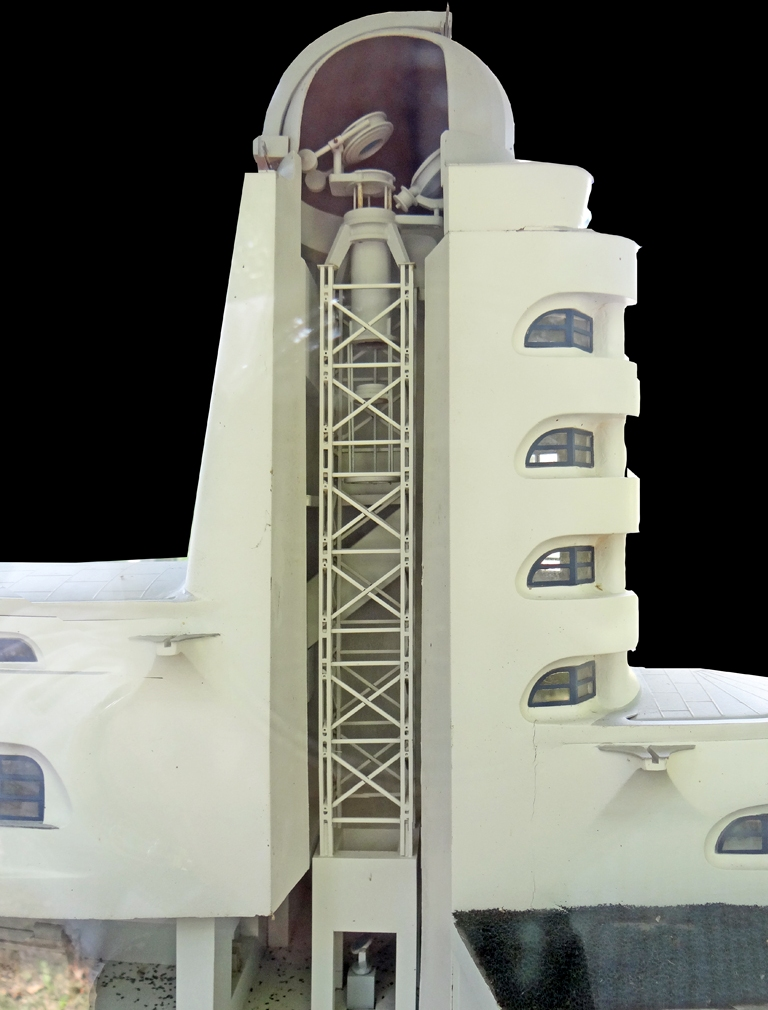
Maquette de la Tour Einstein de style expressionniste, construite par E. Mendelsohn à Potsdam en 1921.

- Dans le domaine littéraire, Heinrich Heine reste un des plus grands poètes allemands de la première partie du XIXe siècle. Pour mieux s'intégrer à la société allemande, il se convertit au christianisme à l'âge de 28 ans, ce qu'il appelle « Le ticket d'entrée dans la société européenne[53] ». Il n'aura cependant de cesse, surtout vers la fin de sa vie, de ressasser ce geste. Son attitude résume le dilemme des Juifs de l'Aufklärung. Berthold Auerbach, aujourd'hui oublié, est lu dans toute l'Europe de son vivant. Il est comparé à Charles Dickens et Ivan Tourgueniev[64]. Else Lasker-Schüler publie de nombreux poèmes.Maquette de la Tour Einstein de style expressionniste, construite par E. Mendelsohn à Potsdam en 1921.Dans le domaine des idées, l'Allemagne compte aussi un précurseur du sionisme : Moses Hess. C'est le premier penseur juif à tenir la « question juive » pour une question surtout politique qui doit être résolue dans un cadre national. Il publie en 1862 Rome et Jérusalem. Il y analyse le nouvel antisémitisme qu'il définit comme un véritable racisme antijuif fondé sur des critères pseudo-scientifiques. Il constate que ce phénomène s'est bien enraciné en Allemagne. Pour lui, les Juifs ne forment pas seulement un groupe religieux comme le pensent les Juifs réformés mais ont besoin d'une vie nationale spécifique. La solution repose donc sur la création d'un État juif en Palestine fondé sur des principes socialistes. Moses Hess est très peu lu à son époque. Il n'est redécouvert qu'après la mise en place du mouvement sioniste par Theodor Herzl et honoré comme le père fondateur du sionisme socialiste[71].
- Les Juifs donnent à l'Allemagne plus de trente grands scientifiques : Albert Einstein, Paul Ehrlich qui reçoit le prix Nobel de médecine en 1908 pour ses travaux sur la syphilis, Max Born, Léon Aron l'inventeur du tube à néon, Richard Willstätter, prix Nobel de chimie en 1916, Fritz Haber prix Nobel de chimie en 1918, Otto Warburg, un botaniste. Ils apportent neuf prix Nobel à leur pays.

Bien plus, les élites intellectuelles d'Europe centrale utilisent l'allemand comme langue d'usage et se tournent vers le Reich pour faire connaître leurs travaux. C'est le cas de Karl Emil Franzos, né en Galicie, auteur de nombreuses nouvelles où les Juifs sont dépeints sous des traits positifs, de Franz Kafka qui fait publier ses livres à Leipzig ou à Berlin, du viennois Joseph Roth qui poursuit sa carrière à Berlin, du philosophe et théologien Martin Buber qui fonde une maison d’édition à Berlin, ou même du marxiste viennois Rudolf Hilferding qui devient ministre allemand de l’économie, sous la République de Weimar.

#### L'évolution du judaïsme allemand

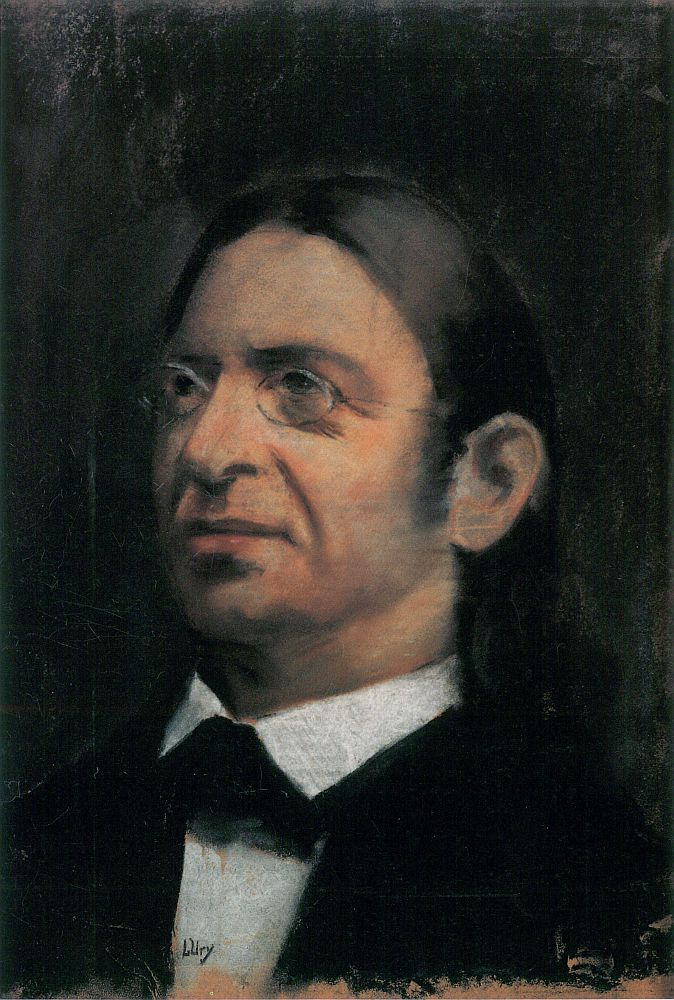
Abraham Geiger.

L'intégration des Juifs dans la société allemande est l'occasion de débats religieux. Deux courants se développent au XIXe siècle : le judaïsme réformé et le mouvement néo-orthodoxe.
Dans la première moitié du XIXe siècle, Abraham Geiger est le chef de file du judaïsme réformé issu de l'Aufklärung. Il se calque sur le modèle protestant. Dans leurs sermons, les rabbins reprennent le thème de l'édification, thème autrefois typiquement chrétien. On introduit des cantiques en allemand, chantés par toute l'assemblée, et l'orgue apparaît dans les synagogues. les prières sont traduites et l'on débat sur l'abandon de l'hébreu dans la liturgie. Zacharias Frankel fonde en 1854 le séminaire de théologie juive, « Jüdisch-theologisches Seminar », de Breslau. Heinrich Graetz, le célèbre historien juif, est l'un des professeurs du séminaire. Tentant de concilier tradition et modernité, il accepte les conclusions des analyses critiques et historiques, un enseignement général et le respect des observances religieuses. C'est de cette tendance que naît le judaïsme positif-historique, qui trouvera son équivalent aux États-Unis un siècle plus tard, dans le judaïsme conservateur. La majorité des Juifs allemands choisit d'adhérer au judaïsme réformé.

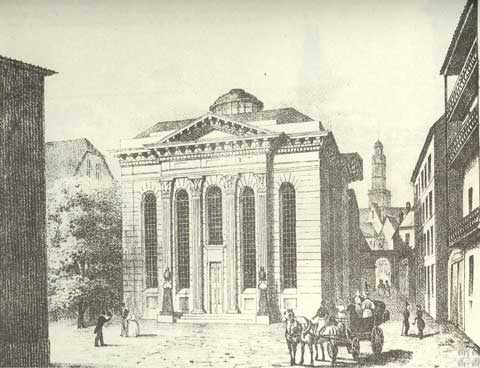
La Synagogue à la Cigogne Blanche de Breslau en 1830.

Parallèlement, le judaïsme orthodoxe moderne, fort minoritaire, a été fondé par le rabbin Samson Raphael Hirsch et Azriel Hildesheimer. Ils prônent une acceptation prudente des acquis de la modernité, mais rejettent toute modification, majeure ou mineure, de la tradition. Azriel Hildesheimer, né à Halberstadt en 1820, est le modèle des érudits traditionalistes. Après des études auprès des écoles juives, il entre à l'université de Berlin où il suit des cours de langues orientales, philosophie, histoire, mathématiques. Il conçoit un programme d'enseignement pour les rabbins et les laïcs pieux, dans le séminaire rabbinique de Berlin, qu'il crée et dirige en 1873. Il pense que l'orthodoxie est compatible avec une étude scientifique des sources juives. Cette école forme de nombreux rabbins pour toute l'Europe. En Europe orientale, le rabbin Moïshe Sofer, chef de file du judaïsme orthodoxe d'alors, correspondant au mouvement haredi actuel, rejette en bloc l'approche intellectuelle des Lumières. Les rabbins orthodoxes, modernes ou non, sont formés dans les yeshivot, écoles rabbiniques traditionnelles.

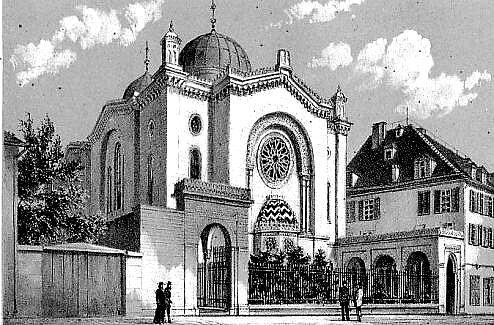
Alte Synagoge de Stuttgart

Les nouvelles synagogues sont construites dans différents quartiers des villes et non plus dans un quartier spécifique. Elles prennent place comme bâtiment public. Leur façade sur rue assume une fonction sociale de représentation et se trouve dès lors chargée d'une dimension identitaire. Mélanges de différents styles architecturaux, elles traduisent la prospérité de la communauté. Le néo-roman est le style dominant des synagogues entre 1840 et 1900 que ce soit dans les synagogues très monumentales d'Edwin Oppler, qui adapte le néo-roman à Hanovre (1864-1870) ou Breslau (1865-1872); celles de Düsseldorf de Josef Kleesatel (1904) ou de Berlin, rue Fasanen de Ehrenfried Hessel (1907-1912). À la suite des modifications du rituel, les salles de prières synagogues du judaïsme réformé sont conçues pour concentrer la cérémonie autour d'un point unique. L'arche sainte et le pupitre sont placés côte à côte. La salle de prière de la synagogue de Francfort, construite en 1860 en est l'illustration. Elle est divisée par deux rangées de colonnes. L'assistance peut se tenir face au mur, là où se déroule le rituel. Il convient aussi de citer la Synagogue à la Cigogne Blanche de Breslau, ville qui compte 20 000 Juifs en 1910.
C'est encore en Allemagne, en 1935, année des lois de Nuremberg, qu'une femme est pour la première fois au monde ordonnée rabbin. Il s'agit de Regina Jonas qui reçoit la Semikha
du rabbin libéral Max Dieneman. Regina Jonas mourra en déportation.

### Intégration ou assimilation?

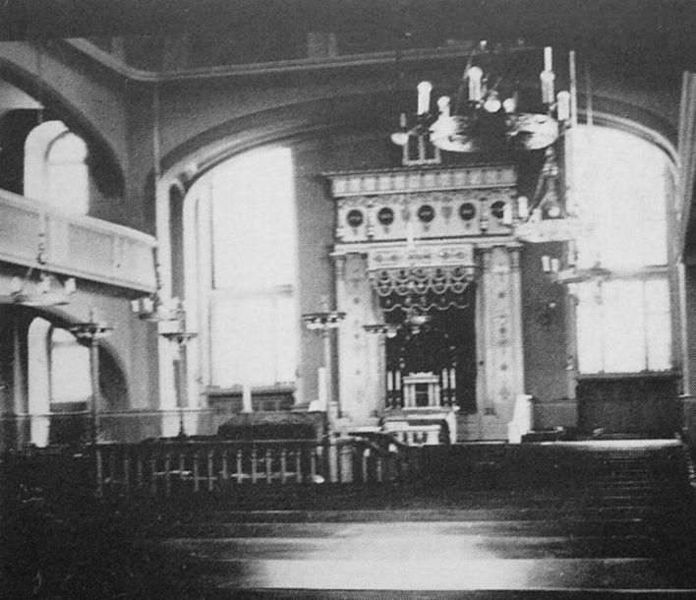
Intérieur de la synagogue à la Cigogne Blanche avant-guerre, Breslau.

Tout au long du XIXe siècle, les Juifs renoncent à tout particularisme linguistique et culturel : ils se disent citoyens « de confession israélite » et affichent un patriotisme ombrageux.
Pendant longtemps l'historiographie traditionnelle a défendu la thèse de l'assimilation complète des Juifs à la fin du XIXe siècle. Cette thèse est aujourd'hui remise en question. Jacques Ehrenfreund, maître de conférences de l'Université Bar-Ilan (Israël) pense qu'il y a eu « construction d’une identité judéo-allemande, complexe et ambiguë, et d’une nouvelle culture minoritaire, sécularisée ». La communauté tend à s'éloigner de la foi juive. Les mariages mixtes touchent 25 % des Juifs, les conversions au christianisme se multiplient. Les Juifs affirment leur fierté pour les contributions juives à la civilisation occidentale ou allemande : la Bible et le monothéisme, ainsi que l’œuvre de Moses Mendelssohn considéré comme un « nouveau Moïse », Heinrich Heine et Ludwig Börne. Le philosophe Hermann Cohen écrit au début du XXe siècle un essai intitulé Germanité et judéité. Pour lui, l'Allemagne est le nouvel Israël des Juifs. La philosophie allemande veut réaliser l'idéal de la moralité comme la religion juive aussi : il existe donc bien, pour le philosophe, une confluence entre les deux pensées. De même, les historiens juifs comme Heinrich Graetz publient des ouvrages érudits, créent des revues scientifiques où ils cherchent à concilier la fidélité au judaïsme avec la loyauté envers la nation allemande. Cependant dans sa vie privée, dans ses comportements, l'élite juive garde des éléments spécifiquement juifs.

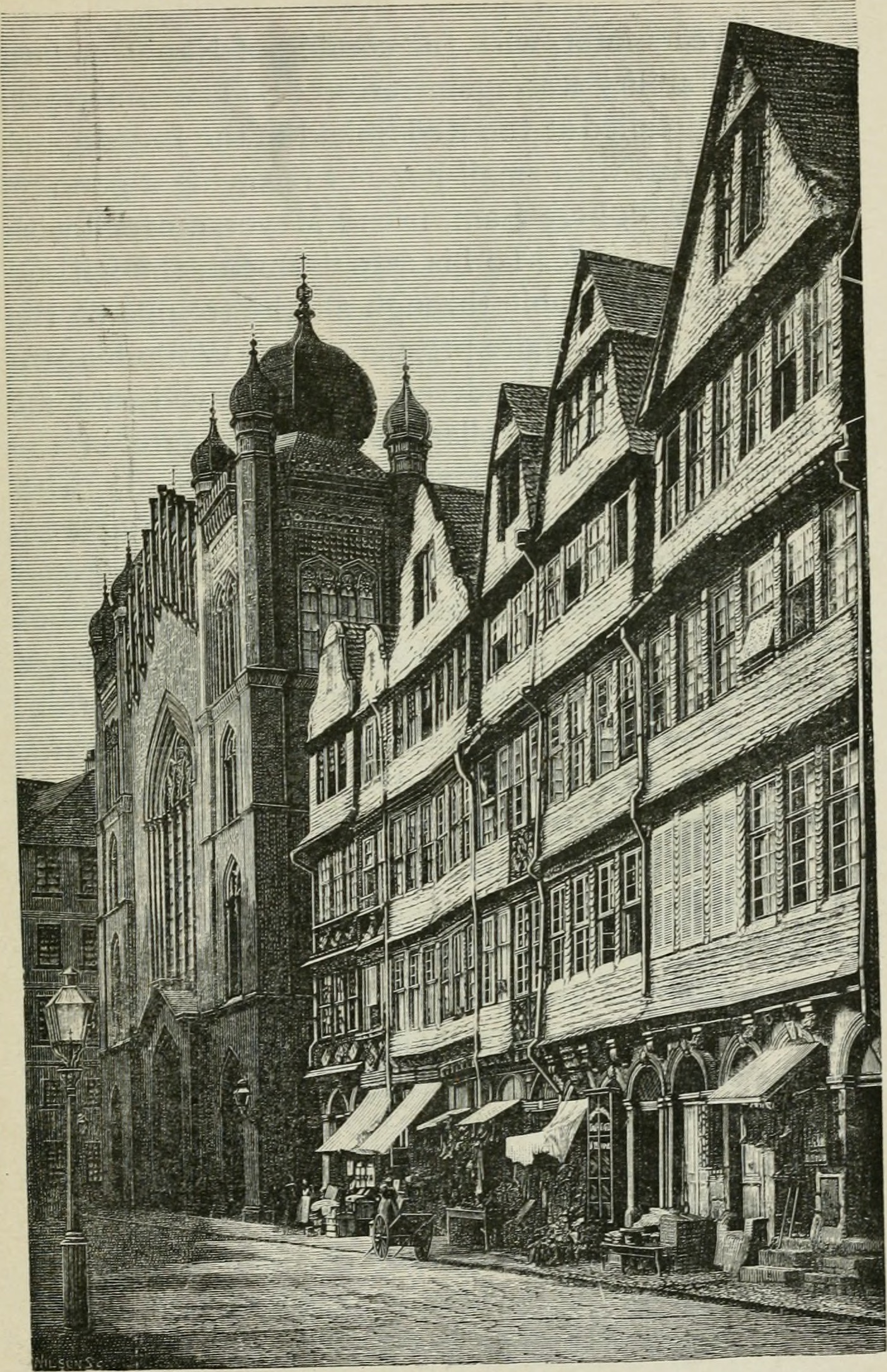
Judengasse à Frankfort, 1886

La réaction des Juifs allemands face au sionisme est tout à fait représentative de ce point de vue. La communauté juive de Munich, alertée de la prochaine tenue d'un congrès sioniste en 1897, écrit à Théodore Herzl : « Nous ne voulons pas manquer de vous prévenir qu'il n'y a, de la part des Juifs de notre ville, la moindre sympathie pour le mouvement que vous dirigez et que nous pensons que la tenue d'un congrès à Munich ou en Bavière représente un danger pour nos coreligionnaires ». Lorsqu'en juin 1897, le premier journal sioniste en langue allemande, Die Welt, est créé, deux rabbins allemands réagissent ainsi : « Aussi longtemps que les sionistes écrivaient en hébreu, ils n'étaient pas dangereux ; maintenant qu'ils écrivent en allemand, il faut les combattre... Car comment combattre des gens qui d'un côté rêvent d'un judaïsme national et de l'autre se plaignent du gouvernement autrichien qui exige un certificat de baptême d'un candidat à la place de secrétaire en Bucovine ! ». Les Juifs allemands émancipés et baignés de culture allemande se sentent donc avant tout citoyens allemands. Avant 1933, il n'y a pas plus de 2 000 Juifs allemands en Palestine.

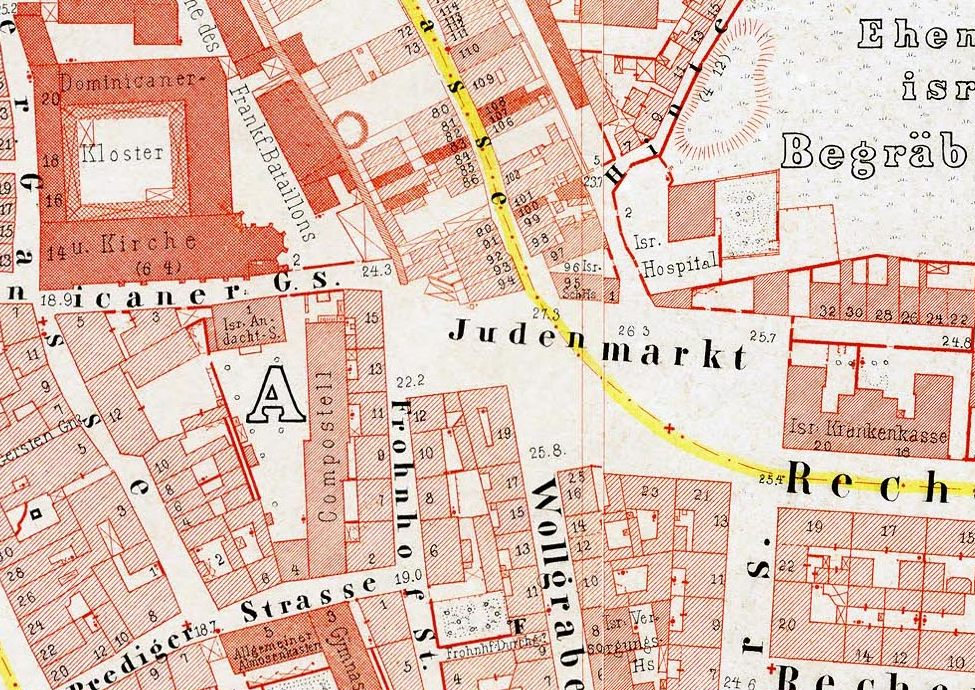
Détail de la vieille ville de Francfort-sur-le-Main en 1862 avec le marché juif (aujourd'hui Börneplatz) entouré de différents bâtiments ou institutions israélites et la route (Judengasse) en jaune menant sur le cimetière juif au nord. Seuls l'église du monastère et le cimetière juif ont survécu jusqu'à nos jours dans le Francfort moderne.

L'émancipation et l'intégration des Juifs allemands n'aboutit pas à la fusion totale avec le reste de la population. En effet, même intégrés, les Juifs se heurtent à la montée de l'antisémitisme de l'Allemagne de Guillaume II, de plus en plus nationaliste. Les intellectuels juifs l'attribuent à la bêtise et l'ignorance et pensent pouvoir le combattre par un discours historique scientifique.
Dans les catégories plus modestes, l'attachement à la culture traditionnelle reste fort, mais l'acculturation est en marche. Au début du XXe siècle, de nombreux Juifs fuyant les pogroms russes trouvent refuge en Allemagne. On en dénombre environ 80 000 en 1919. Pauvres, parlant le yiddish et non l'allemand, les Ostjuden constituent un nouveau prolétariat juif, mal intégré à la société allemande et objet de mépris même de certains Juifs allemands. Ils réactivent auprès des antisémites l'image du Juif errant.
La philosophe Hannah Arendt propose deux figures du Juif allemand de l'époque : la lignée des « parvenus », hommes d'affaires riches et conformistes recherchant la respectabilité (Gerson Bleichröder, le banquier de Bismarck, Albert Ballin, directeur de la puissante compagnie maritime, Walter Rathenau entre autres) et les « parias » exclus et persécutés qui se révoltent contre la société bourgeoise comme Heinrich Heine et Rosa Luxemburg. Au tournant du XXe siècle, les Juifs de l'Europe entière sont particulièrement engagés dans les mouvements socialistes. En 1918 et 1919, Rosa Luxemburg, Leo Jogiches et Paul Levi jouent un rôle décisif dans les révolutions à Berlin. Kurt Eisner, Gustav Landauer, Ernst Toller et Eugen Leviné sont au premier rang à Munich.

### Le nouvel antisémitisme

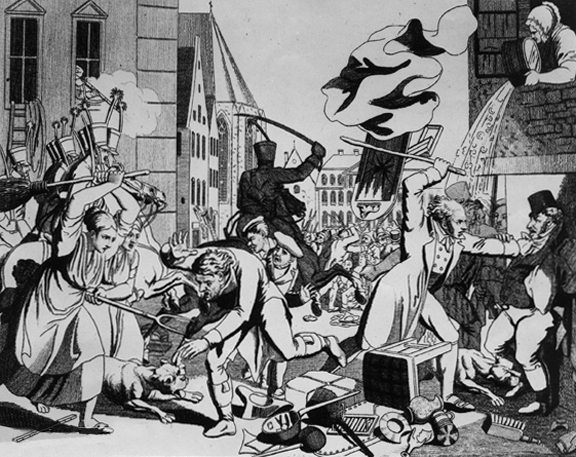
Une des émeutes dites « Hepp Hepp », cri de ralliement pouvant être l'acronyme de Hierosolyma est perdita (Jérusalem est perdue), J. M. Voltz, Franckfort, 1819

Si les Juifs se sentent des Allemands à part entière, ils sont perçus par certains de leurs compatriotes comme un corps étranger à la nation. Ils sont devenus des citoyens du Reich, pas des membres du Volk allemand. De plus, l'antisémitisme devient un code culturel nécessaire à la définition d’une identité allemande problématique faute de mythes nationaux s'ancrant dans les valeurs libérales et modernes comme en France.

L’achèvement de l’unité allemande sous l’égide du militarisme prussien a comme corollaire le culte de l’Allemagne ancestrale et aristocratique. Cela rentre en opposition avec la modernité et plus particulièrement avec la modernité juive. L’équation « Juifs = cosmopolitisme » devient un des traits permanents de l’antisémitisme. Le Juif est identifié à la mobilité de l’argent et de la finance, le cosmopolitisme et l’universalisme abstrait, le droit international et la culture urbaine « métissée ». L’Allemand, en revanche, est présenté comme enraciné dans la terre, créant sa richesse par le travail et non pas grâce à des opérations financières. Il possède une culture exprimant un génie national. 

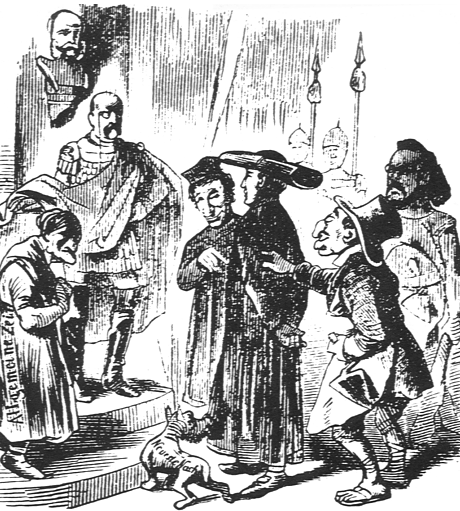
Dessin antisémite d'un Juif caricatural accusant un jésuite, 1872

Heinrich von Treitschke, un des intellectuels les plus respectés de l'Allemagne bismarckienne, illustre bien les « réticences » vis-à-vis des Juifs allemands. Fervent partisan de l'émancipation des Juifs, il doute de la capacité des Juifs à se fondre dans la nation allemande et refuse pour l'Allemagne une ère de métissage culturel judéo-allemand dans un article publié dans les Preussische Jahrbücher de novembre 1879. Cet article déclenche une violente controverse qui débute à l'Université de Berlin vers 1880. Theodor Mommsen, collègue de Treitschke à l'université de Berlin, considère que les principes libéraux et l'État de droit sont au-dessus des principes de la « nation allemande ».
Au milieu du XIXe siècle se met en place la forme moderne de rejet qui n'est pas d'ordre religieux ou socio-économique, mais d'ordre pseudo-scientifique. L'antisémitisme pseudo-scientifique établit des hiérarchies entre les races, idéalise l'aryen et fait du sémite un être affligé des signes visibles de son infériorité. Ces thèses sont très présentes en France (Paul Broca, Joseph Gobineau) et au Royaume-Uni (Herbert Spencer et Francis Galton). En Allemagne, elles sont exposées par Ernst Haeckel. Cet antisémitisme raciste trouve d'ardents défenseurs en Allemagne.

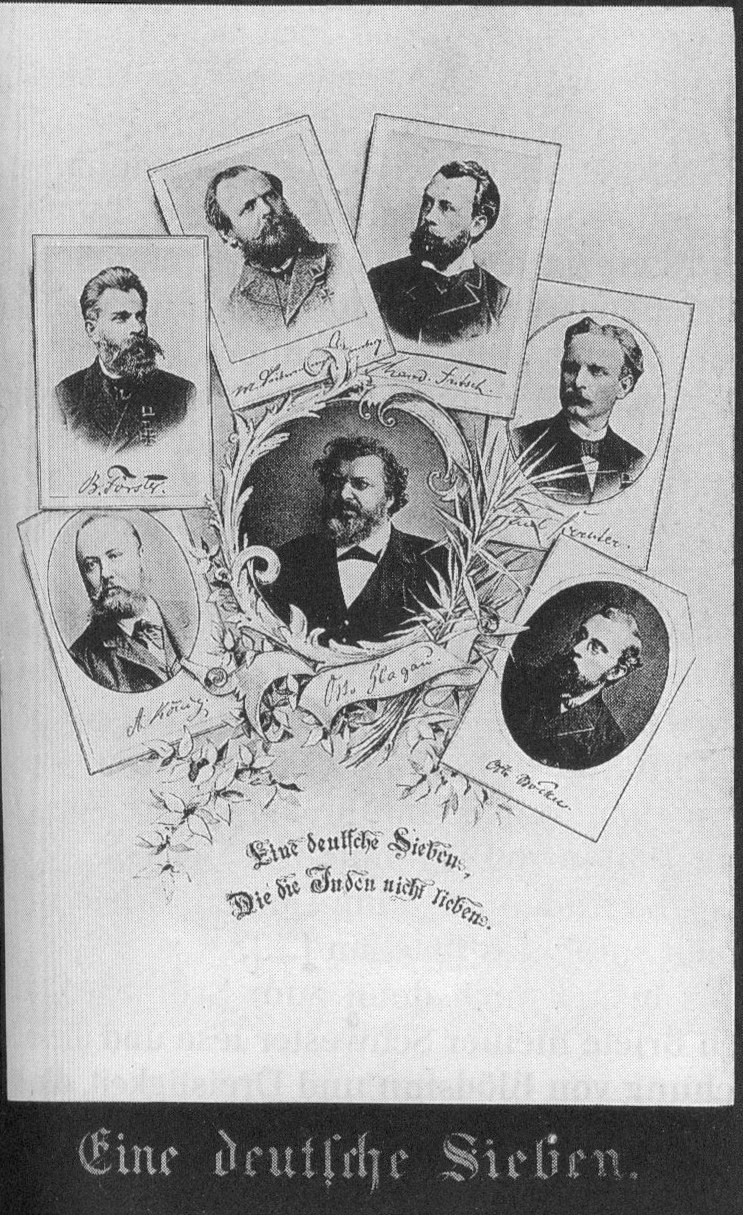
Principaux représentants de la Berliner Bewegung : Au centre Otto Glagau puis dans le sens des aiguilles d'une montre Adolf König, Bernhard Förster, Max Liebermann von Sonnenberg, Theodor Fritsch, Paul Förster et Otto Böckel.

À partir du milieu des années 1870, l'Europe est secouée par une grave crise économique, la Grande Dépression. Les difficultés économiques alimentent un antisémitisme anti-libéral et nationaliste. Dans tous les domaines de la vie politique et sociale, l'esprit libéral recule. Le vieil antisémitisme basé sur les préjugés religieux et économiques reste vivace mais il est renforcé par l'antisémitisme moderne à base pseudo-scientifique. On a donné à la multitude de mouvements antisémites de l'époque le nom de Berliner Bewegung. Ils sont en partie instrumentalisés par Bismarck qui voit en eux des alliés contre la montée du libéralisme politique. Wilhelm Marr, un journaliste allemand, écrit un pamphlet en 1879 : La victoire du judaïsme sur la germanité considérée d'un point de vue non confessionnel. Il y emploie pour la première fois le terme « antisémitisme ». Il affirme que les Juifs appartiennent à une race inférieure. Le nouvel antisémitisme accuse le Juif d'insuffler « sa substance étrangère ». Il s'en prend au Juif non pas à cause de sa religion mais en tant que « race ». Il dénonce une société « enjuivée », un « anéantissement de Germains » Ce nouveau concept, l'antisémitisme, connaît un succès rapide. Il canalise l'agressivité des mécontents contre une minorité longtemps discriminée. Il se conjugue avec la montée du nationalisme. En effet, les Allemands sont séduits par l'impérialisme conquérant et l'autoritarisme de l’époque wilhelmienne, alors que les Juifs restent fidèles aux idéaux libéraux et démocratiques du début du siècle.

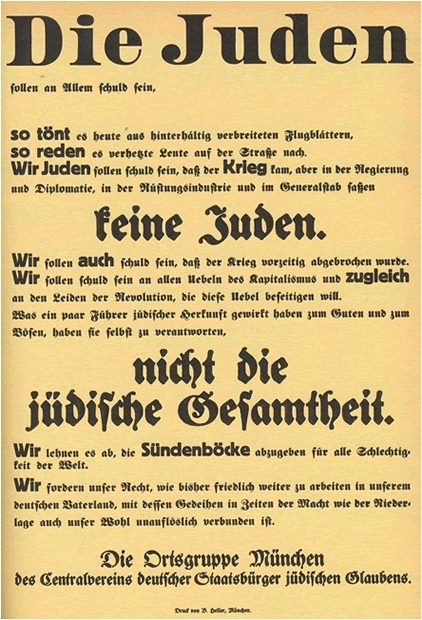
Annonce de l'Association centrale des citoyens allemands de confession juive, v. 1925

Le 25 avril 1881, la pétition antisémite signée par 250 000 personnes réclame au chancelier de l'Empire allemand, Bismarck, le retrait des mesures d'émancipation des Juifs et l'interdiction de toute immigration nouvelle. L'antisémitisme moderne a comme chef de file Adolf Stöcker, un pasteur prédicateur à la cour impériale, qui a fondé le Parti ouvrier chrétien-social. Son programme dénonce la domination des juifs sur la presse et la finance. Il fait des Juifs les responsables des malheurs de l'Allemagne. Les ligues antisémites se multiplient ainsi que les brochures les propageant. En 1893, seize députés appartenant à l'Antisemitische Volkspartei fondé par Otto Böckel sont élus au Reichstag. Leur programme réclame l'exclusion des Juifs de la fonction publique et de l'enseignement. Les pangermanistes allemands tiennent des discours similaires. En réaction à cet antisémitisme virulent, la Centralverein deutscher Staatsbürger jüdischen Glaubens (l'Association des citoyens allemands de confession juive) est fondée en 1893 pour défendre les intérêts des Juifs allemands. Seul le Parti socialiste SPD a des députés Juifs dans ses rangs, ce qui lui vaut l'hostilité des antisémites. La reprise économique à la fin des années 1890 marque un reflux de l'antisémitisme.
L'armée est une des institutions où l'antisémitisme grandit. Il est très difficile pour un Juif d'y faire une carrière brillante. En 1907, sur les 33 607 officiers que compte l'armée allemande, il n'y a que 16 Juifs qui servent tous dans l'armée bavaroise. Les Einjährig-Freiwillige sont des écoles militaires accueillant des jeunes Allemands ayant reçu une formation supérieure. Après une année de service militaire, les anciens élèves deviennent officiers de réserve. Or aucun des 30 000 Juifs qui ont intégré cette école à partir de 1880 n'est devenu officier de réserve. L'armée prussienne est la plus discriminante.

### Les Juifs dans la Première Guerre mondiale

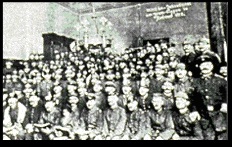
Soldats juifs allemands célébrant la fête de kippour, synagogue de Bruxelles, 7 octobre 1915

En 1914, l'Union centrale et l'Association des Juifs allemands appellent leurs membres « à consacrer toutes leurs forces à leur patrie au-delà de ce qu'impose le devoir ». Même l'Union sioniste pour l'Allemagne tient un discours patriotique. 10 000 Juifs sont volontaires dès 1914. Ludwig Frank, député au Reichstag, est un des premiers engagés. Il meurt dans les premiers combats, lors de la bataille de Lunéville. Un poète juif allemand, Ernst Lissauer, compose même un Chant de haine contre l'Angleterre pour lequel il obtient une décoration de Guillaume II.

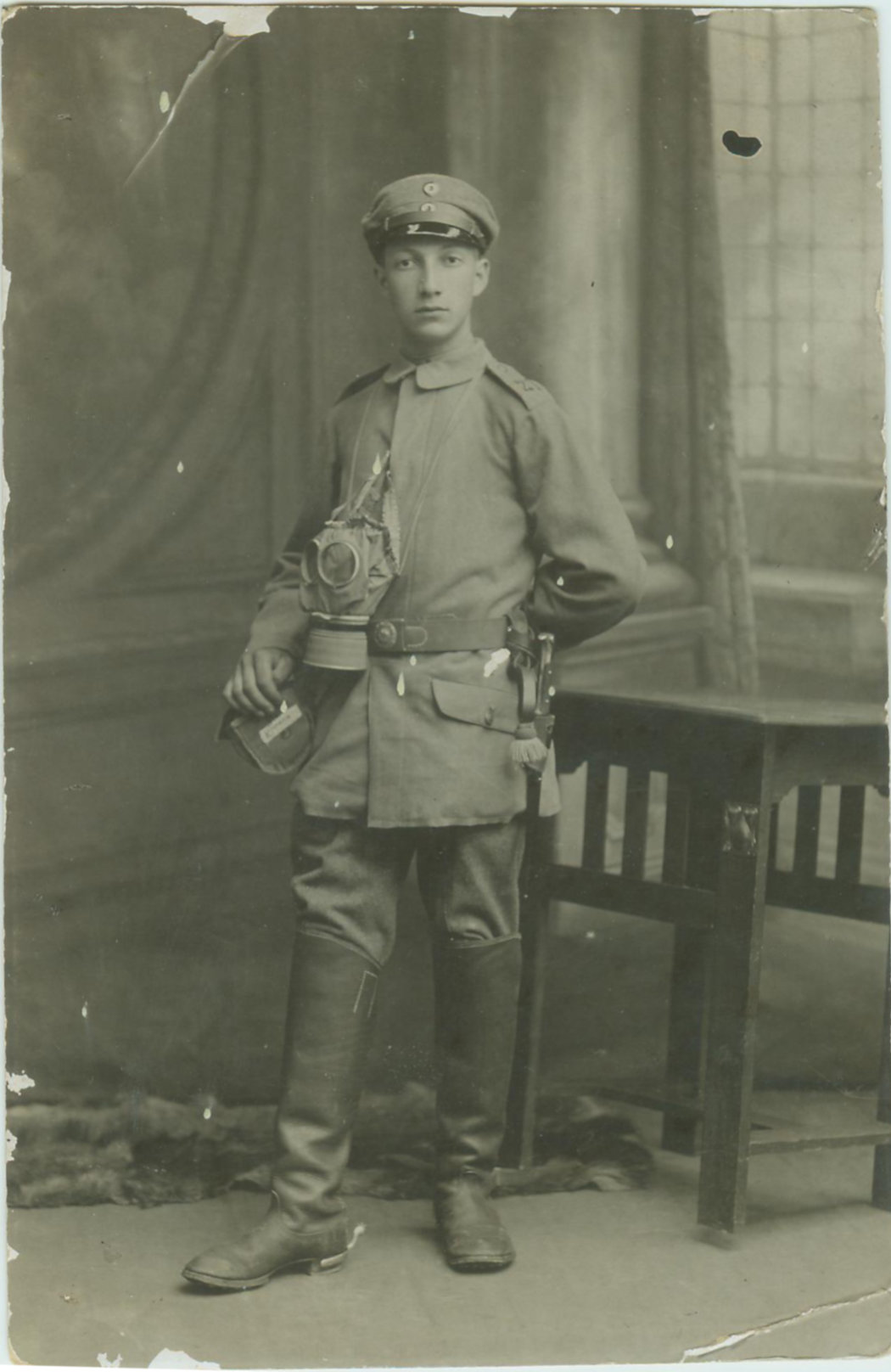
Willi Ermann de Sarrebruck, jeune soldat juif de la Première guerre mondiale, 1915

En tout, plus de cent mille Juifs combattent pour l'Allemagne pendant la Première Guerre mondiale dont 77 000 sur les différents fronts. 12 000 périssent au champ d'honneur. 19 000 sont promus officiers, mais aucun ne devient général, contrairement à ce qui se passe en Autriche-Hongrie. 30 000 reçoivent des décorations. Après la guerre, les anciens combattants juifs se regroupent dans le Reichsbund Jüdischer Frontsoldaten présidé par Leo Lowenstein.
À partir de 1915, l'antisémitisme grandit de nouveau parmi les officiers. Les soldats juifs sont régulièrement humiliés et traités de lâches.

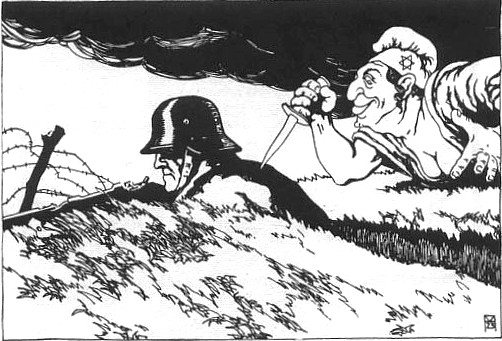
Carte postale illustrant la légende du coup de poignard dans le dos, 1919

Lorsqu'il devient évident que la guerre va durer longtemps, la rumeur se répand qu'il faut en incomber la faute aux marchands d'armes juifs qui n'ont pas encore gagné assez d'argent à leur goût. En réalité, « les profiteurs de guerre sont plutôt à chercher du côté des grands patrons allemands de l'industrie d'armement et de la métallurgie. »

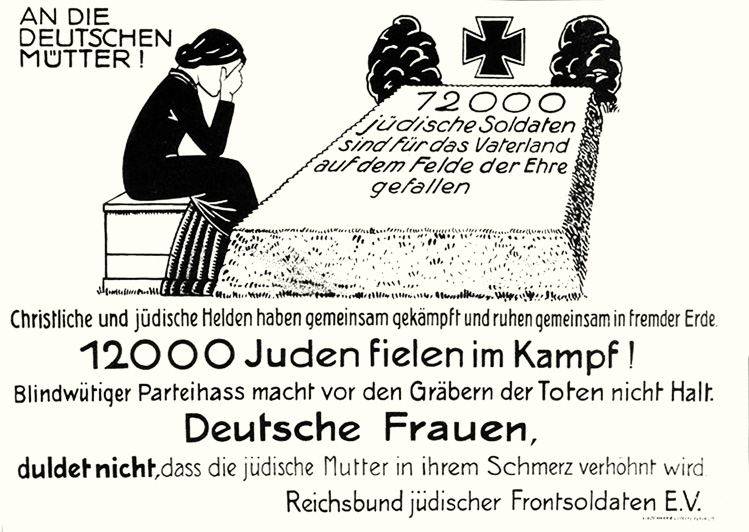
Affiche publiée en 1920 par les anciens combattants juifs allemands en réponse aux accusations de manque de patriotisme des Juifs : « 12000 soldats juifs sont morts sur le champ d'honneur pour la patrie. »

Les Juifs passent aussi pour des « planqués » qui obtiennent des postes à l'arrière dans les services administratifs de l'armée. En 1916, Le ministre de la guerre de l'État de Prusse ordonne le recensement des Juifs (le Judenzählung) au front pour voir si leur pourcentage est le même que celui des non-juifs par rapport à leur nombre total dans la population. Ce recensement sème le trouble parmi les soldats, d'autant plus que le ministère refuse d'en publier les résultats comme le demandaient les organisations juives, et a comme conséquence le développement de l'antisémitisme parmi eux. Lorsque les résultats démontrent que les Juifs sont souvent volontaires pour se porter en première ligne, ils sont tout simplement consignés.
Les Juifs subissent de plus en plus la diffamation et la ségrégation de la part de leurs frères d'armes. Quand la guerre tourne à la catastrophe nationale, l'extrême droite allemande met en accusation la prédominance des Juifs dans l'économie et la politique comme explication de la défaite. C'est le mythe du « coup de poignard dans le dos » (de : Dolchstoßlegende, en : Stab-in-the-Back), d'une alliance contre l'Allemagne des Juifs bolcheviques et des Juifs capitalistes.

## La République de Weimar et les Juifs

### L'intégration

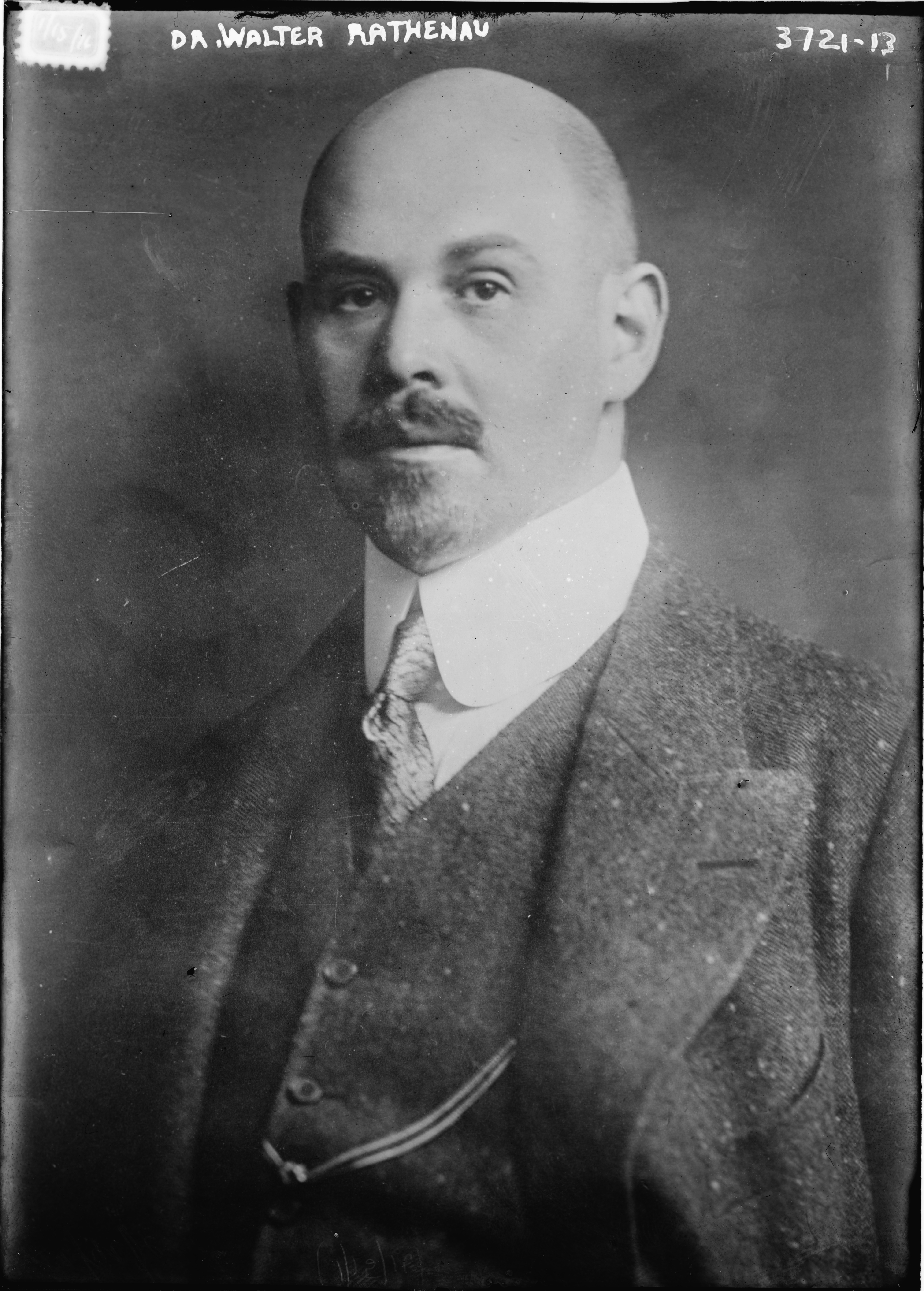
Walter Rathenau est l'exemple même du Juif allemand intégré. Industriel et ministre de la République de Weimar, il est assassiné en 1922.

Sous la République de Weimar, tous les citoyens sont désormais égaux, plus aucun emploi n'est interdit aux Juifs, et le judaïsme est reconnu au même titre que le protestantisme ou le catholicisme. C'est même un Juif prussien, Hugo Preuss, qui rédige la Constitution de la jeune République. Ceci explique pourquoi ses adversaires l'appellent Judenrepublik. Les Juifs jouent un rôle important dans la vie politique, principalement à gauche, au SPD comme au KPD où ils occupent une place déterminante. Cependant, les élites conservatrices continuent à contrôler l'armée, l'administration et la justice. La culture d'avant-garde est largement animée par des intellectuels juifs. Éric Weil et Paul Hindemith s'illustrent dans la musique. Les mises en scène de Max Reinhardt, les romans historiques de Lion Feuchtwanger, les symphonies de Gustav Mahler connaissent un grand succès dans toute la bourgeoisie et la classe moyenne allemande. Le Frankfurter, la Vossische Zeitung et le Berliner Tageblatt sont de grands journaux dont les directeurs sont juifs. Les scientifiques juifs continuent de briller : Otto Fritz Meyerhof reçoit le prix Nobel de médecine en 1922.
La population juive se regroupe dans les grandes villes. Berlin accueille en 1925 le tiers de la population juive allemande, soit 175 000 Juifs. Munich en regroupe près de 100 000, soit près de 5 % de la population de la ville. Il convient aussi de citer Francfort, Leipzig, Hambourg. Les Juifs allemands continuent leur progression sociale. À Berlin, par exemple, le 1er janvier 1933, plus de la moitié des 3 400 avocats de la ville sont d'origine juive. Certains comme Erich Frei, sont renommés dans tout le pays.
Plus de 100 000 Juifs prussiens de Pomérélie ou de Posnanie annexées par la Pologne, émigrent vers l'Allemagne. Leurs conditions sociales sont beaucoup plus misérables que celle de leurs coreligionnaires de la République de Weimar. Ils sont l'objet du traditionnel mépris pour le Juif, Ostjude « sale, malpropre, dépenaillé ». Ils sont rejetés par la population allemande, y compris par des Juifs assimilés. Ils font de Berlin un centre important de la culture yiddish. Dans le territoire de l'Allemagne du traité de Versailles, les Juifs sont 564 000 en 1925 mais ils ne sont plus que 500 000 en 1933. L'assimilation totale d'une partie des Juifs allemands explique ces chiffres. En 1925, près de 30 % des Juifs allemands ont un conjoint non juif. En 1927, pour 100 mariages, 39 le sont avec des non juifs.

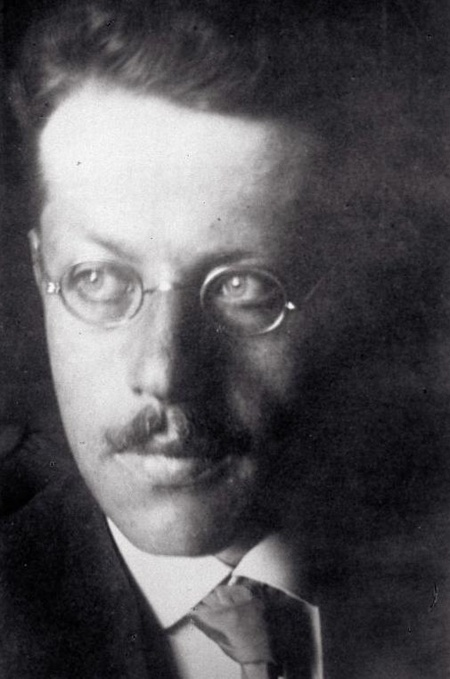
Le philosophe Franz Rosenzweig

Franz Rosenzweig écrit en 1923, peu après la publication de son ouvrage théologique L’Étoile de la Rédemption : « Je pense que mon retour au judaïsme (Verjudung) a fait de moi un meilleur et non un pire Allemand… Et je crois qu’un jour L’Étoile sera reconnue et appréciée à juste titre comme un cadeau que l’esprit allemand doit à son enclave juive ». Il y explique son cheminement intérieur de l'agnosticisme à la tentation chrétienne pour finalement revenir à ses racines juives. Dans les bibliothèques des Juifs allemands, on trouve à cette époque Schiller, Kant, Goethe avec les ouvrages des rabbins orthodoxes du maître de Franz Rosenzweig, Anton Néhémia Nobel.
Sous la République de Weimar, l'organisation communautaire reste très décentralisée. Chaque communauté peut prélever une taxe sur tous les habitants nés dans le Judaïsme sauf s'ils ont publiquement renoncé à leur judaïsme. Il existe aussi dans certains Länder des organisations régionales comme en Bavière. L'organisation prussienne regroupe plus de 70 % des Juifs allemands. En 1932, son président Leo Baeck négocie un "concordat" avec la Prusse.
Face à la montée de l'antisémitisme, les Juifs allemands s'abstiennent de toute attaque verbale. Ils préfèrent montrer l'apport bénéfique des Juifs à l'Allemagne. Certains refusent de manifester, en tant que Juifs, aux côtés de sociaux-démocrates et des communistes. Cependant, la virulence de l'antisémitisme pousse une partie d'entre eux à se poser la question de leur spécificité juive. Ainsi l'écrivain Arnold Zweig, d'abord nationaliste et belliciste, s'engage ensuite pour le renouveau juif et devient sioniste. Des grands penseurs juifs émergent : Franz Rosenzweig, Martin Buber, Walter Benjamin et Gershom Sholem. Du milieu du XIXe siècle à 1933, les publications d'intellectuels juifs en langue allemande sont impressionnantes par leur importance.

### Un antisémitisme de plus en plus virulent
Pendant toute la République de Weimar, l'antisémitisme est vigoureux. La jeune république ne parvient pas à lutter contre la montée du nationalisme agressif attisé par le rejet du Diktat de Versailles. À ses débuts, elle compte plus de 100 associations nationalistes et antisémites. La plus importante des alliances antisémites est la Deutschvölkischer Schutz- und Trutzbund (DSTB), la Ligue allemande d'attaque et de défense, créée en 1919. Des orateurs parfois très renommés appellent à chasser les Juifs de l'Allemagne. Ils sont décrits comme des êtres nuisibles, de la vermine, des parasites. Le DSTB va même jusqu'à appeler au meurtre des Juifs. L'assassinat en 1922 du ministre des Affaires étrangères Walter Rathenau, qui a joué un rôle décisif pour le retour de l'Allemagne dans le jeu diplomatique international, est une manifestation de cet antisémitisme. Mais un million de personnes viennent rendre hommage à Rathenau lors de son enterrement. Ses assassins sont graciés en 1930 et amnistiés totalement par les nazis en 1933. À leur mort, les nazis leur construisent un tombeau triomphal, orné des casques d'acier de la Première Guerre mondiale.

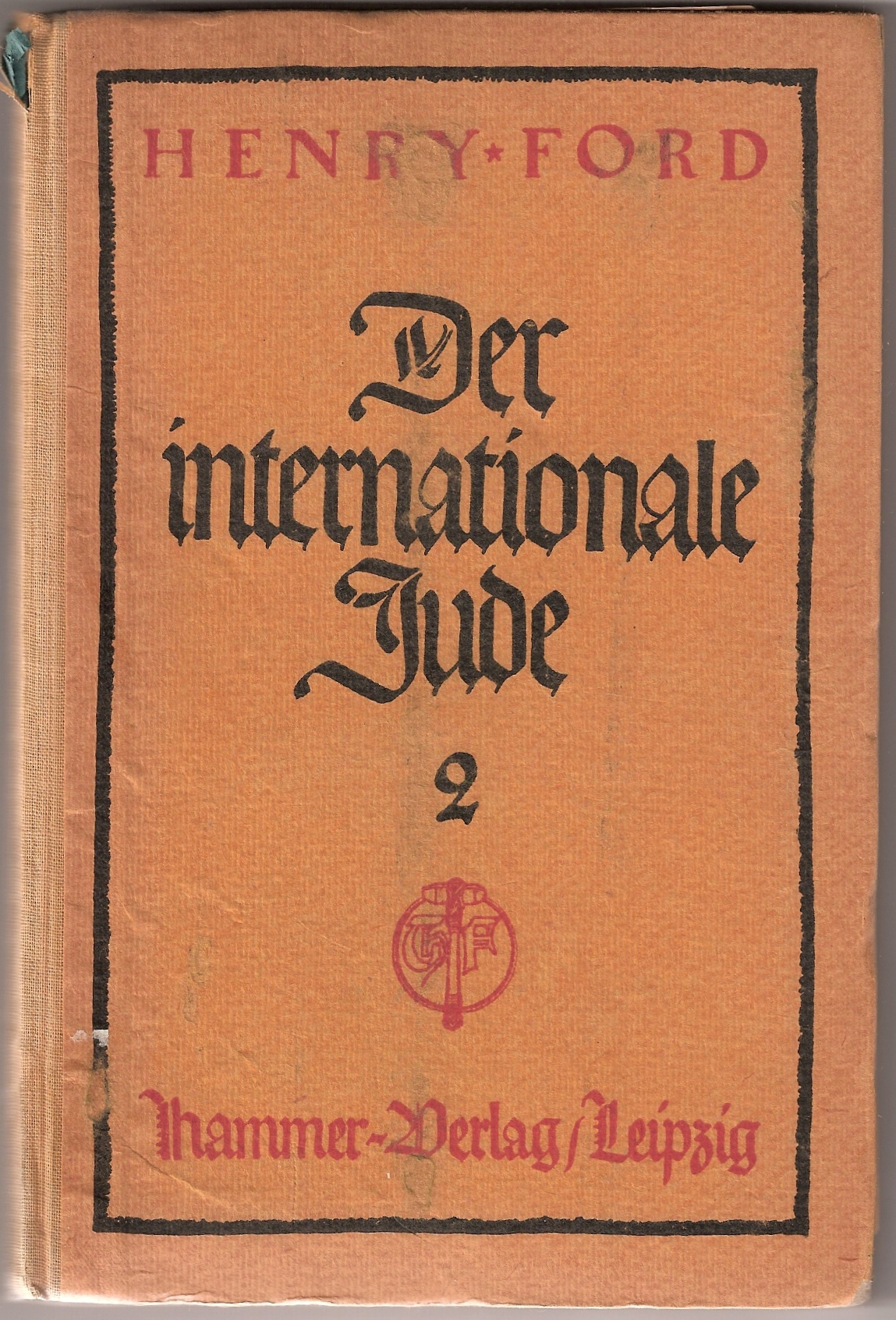
Couverture du livre antisémite de Henry Ford, (en) The International Jew vol. II, édition allemande, 1922-24

Rathenau n'est pas la seule personnalité juive victime d'attentats. Maximilian Harden, Max Warburg, Oscar Cohn sont eux aussi la cible d'actes de terrorisme. Mais l'assassinat de Rathenau marque la fin du DSTB. Il est interdit dans la plupart des Länder allemands.
La ruine des classes moyennes et des petits paysans par l'hyperinflation de 1922 attise les mécontentements. Il est alors facile aux nationalistes de pointer du doigt la « République enjuivée ». L'été 1922 voit se multiplier les profanations de cimetières juifs et les inscriptions sur les synagogues.
Dès 1920, les Burschenschaften, les corporations étudiantes, décident de ne plus admettre de membres juifs ou d'ascendance juive et sanctionnent les membres qui épousent une juive. Le cartel des associations des étudiants catholiques prend la même décision.
Les Juifs sont bannis de toutes les organisations völkisch sans exception. En 1929, le Parti national du peuple allemand refuse désormais toute adhésion juive. Les Juifs sont également exclus de l'association des anciens combattants du Casque d'acier, Stahlhelm.
Les pasteurs protestants et l'Église protestante en Allemagne et les chefs du Landessippenamt (bureaux des moers des États fédéraux) ont joué un rôle décisif dans l'Aryanisation et la persécution des juifs, à travers l'identification des « juifs ». Ils étaient responsables des preuves d'Aryanisation, des recherches sur les fermes familiales et rurales , entre autres, les mouvements migratoires ainsi que les recherches biographiques et culturelles locales. Dans ces fonctions, ils ont été impliqués de manière significative en tant que 'criminel de bureau' et responsables de la propagande idéologique du régime Nazi en général et de la mise en œuvre de la politique raciale Nazi en particulier.
Les publications antisémites sont légion. Les Protocoles des Sages de Sion sont publiés en 1920 en Allemagne et connaissent un succès immédiat. 120 000 exemplaires en sont écoulés en moins d'un an. Le livre a certainement beaucoup contribué à la propagation de la folie nazie sous le régime démocratique et libéral de la République de Weimar. De retour en Allemagne, après sept ans passés en Suisse, Albert Einstein déclare : « Je crois que le judaïsme allemand doit sa survie à l'antisémitisme ».

## L'Allemagne nazie - En 1933, à peine 1% de Juifs
En janvier 1933, il y avait environ 523 000 Juifs en Allemagne, ce qui représentait moins d'1% de la population totale du pays. D'après le recensement du 16 juin 1933, il y a environ 505 000 Juifs sur les 67 millions d'habitants que compte l'Allemagne, soit un peu moins de 0,75% de la population. Ce chiffre montre une baisse par rapport à janvier 1933 car des milliers de Juifs ont fui l'Allemagne.
En janvier 1933, 80 % des Juifs d'Allemagne ont la nationalité allemande. Les autres sont en général d'origine polonaise.

### La mise en œuvre de la politique antisémite d'Hitler dans les années trente

#### Discriminations et persécutions

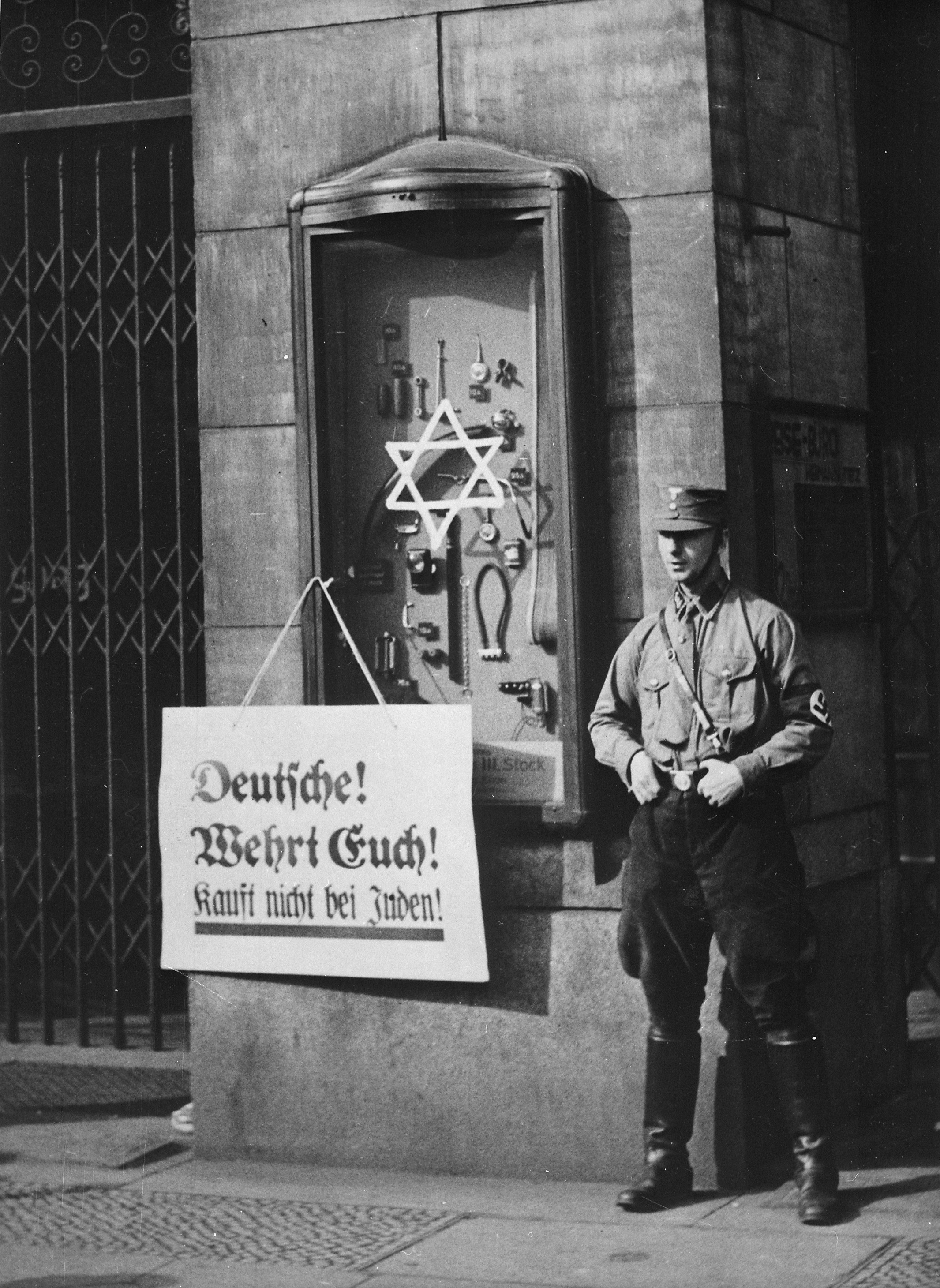
Affiche antisémite en Allemagne nazie, avec un SA en premier plan. « Allemands ! Défendez vous ! N'achetez pas chez les Juifs ! », 1933

L'objectif d'Hitler est la création d'un espace vital d'où les Juifs seraient absents. La politique de persécution menée dans les années trente vise à leur faire quitter l'Allemagne. On estime qu'environ 37 000 Juifs quittent l'Allemagne entre février et juin 1933.
Dès l'arrivée au pouvoir d'Hitler, des agressions contre les Juifs sont orchestrées par les nazis, principalement les SA. Dès le 10 janvier, Göring dans un discours laisse entendre que ceux qui s'en prendraient aux Juifs bénéficieraient d'une relative impunité. Dès lors, la SA commence à molester certains Juifs et à confisquer leurs biens. Le 1er mars à Mannheim, les SA font fermer les magasins juifs. Le Gauleiter Julius Streicher organise une vaste campagne antisémite sous le prétexte de défense contre les « violences juives ». Le 1er avril 1933, les SA se postent devant les magasins juifs. Ils dressent des pancartes incitant à ne pas acheter chez les Juifs. Les médecins et les avocats juifs subissent les mêmes intimidations. Le soir même, des nazis défilent pour protester contre les « agissements des Juifs ». Comme la population se montre peu réceptive au boycott antijuif, l'opération est vite arrêtée,. Le 7 avril 1933, la « Loi pour la restauration du fonctionnariat » exclut les Juifs et les fonctionnaires « politiquement peu fiables » de la fonction publique. Ne peuvent rester dans la fonction publique du Reich, des Länder et des communes que ceux qui étaient déjà fonctionnaires avant 1914, ceux qui ont combattu pendant la Première Guerre mondiale et les orphelins de guerre. Les autres sont révoqués ou mis à la retraite avec pension, s'ils ont travaillé au moins dix ans dans la fonction publique. Ce même mois, deux autres lois limitent le nombre d’étudiants juifs dans les écoles et les universités allemandes et l'« activité juive » dans les professions médicales et juridiques. Tous les avocats d'ascendance juive doivent demander leur réadmission au barreau. Seuls les avocats admis avant 1914 ou qui s'étaient battus pendant la Première Guerre mondiale continuent de pouvoir exercer le droit. Sur 10 885 avocats juifs, 2 009 reçoivent la permission de continuer leur activité professionnelle principalement en tant qu'anciens combattants. Dans les petites villes, commerçants et petits industriels juifs subissent des pressions pour céder leurs biens souvent au bénéfice des dirigeants nazis locaux. Ainsi en 1936, on estime que 30 % des biens juifs ont été « aryanisés ».

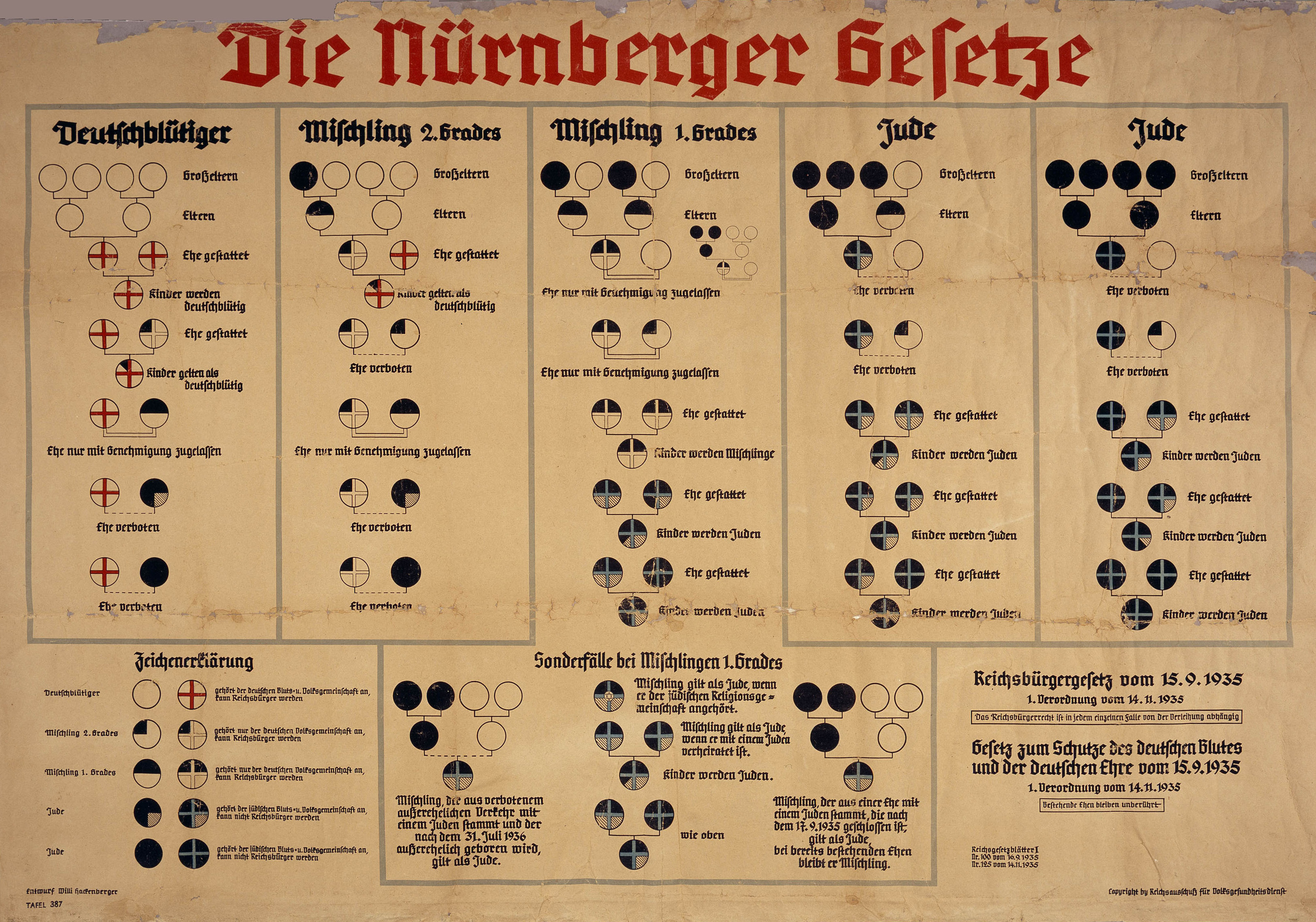
Tableau de 1935 montrant ce qu'est un Juif d'après les lois de Nuremberg.

En 1935, sous l'impulsion de Goebbels et de Julius Streicher, des « manifestations spontanées » sont organisées contre les Juifs. Elles aboutissent à la publication des lois de Nuremberg qui privent les Juifs de leurs droits civiques et leur interdisent de se marier ou d’avoir des rapports sexuels avec des personnes de « sang allemand ou assimilé ». L'application de ces dispositions requiert une définition du Juif : est considéré comme tel celui qui a au moins trois grands-parents juifs, ainsi que celui qui a seulement deux grands-parents juifs mais appartient à la communauté religieuse juive ou est marié à un Juif. Cette preuve religieuse était aussi un aveu de l'impossibilité pour les nazis de parvenir à une définition raciale des Juifs. Cependant, de nombreux Allemands qui ne pratiquaient plus le judaïsme depuis des années ou qui n'avaient jamais fréquenté de synagogue, se retrouvent exclus de la société, de même les personnes de grands-parents juifs, converties au christianisme, qui sont définies comme juives. La même année, Hitler interdit que des noms juifs figurent sur les monuments aux morts de la Première Guerre mondiale.

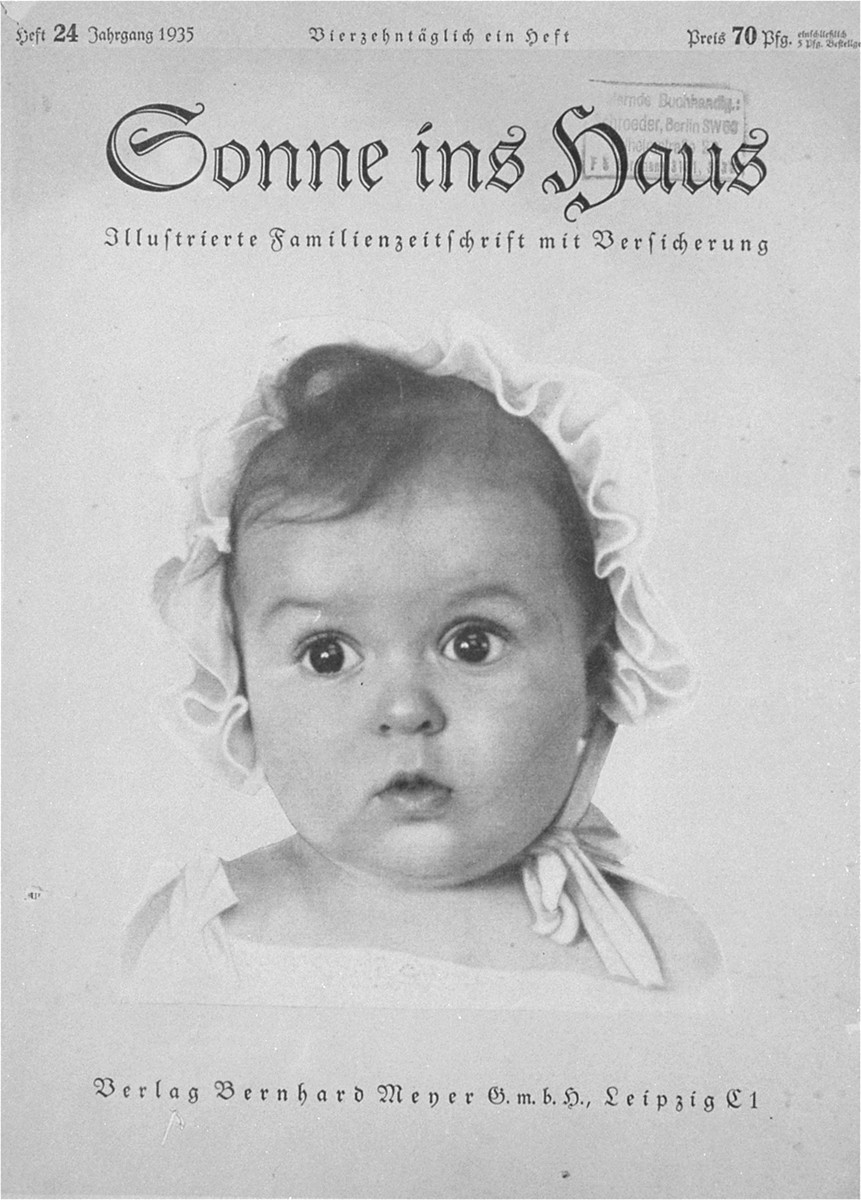
Photographie de couverture d'un magazine nazi montrant Hessy Levinsons, gagnante du concours du « plus beau bébé aryen », alors que ses promoteurs ignoraient la religion juive du nourrisson (janvier 1935),.

Le harcèlement est atténué au moment des Jeux olympiques de Berlin en 1936 mais reprend de plus belle à partir de 1938 : pillages, arrestations de « juifs délinquants » se multiplient pendant l'été 1938. Le gouvernement oblige les Juifs à enregistrer leurs biens immobiliers et procède à l’« aryanisation » des activités économiques, c'est-à-dire au licenciement du personnel juif et au transfert des activités possédées par des Juifs à des non-juifs. Les prix étant fixés par les nazis, les industriels juifs sont obligés de céder leurs biens à des prix inférieurs à leur valeur réelle, ce qui permet à une minorité d'entreprises « aryennes » de s'enrichir. Les médecins juifs n'ont plus le droit de soigner des non-juifs.

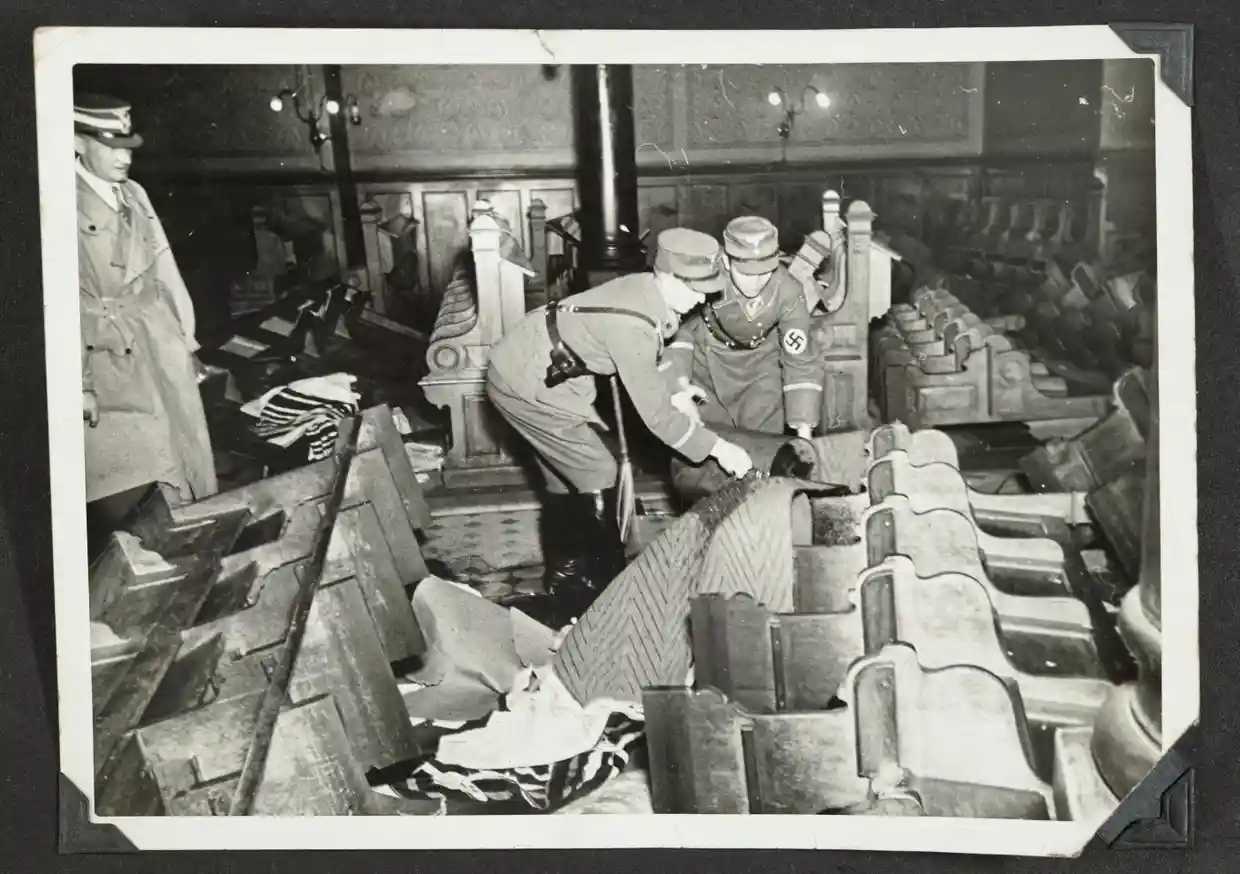
Essence versée par les nazis sur les bancs d'une synagogue lors de la Nuit de Cristal.

Le 7 novembre 1938, Ernst vom Rath, conseiller de l'ambassade d'Allemagne à Paris, est assassiné par un jeune Juif polonais, Herschel Grynszpan, qui voulait protester contre le sort fait aux Juifs allemands. Le soir du 9 novembre, Goebbels jette les militants nazis dans les rues pour venger la mort de vom Rath. Les SA, les SS et les Jeunesses hitlériennes pillent les synagogues et les locaux des organisations juives allemandes, les magasins et les biens des Juifs. Près d'une centaine de personnes sont tuées pendant cette Nuit de Cristal. Une centaine de synagogues sont brûlées et 7 500 magasins sont pillés. 35 000 Juifs sont aussi arrêtés, déportés dans des camps de concentration, Dachau, Buchenwald et Sachsenhausen, et pour la plupart libérés après versement d'une rançon. Après la nuit de cristal, 120 000 Juifs quittent le Reich.

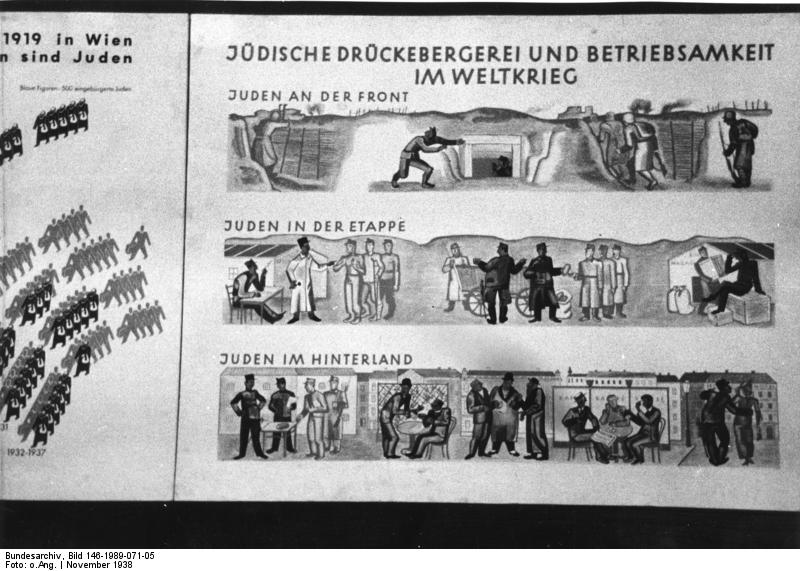
Affiche à l'exposition « Le Juif éternel », novembre 1938

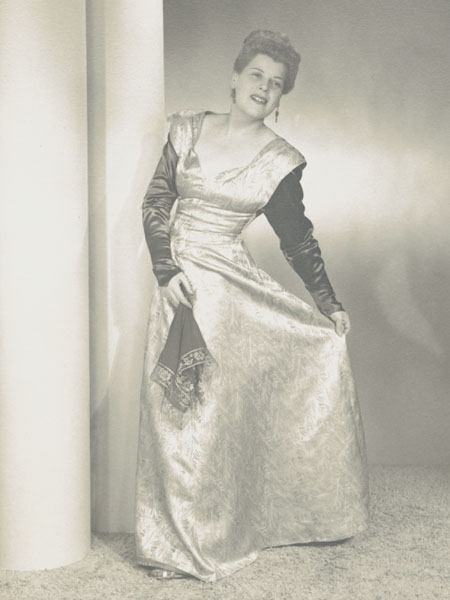
Judith Sander, née en 1904 Gisela Judith Ring à Berlin, cantatrice, poussée par les Nazis à fuir en Angleterre puis à Stamford aux Etats-Unis, a pu relancer sa carrière brutalement interrompue, mais se suicide avec son mari Frank Sander en 1968.

Toutes les mesures prises à partir de 1938 visent à couper tout lien social et physique des Juifs avec la population allemande composée pourtant, « de nombreux Allemands vivant depuis plus d'un demi-siècle en bonne intelligence avec une population juive bien intégrée ». L’accès aux écoles publiques et aux universités, aux cinémas, aux théâtres et aux centres sportifs devient interdit aux Juifs. Dans de nombreuses villes, des zones signalées comme zones « aryennes » ne leur sont plus accessibles.
Le 30 novembre 1938, les avocats juifs qui en avaient encore le droit ne peuvent plus exercer. Ils peuvent continuer leurs activités en tant que conseil juridique mais seulement pour des clients juifs. Les familles juives, de plus en plus précarisées perdent tout droit aux secours de l'assistance publique. Enfin, à la fin de l'année 1938, une directive prévoit d'affecter en priorité les Juifs désœuvrés à des travaux de chantiers ou de défrichement. La nouvelle loi sur le mariage comporte un seul article sur les couples mixtes : le conjoint non-juif peut demander le divorce en s'appuyant sur les lois de Nuremberg. Les divorces sont peu nombreux. Il reste dans la zone du Reich protectorat 30 000 couples mixtes à la fin de l'année 1939.
Le 28 décembre 1938, Göring décide dans une directive de rassembler les Juifs dans des immeubles réservés. Seuls les couples mixtes qui n'élèvent pas leurs enfants dans le judaïsme échappent au regroupement. Le rassemblement des Juifs commencent à partir d'avril 1939. Les Juifs se retrouvent entassés dans des appartements surpeuplés. Les Juifs perdent le droit de posséder un permis de conduire. En janvier 1939, les Juifs ayant un prénom d’origine « non-juive » doivent ajouter « Israël » et « Sara » à leur prénom. Une carte d'identité obligatoire précise leur origine juive et, à partir d’octobre 1939, la lettre J est apposée sur leurs passeports.

#### Réaction des Juifs allemands face aux persécutions nazies

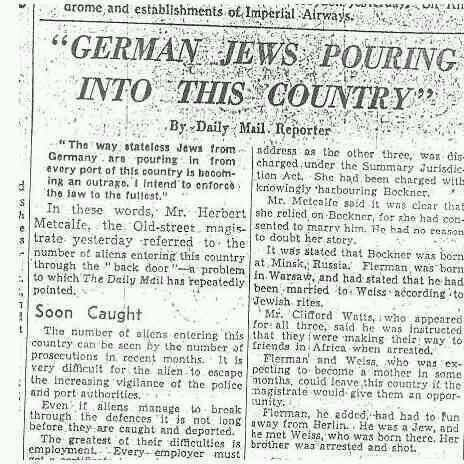
Article dénonçant l'arrivée illégale « scandaleuse » de réfugiés juifs allemands et apatrides en Grande-Bretagne « Daily Mail », 1938

À l'arrivée d'Hitler au pouvoir, la Central-Verein deutscher Staatsbürger jüdischen glaubens, l'association centrale des citoyens allemands de confession juive, association assimilationniste, déclare que nul ne peut priver les Juifs allemands de leur patrie allemande. Au printemps 1933, une première association centrale des Juifs apparaît. Dirigée par Leo Baeck, elle cherche dans un premier temps à discuter avec les Nazis, proteste contre le boycott des magasins juifs et affirme la fidélité des Juifs envers la patrie allemande. Certes, les Juifs s'attendent à vivre des temps difficiles mais ils pensent pouvoir s'adapter à leurs nouvelles conditions comme ils l'avaient fait dans le passé. Devant la détérioration de la condition des Juifs, l'organisme central des Juifs, le Reichsvereinigung, s'occupe de plus en plus de la formation professionnelle et de l'aide aux démunis. Dès 1938, tous les Juifs d'Allemagne doivent y adhérer. Mais la police de sécurité fait peser sur l'organisation une autorité dictatoriale. Cela permet aux nazis de déléguer à l'appareil administratif juif certains aspects de la déportation à venir. De leur côté, les autorités juives pensent qu'en montrant leur bonne volonté, elles atténueront les souffrances de la communauté.

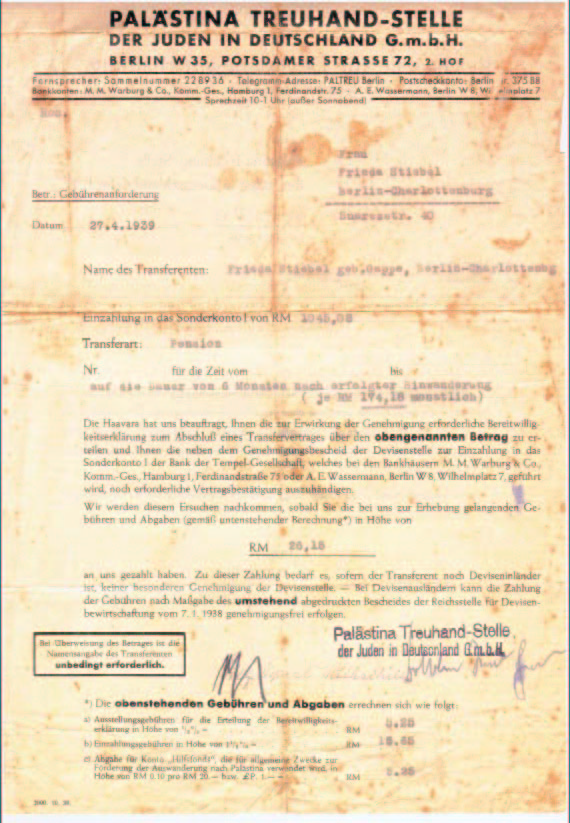
Accord de transfert pour les Juifs émigrant d'Allemagne nazie en vertu de l'Accord Haavara, pour récupérer certains actifs quand ils arrivent en Palestine, 1939

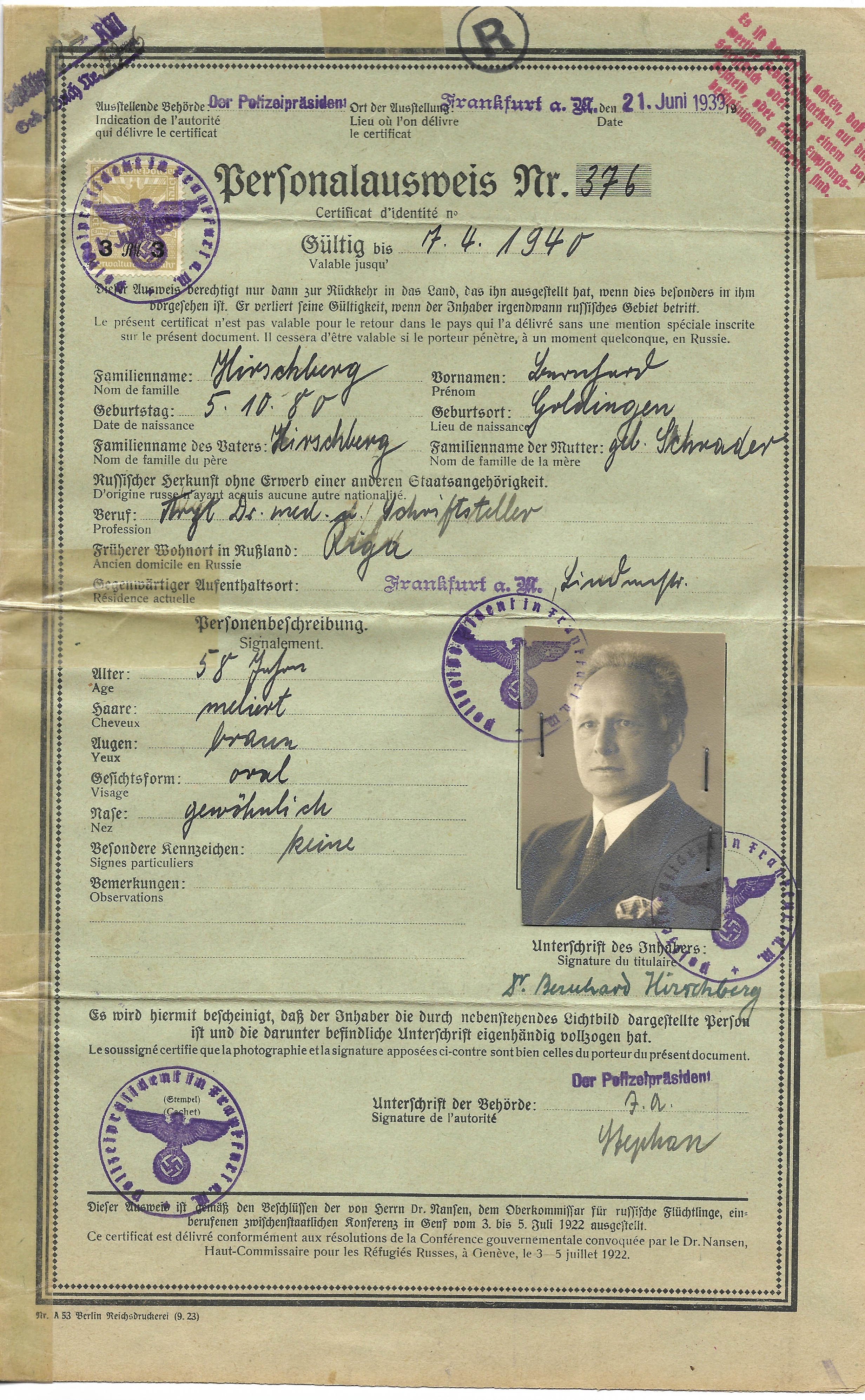
Passeport Nansen allemand pour un homme juif fuyant vers le Royaume-Uni (délivré en 1939)

Dans les années 1930, l'objectif est l'émigration totale des Juifs d'Allemagne. À cet effet, les nazis se préoccupent d'organiser leur départ mais les pays d'Europe et les États-Unis limitent sévèrement l'immigration. Jusqu'en 1937, les nazis incitent au départ des Juifs allemands vers la Palestine (Accord Haavara). Entre 1933 et 1939, plus de la moitié des 500 000 juifs d'Allemagne (ou classifiés comme tels par le décret Lösener) quittent le Reich dont les physiciens Albert Einstein et Max Born, le biologiste Otto Fritz Meyerhofle, les compositeurs Arnold Schönberg, Kurt Weill et Paul Hindemith, le chef d'orchestre Otto Klemperer, les philosophes Theodor Adorno, Hannah Arendt, Ernst Bloch et Walter Benjamin, les écrivains Alfred Döblin et Lion Feuchtwanger, les architectes Erich Mendelsohn et Marcel Breuer, le sociologue Norbert Elias. Paris puis New York deviennent alors les centres de la culture judéo-allemande. 50 000 d'entre eux émigrent en Palestine sous mandat britannique. En janvier 1939, l'office central du Reich pour l'émigration juive est fondé. Il est dirigé par Reinhard Heydrich. Ceux qui restent en Allemagne sont souvent assez âgés. En 1939, 73,9 % des Juifs vivant sur le territoire allemand (avant les annexions) ont plus de 40 ans. Ils n'étaient que 47,7 % en 1933.
Face à l'exclusion de la vie publique, des organisations juives se mettent en place pour contrebalancer l'exclusion sociale et aider les Juifs qui se retrouvent dans le dénuement. Les associations de musique, de théâtre, d'art et de sport juives développent leurs activités. Un système d'éducation juif est mis sur pied pour pallier l'exclusion des Juifs du système éducatif allemand. Le chef d'orchestre et réalisateur Kurt Singer crée en 1933 la Fédération culturelle des juifs allemands (Kulturbund deutscher Juden) pour permettre aux artistes juifs de continuer à exercer leur métier. Mais en 1935, les nazis regroupent les associations culturelles juives dans un seul organisme, la Fédération du Reich des associations culturelles juives (Reichsverband der jüdischen Kulturbünde) sous le contrôle direct de la Gestapo. Les aryens n'ont plus le droit d'assister à des spectacles organisés par des Juifs.

### Les Juifs allemands pendant la Shoah

#### Sort des Juifs en Allemagne

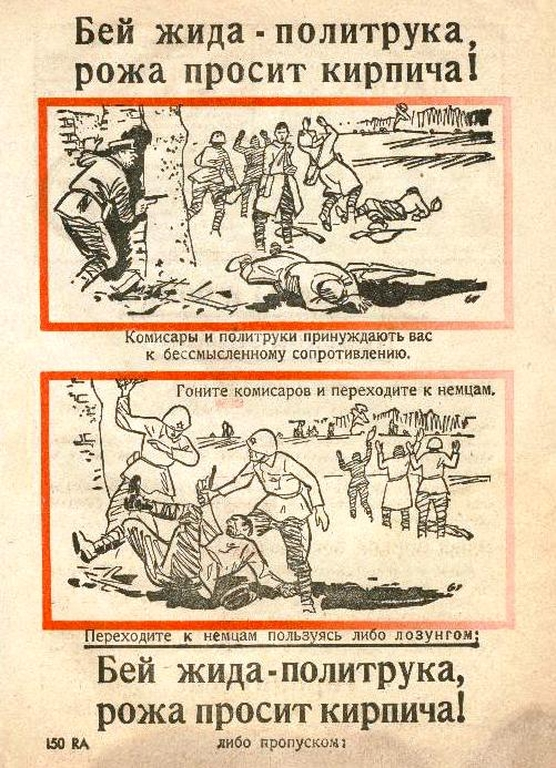
« Tuez un Juif !... », slogan de campagne nazie, 1941

Il reste à peine plus de 200 000 Juifs en Allemagne au début de la Seconde Guerre mondiale. Le gouvernement leur impose un couvre-feu et l'interdiction de certains quartiers urbains. Les Juifs reçoivent des rations alimentaires moins importantes que celles des non-Juifs, et ils ne peuvent pas acheter certains aliments. Ils forment donc une masse de miséreux, isolés du reste de la population. Les créneaux horaires durant lesquels ils ont le droit de faire leurs courses sont eux aussi limités. Ils doivent aussi remettre à la police leurs postes de radio, appareils électriques, vélos et voitures. En 1941, 30 000 Juifs sont affectés dans des usines d'armement. Un grand nombre d'entreprises, par intérêt ou par compassion, cherchent à les garder le plus longtemps possible dans leur emploi. Le soir, ces travailleurs forcés rejoignent des baraquements ou des immeubles réservés. Pendant l'été 1941, les écoles juives sont fermées par les autorités. Le 19 septembre 1941, les nazis interdisent aux Juifs l'utilisation des transports publics. Tous les Juifs de plus de six ans sont soumis au port de l'étoile jaune. Des décrets de zone de résidence stricts cantonnent dans certains quartiers des villes allemandes.

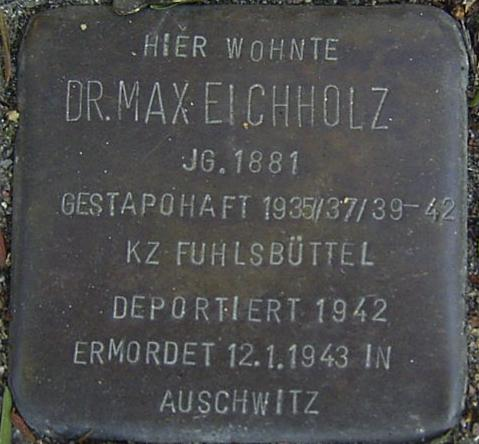
Stolperstein à Hambourg (Max Eichholz).

Durant l'été 1940, les Juifs d'Alsace, de Moselle et du Luxembourg sont expulsés vers l'Ouest. En octobre 1940, les Gauleiters Wagner et Buerckel décident d'expulser les 7 500 Juifs de la république de Bade et du Palatinat vers la France. Ils sont internés par l'administration française dans le camp de Gurs, dans les Pyrénées. Le 18 septembre 1940, Hitler décide de déporter à l'est les Juifs d'Allemagne. De trois à quatre mille Juifs, principalement des bourgeois plutôt âgés, se suicident alors. Près de 10 000 Juifs entrent dans la clandestinité. Les déportations systématiques de Juifs d'Allemagne commencent réellement à la fin du mois de septembre 1941. Ils forment des colonnes allant vers les gares d'embarquement sous les yeux des Allemands. Entre octobre et décembre 1941, près de 50 000 Juifs sont déportés dans les ghettos de Lodz, Varsovie, Minsk, Kaunas et Riga. En 1943, il reste encore officiellement 50 000 Juifs qui travaillent dans les usines allemandes. Ce qu'il reste des biens juifs est alors liquidé au profit de l’État. En février 1943, les autorités veulent déporter les membres des couples mixtes. Les femmes protestent (elles iront jusqu'à aller manifester devant le siège de la Gestapo au 8, Prinz-Albrecht-Straße) et la police est obligée de reculer.
Le sort des couples mixtes, des mischlinge, (« métis ») pose problème aux nazis. Les métis du second degré, c'est-à-dire possédant un grand parent juif, au nombre de 43 000, sont assimilés aux aryens au terme de la conférence de Wannsee. Les métis du premier degré qui ont deux grands-parents Juifs, soit 64 000 personnes, sont eux assimilés à des « Juifs complets ». Les conjoints non-juifs des couples mixtes subissent de fortes pressions pour divorcer, ce qui permettait ensuite de déporter le conjoint juif. La population montre une relative indifférence au sort des Juifs, peu d'insultes malgré une forte propagande antisémite dont le film Le juif Süss est le plus célèbre exemple, mais aussi peu de solidarité. Ceux qui ont caché des Juifs dans Berlin ont eu des comportements divers : exploiteurs sans scrupule, chrétiens compatissants, protecteurs désintéressés. Les autorités catholiques et protestantes ne s'intéressent qu'au sort des Juifs convertis, qu'elles cherchent à soustraire à la déportation. Seule une minorité de protestants prend position en faveur de tous les Juifs.

#### Résistance juive

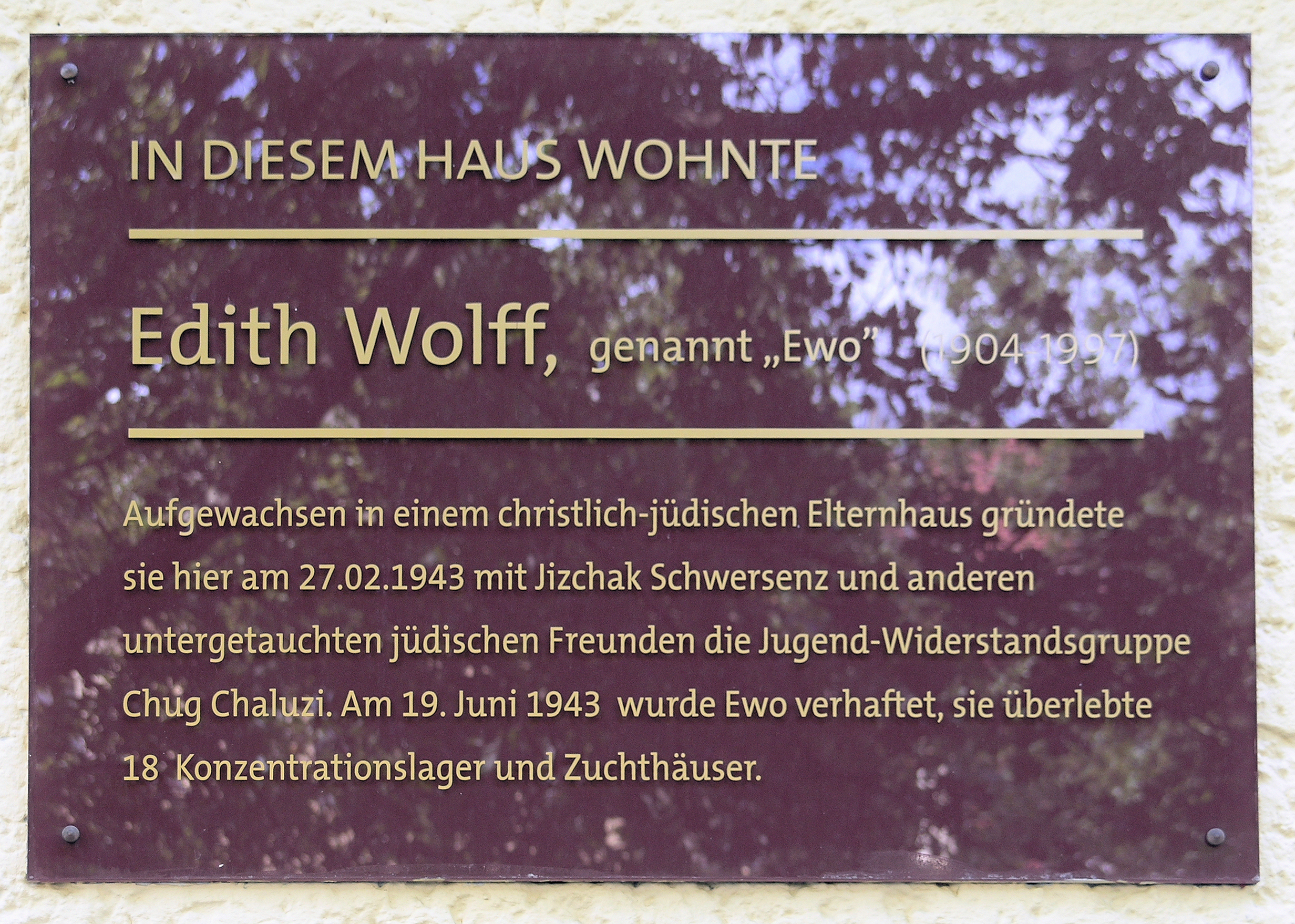
Plaque commémorative pour Edith Wolff, Berlin-Friedenau

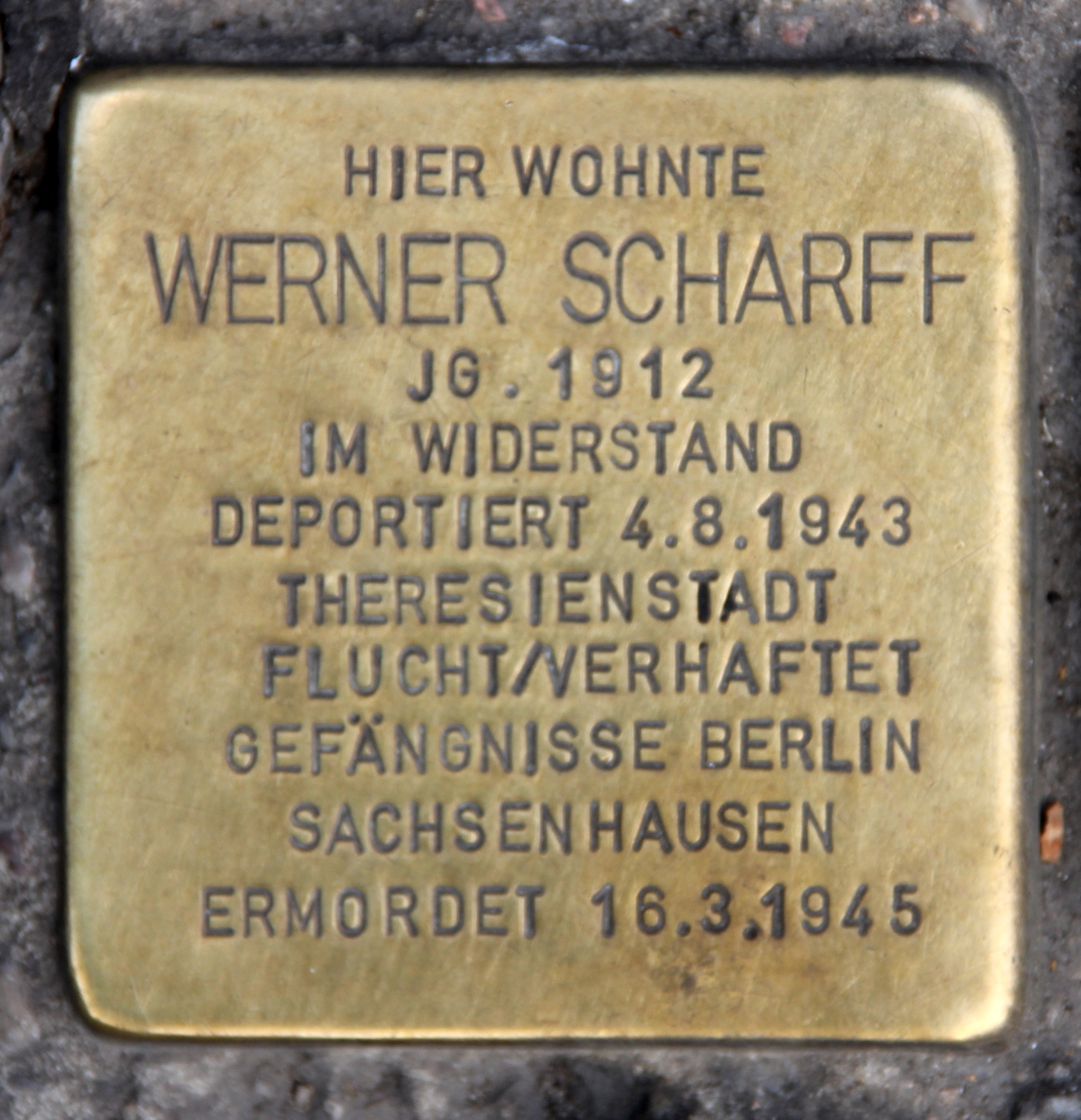
Stolperstein pour Werner Scharff, Berlin-Kreuzberg

Même pendant la guerre, des Juifs allemands tentent de résister. Le groupe sioniste clandestin Chug Chaluzi, le « Cercle des pionniers », se forme au printemps 1943. Il compte environ 40 membres issus des mouvements de jeunesse sionistes. Ses leaders sont Jizchak Schwersenz et Edith Wolff. Le groupe cherche dans un premier temps à apporter son aide aux déportés dans les camps de concentration à l'Est puis tente de fuir à l'étranger. Edith Wolff, qui a reçu une éducation protestante, se déclare juive par protestation contre la politique raciale nazie et devient pacifiste et sioniste. Elle procure des cartes de rationnement aux Juifs cachés dans Berlin et aide certains à fuir. Le groupe trouve aussi des cachettes à quelques personnes menacées lors du début de la déportation massive des Juifs berlinois et fabrique également des faux-papiers. Edith Wolff finit par être arrêtée en 1944 par la Gestapo pour avoir procuré des cartes de rationnement à des Juifs. Elle est condamnée à une lourde peine de prison mais survit à la guerre.
La « Communauté pour la paix et le renouveau », Gemeinschaft für Frieden und Aufbau, est une association d'aide aux persécutés fondée par Werner Scharff. Elle regroupe une vingtaine de personnes juives et chrétiennes. Werner Scharff, déporté en août 1943 au ghetto de Theresienstadt, parvient à fuir un mois plus tard et retourne à Berlin. Il y survit dans la clandestinité. Grâce à son important réseau de relations, il fournit des faux-papiers, de l'argent et des cachettes aux Juifs. Il cherche aussi à informer la population allemande du véritable caractère du régime nazi en imprimant des tracts. Ceux-ci sont déposés dans des boîtes aux lettres à Berlin et expédiés à des centaines de personnes. Certains parviennent clandestinement aux Pays-Bas et en France. En octobre 1944, la Gestapo démantèle le réseau et arrête Werner Scharff. Il est exécuté le 16 mars 1945 dans le camp de Sachsenhausen, quelques semaines avant la libération du camp. Presque tous les autres membres du groupe ont pu survivre.
Certains Juifs participent à la Résistance allemande au nazisme, en particulier dans des groupes socialistes ou communistes. Herbert et Marianne Baum, des militants communistes, fondent en 1938-1939 un groupe de résistance composé d'adolescents juifs proches du communisme. Parmi leurs activités, on peut noter la diffusion de tracts antifascistes, l'incendie d'une exposition anticommuniste organisée à Berlin. En 1942, une vingtaine d'entre eux sont exécutés. Herbert Baum se suicide en prison. Les autres meurent en camp de concentration,.

#### Déportation et Shoah

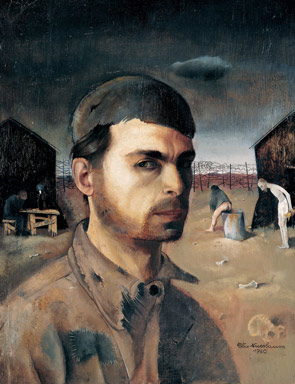
Felix Nussbaum (1904-1944), Autoportrait dans le camp

Il semble que la décision d'exterminer les Juifs n'a pas été prise par Hitler à un moment précis. En mai 1941, Hitler ordonne d'éliminer les Juifs soviétiques lors de l'opération Barbarossa. La décision d'une liquidation totale a sûrement été prise en septembre 1941, car c'est à partir de cette date que les nazis commencent à rafler et déporter les Juifs de l'Europe entière. En octobre 1941, 20 000 juifs venus du Reich arrivent dans le ghetto de Lodz : 5000 de Vienne, 4200 de Berlin, 2000 de Cologne, 1100 de Francfort, 1000 de Hambourg, 1000 de Düsseldorf et 500 du Luxembourg. Les autorités allemandes prévoient aussi d'en envoyer 25 000 près de Riga et 25 000 autre à Minsk et à Kaunas. Mais au lieu de préparer un camp, le chef SS de Riga, Friedrich Jeckeln, rassemble ses forces et extermine presque tous les Juifs de la ville. Le ghetto est ensuite partagé en deux parties, une pour les quelques milliers de Juifs lettons rescapés, l'autre, devenue une « Section allemande » spéciale, créées où les Juifs allemands sont séparés des Juifs locaux. Ils arrivent dans des logements dévastés. Durant l'hiver, ils souffrent du froid, des épidémies ce qui est la cause d'une forte mortalité. À Kaunas, 5000 juifs du Reich sont assassinés entre les 25 et 29 novembre 1941.

Certains Juifs déportés du Reich allemand dans les ghettos des États baltes et de Biélorussie, sont abattus peu après leur arrivée par les Einsatzgruppen (unités mobiles d'extermination).

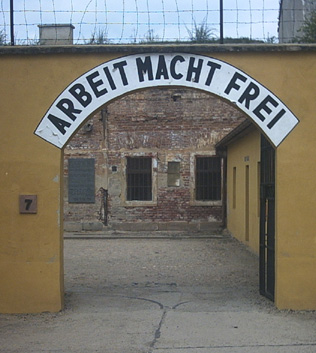
Entrée du camp, dans la forteresse de Theresienstadt.

La conférence de Wannsee, le 20 janvier 1942, n'a été qu'une réunion de « mise au point » technique. Les Juifs allemands, présents dans les ghettos de Lodz et de Varsovie, sont ensuite envoyés avec les Juifs polonais dans les camps d'extermination de Chelmno, de Treblinka et d'Auschwitz. La plupart des Juifs d'Allemagne sont assassinés lors de la destruction de ces ghettos. Dans certaines villes, les Juifs installés depuis des siècles disparaissent entièrement en 1942 comme à Laupheim. En 1942 et 1943, les Juifs qui restent en Allemagne sont déportés directement dans les camps d'extermination, principalement à Auschwitz-Birkenau. À Terezin (Theresienstadt) sont internés les Juifs âgés ou célèbres d'Allemagne, d'Autriche, du protectorat de Bohême-Moravie avant d'être déportés vers l'est dans d'autres ghettos de Pologne et des États baltes ou dans les camps d'extermination de la Pologne occupée.
Au début de l'année 1943, il ne reste officiellement que 15 000 Juifs en Allemagne. Presque tous les Juifs déportés d'Allemagne ont été assassinés. Plusieurs milliers sont restés cachés en Allemagne. En tout, environ 170 000 Juifs allemands ont péri pendant la Shoah.

## Les Juifs depuis 1945
La culture judéo-allemande sur le sol européen a été totalement détruite par le nazisme. Mais elle transforme durablement la culture américaine après l'installation de nombreux Juifs aux États-Unis.

### La reconstruction de la communauté

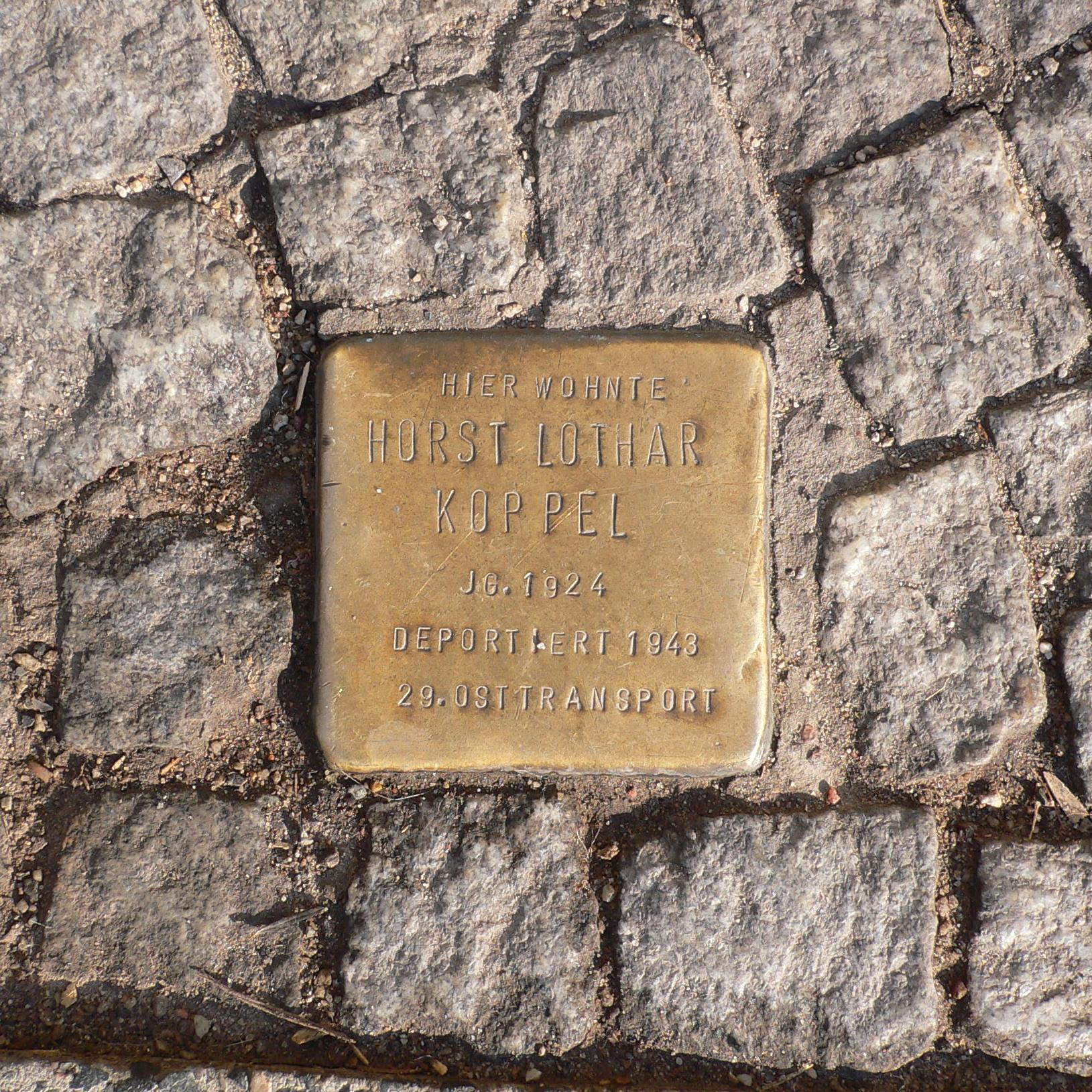
Stolperstein pour Horst Lottar Koppel à Berlin-Kreuzberg.

Après la guerre, de nombreux Juifs, polonais principalement, reviennent sur les lieux de la Shoah chercher les traces d’hypothétiques survivants ou s'y réinstaller. L'antisémitisme important auquel ils se heurtent en Pologne les pousse à reprendre la route vers l’Ouest. Ils ont pour objectif de gagner la Palestine sous contrôle britannique ou les États-Unis. Mais ils n'arrivent pas à obtenir de visas pour ces deux destinations et s'entassent dans la zone d'occupation américaine. Entre 1945 et 1948, 270 000 Juifs s’installent en Allemagne, le plus souvent dans des camps de personnes déplacées. Ils sont pris en charge par les grandes organisations juives américaines. Certains de ces réfugiés finissent par quitter les camps pour habiter en ville. Ils s'installent en Allemagne de l'Ouest, bénéficiant rapidement de l’environnement économique favorable de la reconstruction.
Le 19 juillet 1950, le Conseil central des Juifs en Allemagne, la nouvelle organisation dirigeante de la communauté juive, est créé. Il réunit les représentants des organisations juives des anciennes zones d'occupation ainsi que les représentants des Juifs des camps de « personnes déplacées ». À partir du milieu des années 1950, des Juifs allemands qui avaient émigré en Palestine reviennent dans leur pays d'origine, faute d'avoir pu s'adapter aux conditions de vie en Israël. Ils sont critiqués par les organisations juives américaines pour qui il est immoral pour des Juifs de vivre dans le pays des bourreaux. L'historien Eugen Kogon répond à ces appels à se retirer d'Allemagne en déclarant: « leur attitude parfaitement compréhensible marquerait le triomphe définitif d'Hitler ».

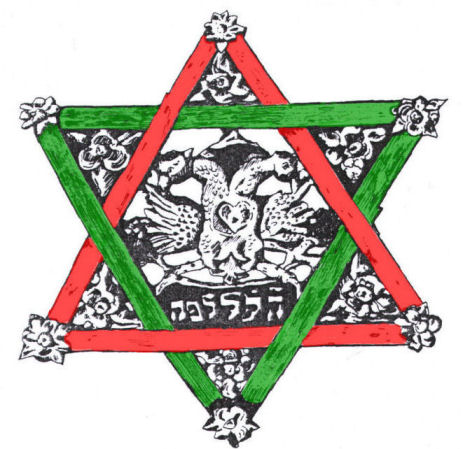
Maguen David composé de deux triangles entrelacés de deux couleurs différentes, qui fait la couverture du catalogue d'exposition MonumentaJudaica, 1963.

Dans les années 1960, la communauté juive compte 20 000 membres déclarés en RFA résidant principalement à Berlin-Ouest, Munich, Francfort, Düsseldorf, Hambourg et Cologne. Le nombre des Juifs non déclarés est impossible à évaluer. Dans les universités allemandes, où des recherches sur la langue et la culture yiddish avaient eu lieu avant 1934, les études reprennent vers 1960. Elles se sont orientées dans l'ensemble vers la linguistique germanique et l'histoire et se sont concentrées sur le yiddish occidental. Le centre principal est l'université de Trèves à partir de 1971. Le chancelier Adenauer reconnaît la responsabilité de l'Allemagne et signe avec Israël toute une série d'accords qui apporte au nouvel État une aide financière et morale importante. Il élabore peu à peu, sous la pression des organisations de déportés occidentaux et des États-Unis, un échafaudage juridique de dédommagements. Mais les anciens nazis ont été rapidement blanchis pour cause de Guerre froide.
Certains Juifs restent dans la zone d'occupation soviétique, d'autres, fervents communistes, rentrent même pour aider à la « construction du socialisme ». Les Juifs survivants sont reconnus comme « victimes du fascisme » et aidés mais la RDA exclut toute responsabilité à l'égard de la Shoah. Elle devient l’un des plus farouches ennemis de l’État d’Israël, dont elle affirme cependant le droit à l’existence. Elle soutient les États ou les mouvements arabes en leur fournissant des cadres civils ou militaires ou facilitant leur formation dans des camps militaires d'instruction en RDA. Elle fournit même aux nationalistes arabes des copies du film antisémite Le Juif Süss, dans le cadre de sa politique anti-sioniste.
Les Juifs sont mis à l'écart entre 1949 et 1953, incitant plus de 500 d'entre eux à émigrer. Des intellectuels juifs sont jugés dans des procès staliniens. En 1956, il n’y a plus officiellement que 1 900 Juifs en RDA. Au milieu des années 1980, les Juifs d’Allemagne de l’Est ont le droit de circuler presque librement à l’Ouest. La grande synagogue de la Oranienburger Strasse, connue pour son dôme doré, est restaurée.
L’antisémitisme était encore très présent dans une Allemagne de l'Ouest au sein de laquelle d'anciens responsables nazis occupaient encore de hautes fonctions. En 1991, 16 % de la population d'Allemagne de l'Ouest et 6 % de celle de l'Est présentaient des préjugés antisémites. En 1994, 40 % des Allemands de l'Ouest et 22 % de ceux de l'Est estimaient que l'on accordait trop d’importance au génocide des juifs.
Après la chute du Mur de Berlin, Lothar de Maizière, le dernier Premier ministre de la République démocratique d’Allemagne, permet aux Juifs soviétiques d'émigrer en RDA. 100 000 Juifs soviétiques s’installent officiellement en Allemagne, peut-être plus. Les conditions proposées aux Juifs d’Europe de l’Est par l’Allemagne sont très généreuses : il suffit d’avoir un parent juif ou d’être marié à un Juif pour avoir le droit d’immigrer. Beaucoup de Russes qui n'auraient pas pu aller en Israël peuvent ainsi quitter leur pays d'origine. Certains ont ainsi redécouvert opportunément leur judaïté. Comme à la fin du XIXe siècle, les frictions entre ancienne et nouvelle communauté sont importantes. Les Juifs soviétiques ne se sont pas intégrés, en dépit de quelques réussites berlinoises. Le taux de chômage est très élevé chez les Juifs de l'Est. Leurs conditions de vie se détériorent à mesure que baissent les aides sociales. Ces Juifs russes mal assimilés, auxquels s'ajoutent les Juifs ukrainiens et d'Asie centrale, exaspèrent aussi une fraction de la population allemande dans les Länder de l'Est, qui peut verser dans l'antisémitisme. Les skinheads néo-nazis pratiquent de manière persistante un antisémitisme de rue sans qu'on puisse le considérer comme significatif.
En juin 2020, le Bundestag adopte une loi permettant, pour la première fois depuis l'arrivée des nazis au pouvoir en 1933, la présence de rabbins aumôniers au sein de l'armée allemande, la Bundeswehr. La loi permet jusqu'à dix aumôniers alors qu'il y a 300 soldats juifs dans l'armée allemande. Une loi équivalente n'a pas été promulguée pour les musulmans pourtant plus nombreux car il n'existe pas d'organisme représentant l'ensemble des musulmans contrairement à la situation des Juifs.

### Le judaïsme allemand aujourd'hui

Une Hanoukkia pour la fête juive de Hannucka, accompagnée d'un sapin de Noël sur la place de la Porte de Brandebourg.

Aujourd'hui, environ 105 000 Juifs vivent en Allemagne en tant que membres de communautés juives. Il y aurait aussi entre 40 000 et 80 000 Juifs qui ne sont pas membres des communautés. Certaines estimations parlent de 225 000 personnes au total. Cependant, la communauté juive qui existe aujourd’hui n’a presque aucun rapport de continuité avec celle d’avant-guerre. En 1999, Hans Mayer écrivait : « Je suis un professeur et un écrivain de langue allemande. Mais je ne suis plus, et je ne pourrai plus jamais être Allemand ».
Les plus importantes communautés juives se trouvent à Berlin avec environ 11 000 membres, puis à Munich (9 000 en 2004) et Francfort-sur-le-Main (7 000 en 2003),. Les communautés juives de l'ex-Allemagne de l'Est de Dresde et Leipzig peuvent de nouveau développer une vie communautaire active. À Leipzig la communauté juive est passée de 40 membres en 1989 à 1 200 membres en 2007. Aujourd’hui la plupart des membres sont des migrants. L'Allemagne est le seul pays d'Europe où le nombre de Juifs augmente, alors qu'il diminue partout ailleurs. Dans les universités l'intérêt pour la culture juive et notamment le Yiddish ne se dément pas. Il existe plusieurs chaires d'histoire et de cultures yiddish. On prépare l'établissement d'une chaire interdisciplinaire d'histoire et de littérature juives à l'université Humboldt de Berlin. La diversité de la culture yiddish, telle qu'elle s'est exprimée dans la littérature, la musique, la peinture et le théâtre, est encore cultivée dans le cadre d'initiatives privées et locales, à Berlin, Düsseldorf et Francfort. Des journées de la culture yiddish ont lieu à Berlin dans le cadre d'un projet de l'Unesco. Les participants viennent de tous les pays où subsistent la langue et la culture yiddish.

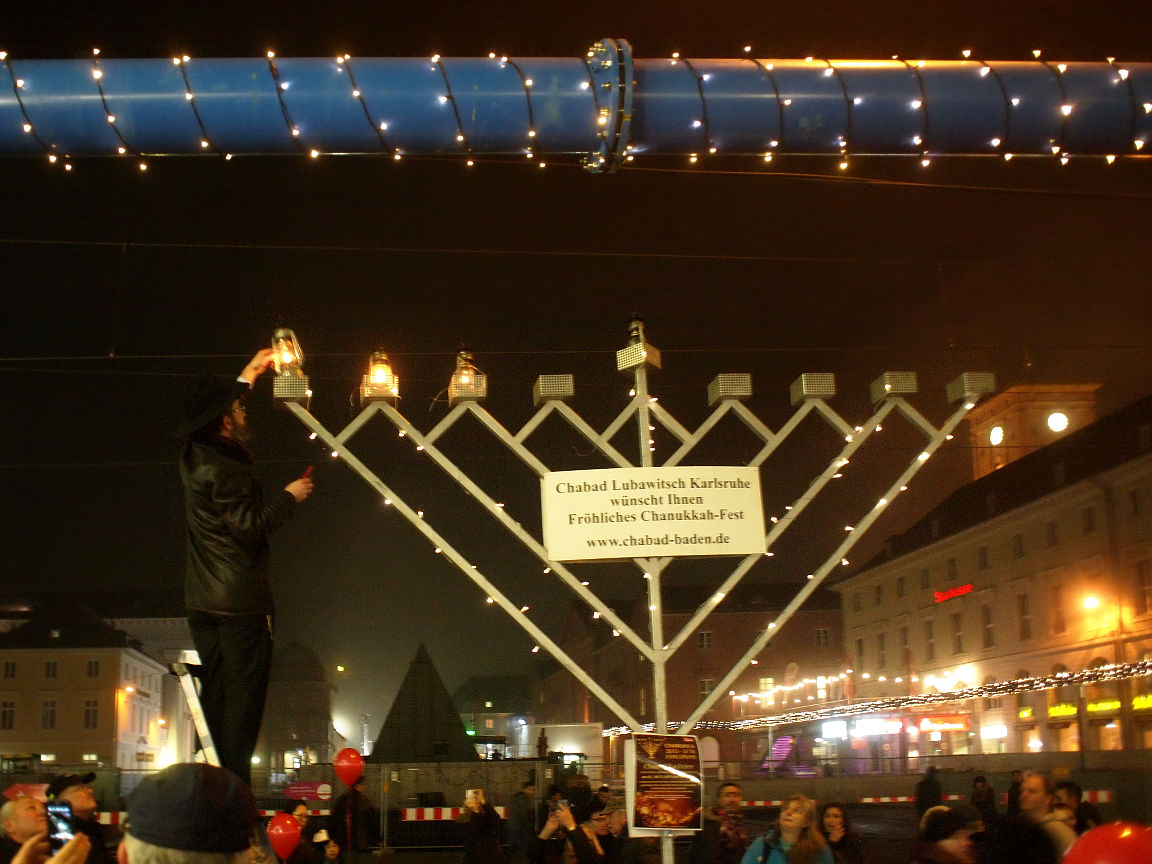
Illumination publique d'une hanoukkia à Karlsruhe.

Le Conseil central des Juifs en Allemagne, dont le siège est installé à Berlin depuis 1999, coordonne la vie des différentes communautés juives installées sur le sol allemand. Il reçoit une aide de l'État de trois millions d'euros par an pour préserver et entretenir l'héritage culturel germano-juif, pour entretenir la mémoire de la Shoah, pour réorganiser une communauté juive, et pour faciliter son travail d'intégration et de politique sociale. Le 10 novembre 2006, la synagogue de Munich qui avait été détruite par les nazis en 1938 a rouvert ses portes. Sa construction a été financée par la ville et le Land. La même année, le premier rabbin formé en Allemagne depuis la fermeture du dernier séminaire en 1942 est ordonné. Symbole du renouveau du judaïsme allemand, la plus grande synagogue d'Allemagne a rouvert ses portes, vendredi 31 août 2007 à Berlin, après plus de trois années de travaux de restauration.
En raison de sa responsabilité historique particulière, l'État finance particulièrement la communauté juive. Il gère aussi les cimetières des communautés juives allemandes disparues. Parmi les missions du Conseil central des Juifs en Allemagne, on trouve donc tout naturellement la promotion de la tolérance et de la lutte contre le racisme et l'antisémitisme.
La commémoration du 70e anniversaire de la Nuit de Cristal, le 9 novembre 2008 dans la synagogue de la Rykestrasse, est l'occasion pour la chancelière allemande Angela Merkel de lancer un appel afin que « l’héritage du passé serve de leçon pour l’avenir ». La chancelière dénonce « l’indifférence à l‘égard du racisme et de l’antisémitisme ». Pour elle, c’est un premier pas qui peut remettre en cause des valeurs incontournables. « Trop peu d’Allemands ont eu à l’époque le courage de protester contre la barbarie nazie (...). Cette leçon à tirer du passé vaut aujourd’hui pour l’Europe, mais aussi pour d’autres régions, notamment pour les pays arabes ».

En mai 2012, la remise en question de la légalité de la circoncision provoque l'émoi dans la communauté juive allemande et plus généralement dans toutes les communautés juives. En août 2012, la chancelière Angela Merkel affirme que son gouvernement tente activement de parvenir rapidement à une solution au sujet de la circoncision. Selon elle, la liberté religieuse est une composante fondamentale de la société démocratique allemande et il ne doit pas y avoir de doute là-dessus. Elle fait également part de sa gratitude pour le retour de la vie juive sur le sol allemand.

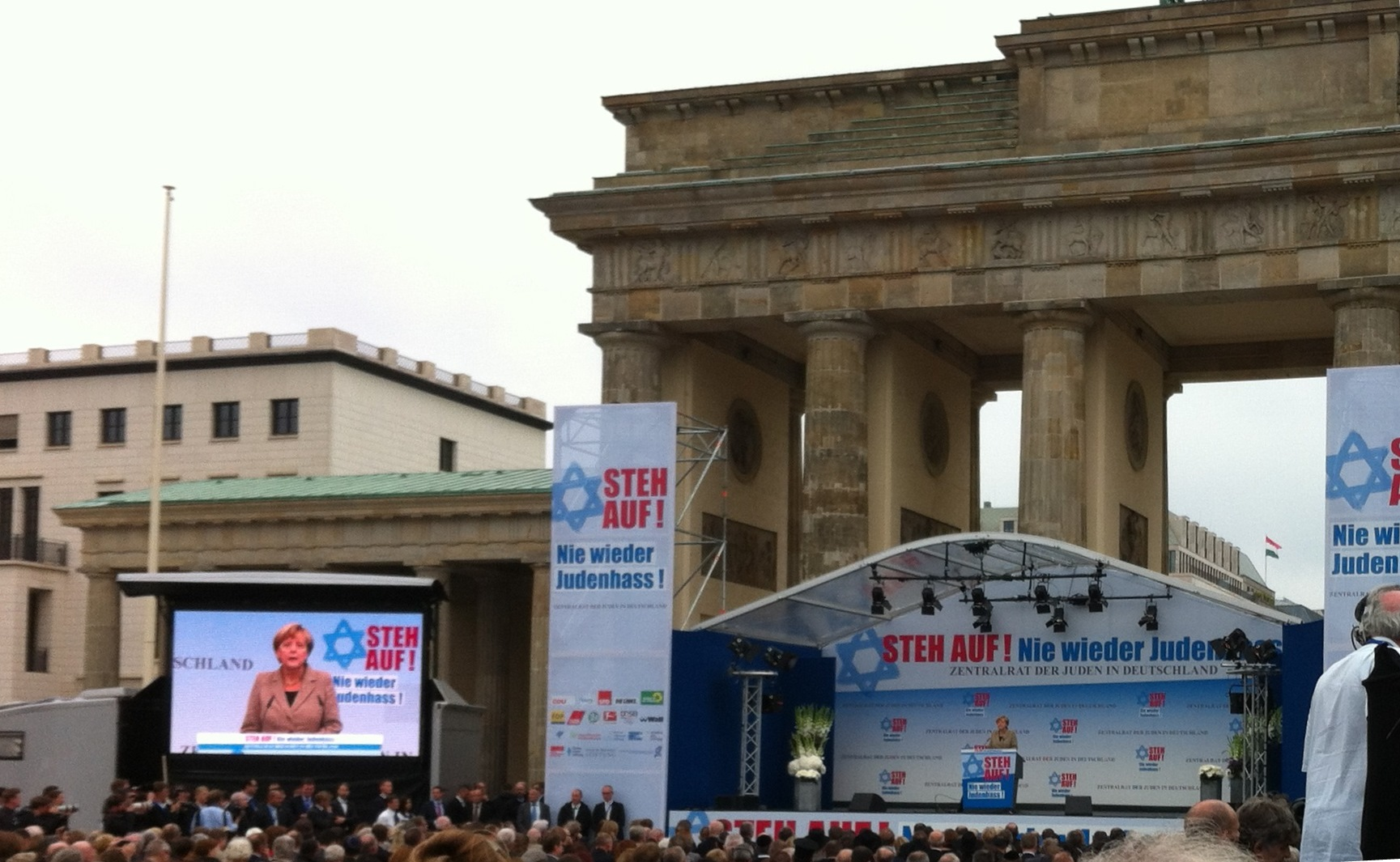
Angela Merkel prononçant un discours dénonçant l'antisémitisme (14 septembre 2014).

En avril 2023, le gouvernement allemand accroit de 70 % (16 millions d'euros) sa subvention au Conseil central des Juifs en Allemagne pour renforcer la sécurité de la communauté face à l'antisémitisme et soutenir la nouvelle Académie juive de Francfort.

#### Reprise de l'antisémitisme
Devant l'augmentation de la fréquence des incidents antisémites (dont le jet de cocktails Molotov contre la synagogue de Wuppertal le 29 juillet 2014), le Conseil central des Juifs en Allemagne organise, le 14 septembre 2014, une manifestation contre l'antisémitisme à la Porte de Brandebourg à Berlin qui rassemble environ cinq mille personnes. Le slogan en est : « Lève toi ! Plus jamais, la haine des Juifs ». En présence du président de la République fédérale, Joachim Gauck, du président de la Conférence des évêques, de représentants des syndicats, de représentants de Fédération allemande et de la Ligue fédérale de football, la chancelière fédérale Angela Merkel déclare que « l'antisémitisme ne doit avoir aucune chance en Allemagne »,,.
Le 9 octobre 2019, un attentat antisémite, commis par un terroriste d'extrême droite, fait deux morts et deux blessés à Halle-sur-Saale. Le même mois, la forte progression du parti d'extrême-droite AfD, dont certains cadres ont tenu des propos antisémites aux élections régionales de Thuringe, inquiète un peu plus la communauté juive allemande.
Le 6 décembre 2019, pour la première fois de sa vie, Angela Merkel se rend à Auschwitz, « le symbole du mal absolu dans la culture contemporaine », selon l’historienne Annette Wieviorka. Elle y dénonce un « racisme préoccupant », une « intolérance galopante » et la montée d’un « antisémitisme qui menace la vie juive en Allemagne et en Europe ». Elle ajoute : « Se souvenir du crime, nommer ses auteurs et honorer dignement les victimes est notre responsabilité (…). Et avoir conscience de cette responsabilité est au cœur de notre identité nationale ». Des membres du parti AfD interviennent à Buchenwald, davantage qu’à Dachau, Sachsenhausen ou Ravensbrück, pour tenir des propos négationnistes. Le directeur du Mémorial, Volkhard Knigge, s’exprimant en 2020, y voit « l’indice de plus en plus sérieux d’un affaiblissement de la conscience historique ».
Les services de renseignements intérieurs allemands ont recensé une hausse de 17 % des délits antisémites entre 2018 et 2019. Les militants d’extrême droite sont responsables de 94 % de ces délits.

#### Histoires
- Histoire du peuple juif
- Histoire de l'Allemagne
- Histoire des Juifs de Mayence
- Histoire des Juifs à Münster
- Histoire des Juifs en Alsace
- Fiscus judaicus
- Ostjuden
- Exilliteratur

#### Personnalités
- Gotthold Ephraim Lessing
- Glückel von Hameln
- Rahel Varnhagen
- Max Windmüller

#### Antisémitisme
- Judensau
- Shoah

#### Mémoire du judaïsme allemand
- Liste de musées juifs en Allemagne
- Livre commémoratif - Victimes de la persécution des Juifs sous la tyrannie national-socialiste 1933-1945 (de)